# Louis IX
Saint Louis
Vous lisez un « article de qualité » labellisé en 2016.
Pour les articles homonymes, voir Louis IX et Louis de France.
« Saint Louis » redirige ici. Pour les autres significations, voir Saint-Louis et Liste des saints Louis.
Louis IX, parfois dit « le Prud'homme » et plus communément appelé Saint Louis, est un roi de France capétien né le 25 avril 1214 à Poissy et mort le 25 août 1270 à Carthage, près de Tunis. Il régna pendant plus de 43 ans, de 1226 jusqu'à sa mort. Considéré comme un saint de son vivant, il est canonisé par l'Église catholique en 1297.
Neuvième roi de France issu de la dynastie des Capétiens directs, il est le quatrième ou cinquième enfant et deuxième fils connu du roi Louis VIII, dit « Louis le Lion », et de la reine Blanche de Castille, de laquelle il reçoit une éducation très stricte et très pieuse durant toute son enfance.
Aîné des membres survivants de sa fratrie, il hérite de la couronne à la mort de son père, alors qu'il n'est âgé que de douze ans. Il est sacré le 29 novembre 1226 en la cathédrale de Reims, mais c'est la reine mère qui, conformément au testament de Louis VIII, exerce la régence du royaume jusqu'à la majorité du nouveau monarque.
Devenu adulte, Louis IX met fin au conflit entre Capétiens et Plantagenêts et se soucie de l'extension du domaine royal, auquel il rattache notamment les sénéchaussées de Beaucaire et de Carcassonne, tout en consolidant sa souveraineté sur la Normandie, l'Anjou, la Touraine, le Maine et le Poitou.
Il mène un règne inspiré des valeurs du christianisme qui contribue à fonder l'idée que les pouvoirs spirituel et politique peuvent être incarnés par un seul homme. Il atténue les excès de la féodalité au profit de la notion de bien commun et développe la justice royale, où le souverain apparaît comme « le justicier suprême ». De cette manière, il fait progressivement passer la France d'une monarchie féodale à une monarchie moderne, ne reposant plus seulement sur les rapports personnels du roi avec ses vassaux, mais sur ceux du roi en tant que chef de l'État avec ses « sujets ».
Louis IX est effectivement un roi réformateur qui veut léguer un royaume dont les sujets seront soumis à un pouvoir juste : il renouvelle la « quarantaine-le-roi », ordonne la présomption d'innocence, atténue l'usage de la torture, interdit l'ordalie et la vengeance privée et institue la supplicatio, consistant à pouvoir faire appel au roi pour l'amendement d'un jugement. Sa réputation dépassant les frontières du royaume, son arbitrage est parallèlement sollicité par les différentes monarchies d'Europe. Il établit également dans le royaume une monnaie unique et se fait l'instigateur des institutions qui deviendront le Parlement et la Cour des comptes. Très pieux, il fait d'autre part construire plusieurs églises, abbayes et hospices, vient en aide aux plus faibles, travaille à la conversion des princes mongols, soutient la fondation du collège de Sorbonne et se procure des reliques de la Passion pour lesquelles il fait construire la Sainte-Chapelle en 1242.
Conformément à son vœu prononcé à la suite d'une grave maladie, puis confirmé à la suite d'une guérison dite miraculeuse, Louis IX part se battre avec ses frères Robert d'Artois, Alphonse de Poitiers et Charles d'Anjou, en Égypte, lors de la septième croisade. À son retour, alors qu'il est persuadé que son échec est dû à l'état d'immoralité du royaume, il travaille à renforcer son autorité et à rétablir la moralité chrétienne. Il décide ainsi de punir le blasphème, les jeux d'argent, les prêts à intérêts et la prostitution ; il tente également de convertir au christianisme de gré ou de force les juifs de France. À cette fin, il finit par leur imposer diverses mesures, dont le brûlement du Talmud et, vers la fin de son règne, le port de la rouelle.
Enfin, en 1270, il repart en Tunisie pour la huitième croisade, au cours de laquelle il meurt de maladie. La peste, la dysenterie et le typhus ont tour à tour été évoqués ; en 2019, des analyses montrent que le roi était gravement atteint de scorbut, et peut-être de bilharziose.
Sous l'impulsion de son petit-fils Philippe IV le Bel, il est canonisé le 11 août 1297 sous le nom de saint Louis de France par le pape Boniface VIII. Sa fête liturgique est fixée au jour anniversaire de sa mort, c'est-à-dire le 25 août. Aujourd'hui considéré comme un monarque ayant offert à la France un renouveau économique, intellectuel et artistique, il est considéré comme l'un des trois grands Capétiens directs avec son grand-père Philippe II Auguste et son petit-fils Philippe IV le Bel.

## Enfance et éducation
Né le 25 avril 1214 sous le règne de son grand-père Philippe Auguste, au château de Poissy, le futur Louis IX est le cinquième enfant et deuxième fils connu du futur roi Louis VIII, dit « le Lion », et de la princesse Blanche de Castille. Il ne devient en effet l'héritier qu'à l'âge de quatre ans, après la mort précoce de son frère aîné : Philippe. Immédiatement après sa naissance, il est baptisé en la collégiale Notre-Dame de Poissy ; ce lieu demeurera cher au roi, qui aimera signer ses lettres du nom de « Louis de Poissy », ou encore, « Louis, seigneur de Poissy », considérant que sa vraie naissance demeure son baptême.
Ses parents, et plus particulièrement la princesse Blanche de Castille, lui font donner une éducation très poussée afin qu'il soit religieusement et moralement formé à la fonction royale et préparé à protéger l'Église. Le petit prince vit également auprès de son grand-père vieillissant, le roi Philippe-Auguste, qui exerce sur lui une grande influence. Philippe est le premier roi de France à connaître son petit-fils depuis Charles II, trois cents ans plus tôt, ce qui accentue la force dynastique de l'enfant,.

Vie familiale de Louis
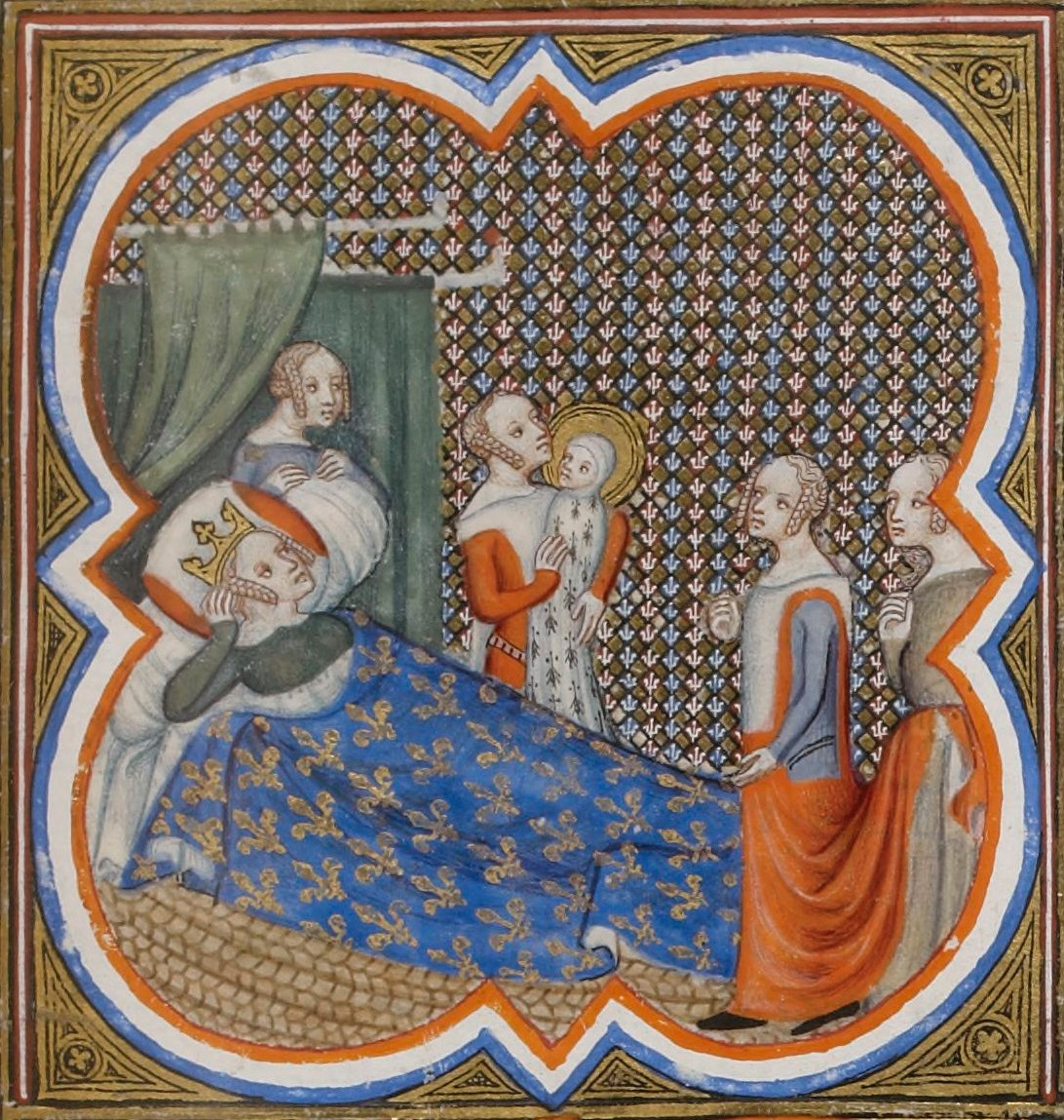
Naissance de Louis IX, Grandes Chroniques de France de Charles V, XIVe siècle.
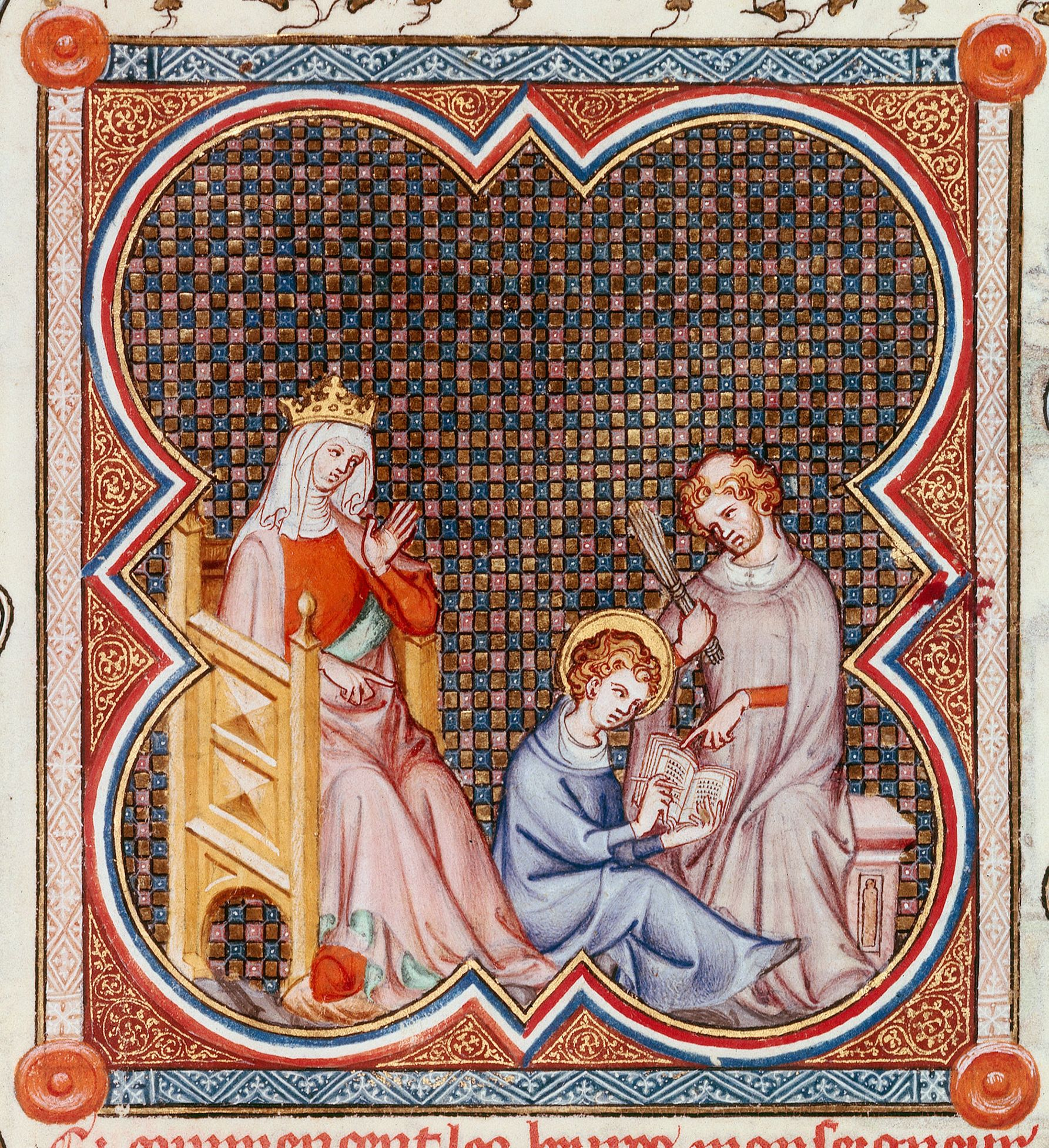
Leçon de lecture de Saint Louis, Grandes Chroniques, XIVe siècle.
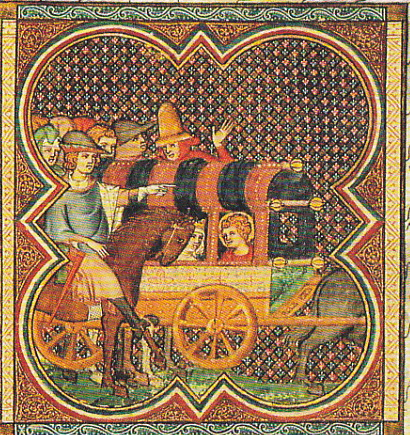
Louis et sa mère allant à Reims, id. XIVe siècle.
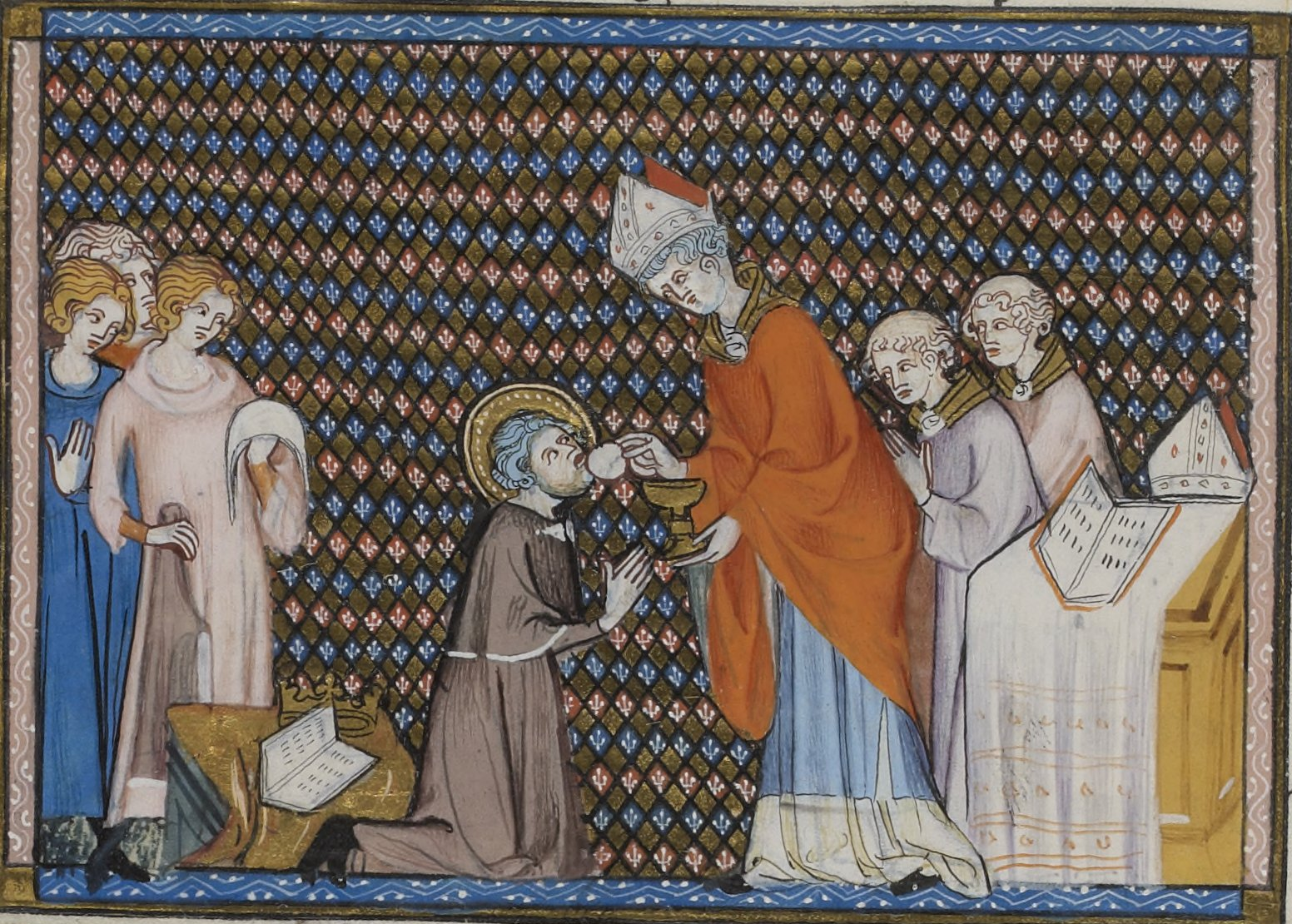
Communion de Louis IX, Vie et miracles de Saint Louis, G. de St. Pathus, XIVe siècle.

## Roi de France

### Sacre de l'enfant roi

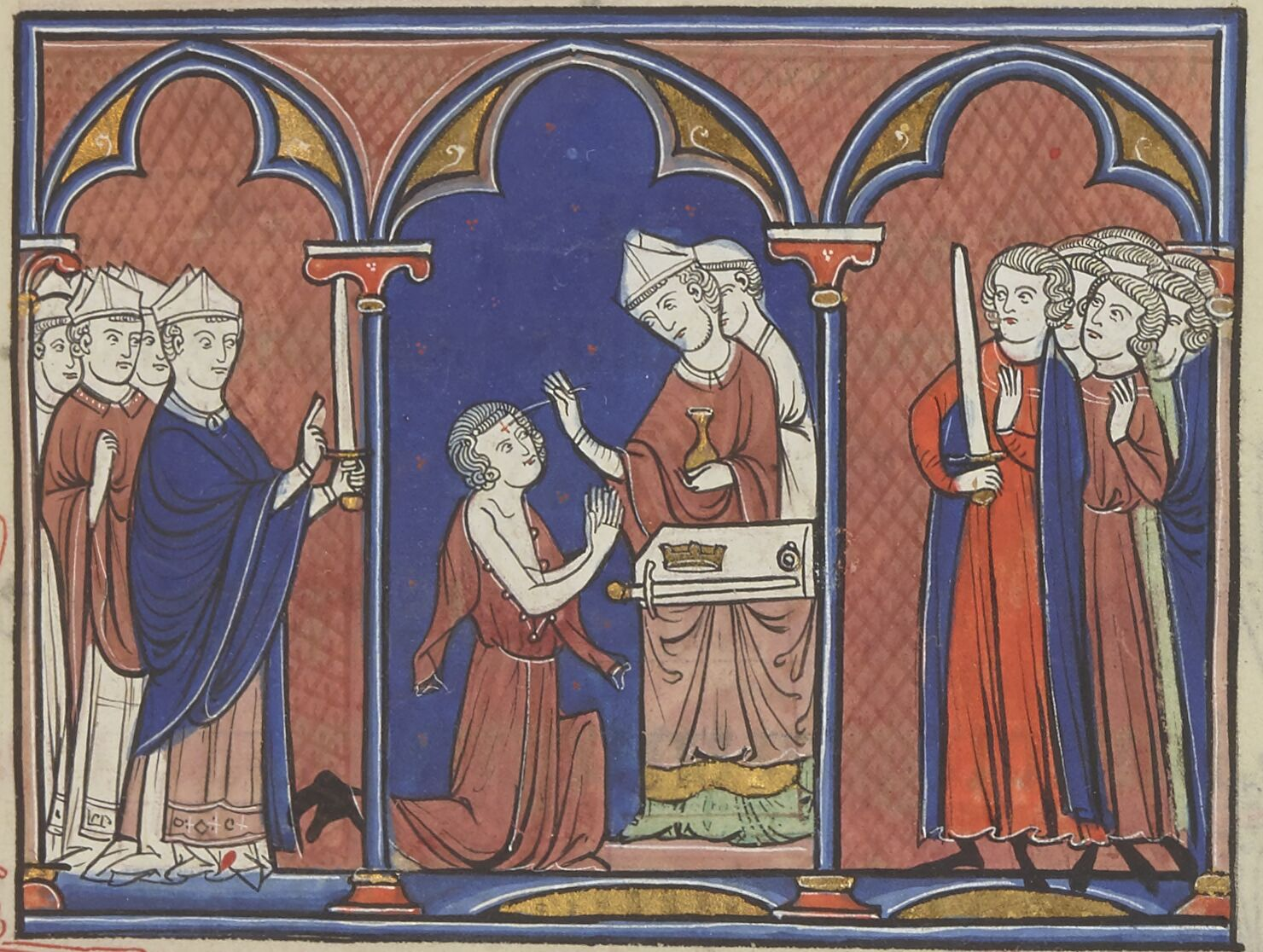
Le sacre de Louis IX, miniature du manuscrit de l'Ordo du sacre de 1250, BnF, Lat.1246,.

Louis est âgé de neuf ans lorsque son grand-père Philippe II Auguste meurt, le 14 juillet 1223. C'est alors son père, Louis « le Lion » qui devient roi, mais pour une courte durée, puisqu'il meurt trois ans plus tard, le 8 novembre 1226. Le 3 novembre, soit quelques jours avant sa mort, Louis VIII fait venir dans sa chambre les barons, prélats et personnages importants de l'armée pour leur faire promettre que, dès qu'il sera mort, ils prêteront hommage et foi à son fils, et qu'ils le couronneront roi au plus vite. Selon le chroniqueur Philippe Mouskes, Louis VIII missionne également ses plus proches conseillers, Barthélemy de Roye, Jean de Nesle et le frère Guérin, pour veiller sur ses enfants,.

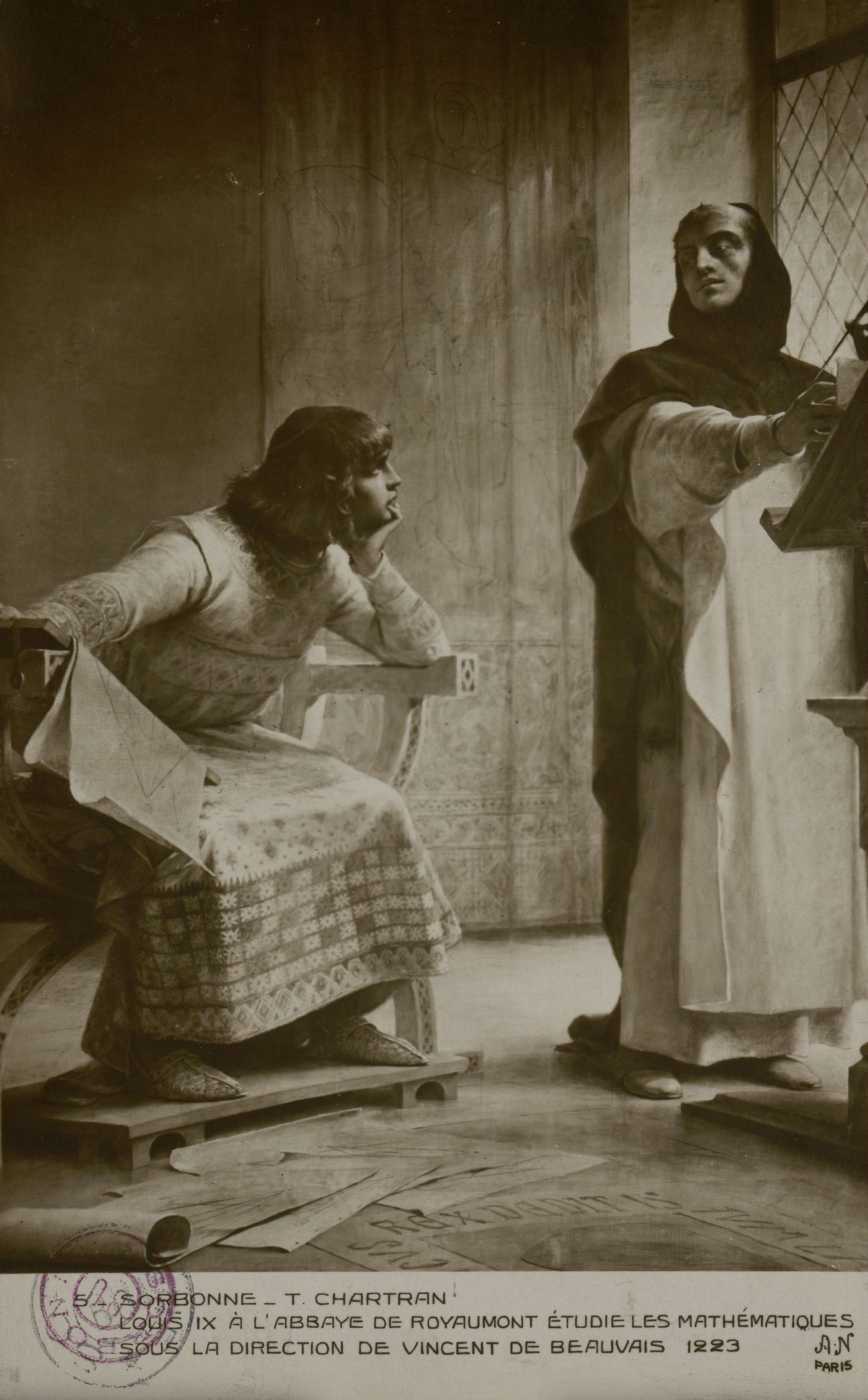
Carte postale de Théobald Chartran, Louis IX à l'abbaye de Royaumont étudie les mathématiques sous la direction de Vincent de Beauvais en 1223 (Bibliothèque interuniversitaire de la Sorbonne, NuBIS).

Louis étant âgé de douze ans à la mort de son père, l'angoisse et l'inquiétude d'être gouverné par un enfant envahissent le royaume. Cependant, bien qu'enfant, le nouveau roi fait preuve d'une grande maturité et, alors qu'aucun texte ni aucune tradition ne prévoit qui doit gouverner sous le règne d'un roi trop jeune, la tutelle passe entre les mains de la reine mère, Blanche de Castille, dès les premiers jours qui suivent la mort de son époux. Cette situation est légalisée par un acte inédit, dans lequel l'archevêque de Sens et les évêques de Chartres et de Beauvais affirment que Louis VIII, sur son lit de mort, avait fait savoir qu'il décidait de placer son fils héritier, le royaume et ses autres enfants sous le « bail et la tutelle » de sa femme jusqu'à ce que Louis atteigne sa majorité.
Louis IX est sacré roi le 29 novembre 1226 en la cathédrale Notre-Dame de Reims par l'évêque de Soissons, Jacques de Bazoches. Son sacre est marqué d'abord par la rapidité de l'événement, afin que Louis IX soit rapidement « complètement » roi et que personne ne puisse faire pression sur lui ou son entourage. Ensuite, il est vite adoubé, lors d'une étape à Soissons sur le chemin menant à Reims, car le roi de France doit nécessairement être chevalier. Enfin, les chroniqueurs insistent sur l'absence des grandes personnalités du royaume, tant ecclésiastiques que laïcs,.

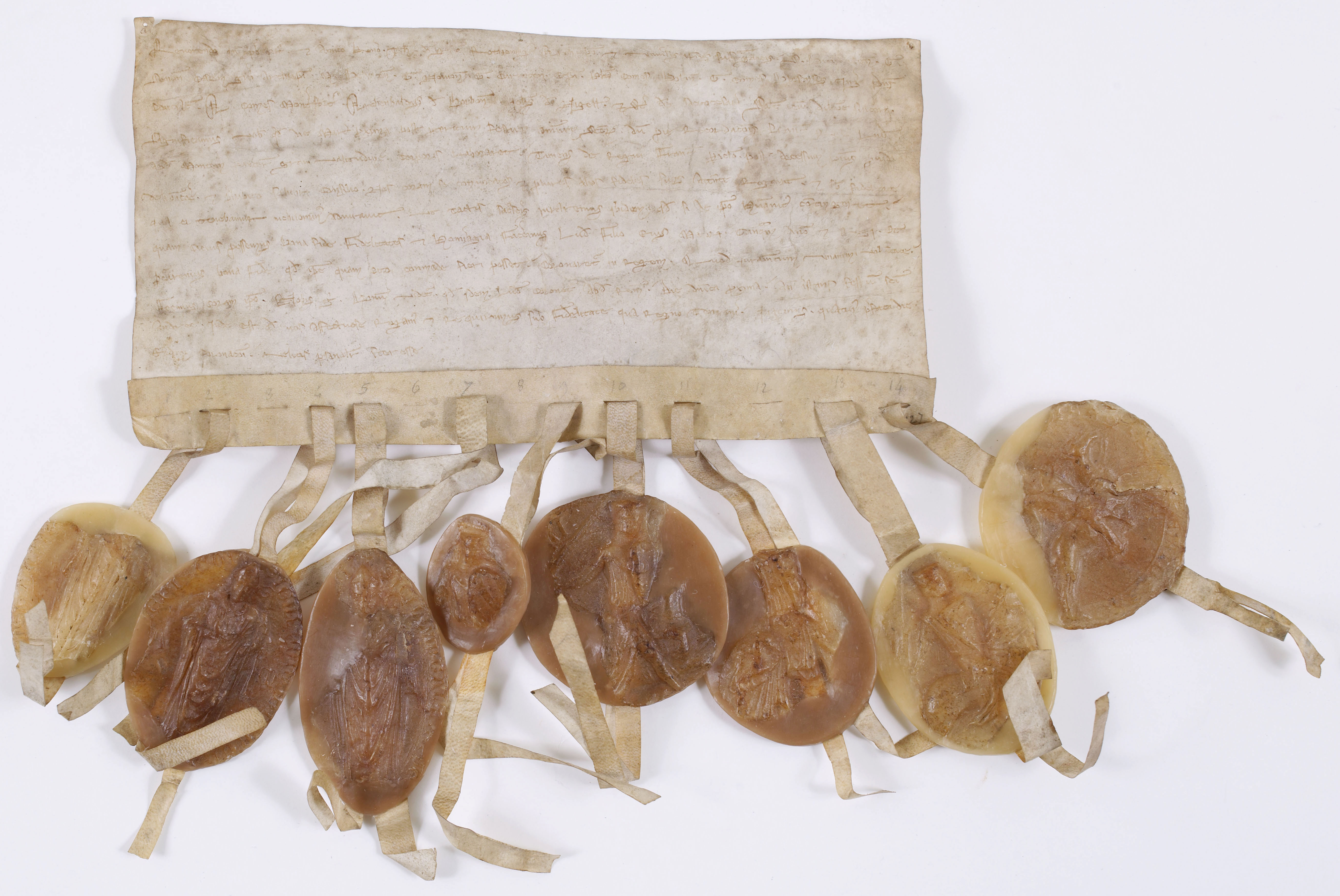
Lettre circulaire adressée par les prélats et barons du royaume aux évêques et grands feudataires pour les inviter à assister au couronnement du jeune Louis IX, le 29 novembre 1226. Archives nationales de France.

Les chroniqueurs ont souvent donné des motifs politiques à ces absences, mais selon Jacques Le Goff, même s'il est vrai que certains boudent le sacre pour des raisons politiques, la plupart n'ont simplement pas eu le temps de préparer leur voyage en raison de la précipitation de la cérémonie. De plus, le sacre d'un enfant n'est pas particulièrement attrayant pour les prélats et les grands seigneurs.
Blanche de Castille exerce le pouvoir avec le titre de « baillistre » et reste peu de temps entourée des conseillers expérimentés — mais vieillissants — des deux règnes précédents : le frère Guérin, chancelier de France, rend les sceaux et meurt en 1227 ; Barthélemy de Roye, grand chambrier de France, s'efface peu à peu et meurt en 1237 et Jean de Nesle n'apparaît plus que par intermittences. Le principal soutien de la reine reste alors Gauthier Le Cornu, évêque de Sens.

### Révolte des barons

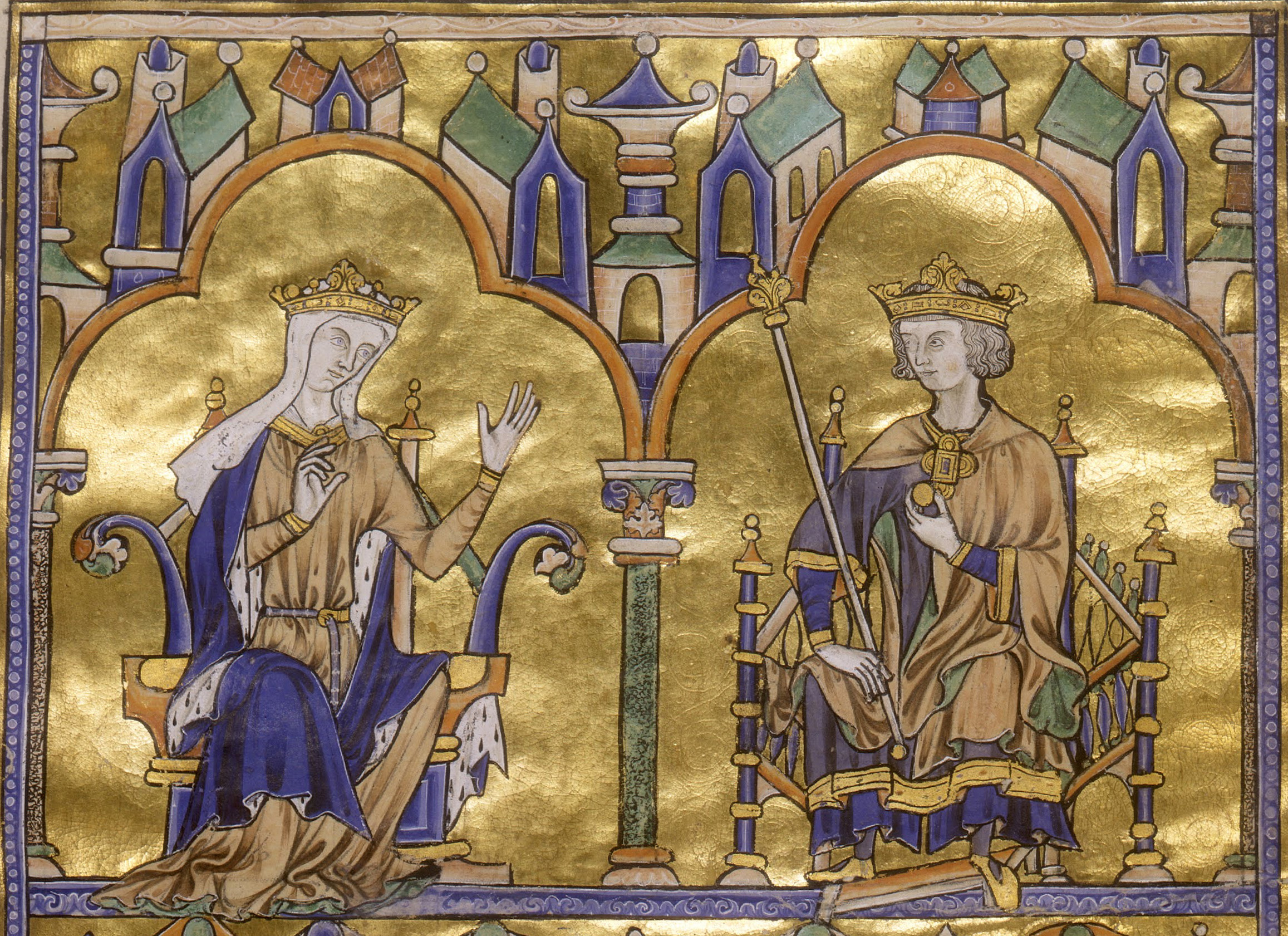
Blanche de Castille et Louis IX, détail d'une miniature de la Bible de saint Louis, 1240.

En 1226, Blanche de Castille et ses conseillers s'occupent du cas de quelques seigneurs mécontents. Pour se concilier Philippe Hurepel, demi-frère de Louis VIII, son royal neveu lui donne les châteaux de Mortain et Lillebonne ainsi que l'hommage du comté de Saint-Pol et une rente viagère de six mille livres tournois. À la demande de plusieurs seigneurs, à l'Épiphanie, le 6 janvier 1227, Blanche, son fils et leurs conseillers décident également de libérer, en échange d'une rançon et de sa fidélité, Ferrand de Flandre qui avait trahi Philippe Auguste lors de la bataille de Bouvines.
Louis IX fait ensuite un effort en direction des grands seigneurs trop remuants : il promet de marier son frère Jean à la fille de Pierre Mauclerc, qui lui offre en gage Angers, Le Mans, Baugé et Beaufort-en-Vallée et promet de marier son frère Alphonse à une fille de Hugues X de Lusignan ainsi que sa sœur Isabelle à l'un de ses fils. L'effort le plus important est fait envers le roi d'Angleterre Henri III et, en avril 1227, une trêve est conclue entre le roi de France et Richard de Cornouailles, frère du roi d'Angleterre. Le mois suivant, c'est Henri III en personne qui demande à Louis une trêve officielle. Celle-ci prend effet en juin.
Ainsi, au début de l'été 1227, le jeune roi est à la tête d'un royaume pacifié. Cependant, les barons ne supportent plus d'être conduits par un enfant et une femme étrangère. De nombreux seigneurs se rassemblent à Corbeil et prévoient d'enlever le roi afin de le séparer de sa mère et de ses conseillers pour gouverner en son nom et s'approprier le pouvoir, les terres et les richesses. À la tête de cette révolte se trouvent alors Philippe Hurepel, comte de Boulogne et oncle du roi, qui a accepté de devenir l'un de leurs chefs, mais sans conviction, et Pierre Mauclerc, duc de Bretagne, le plus puissant des vassaux du roi de France,.
Le jeune roi et la reine mère, qui reviennent de Vendôme, où ils sont allés négocier avec les barons de l'Ouest, rentrent à Paris par Orléans, mais toute leur suite est bloquée à Montlhéry par les barons rassemblés. Bientôt, les Parisiens, auxquels Blanche et ses conseillers avaient envoyé des messages requérant leur fidélité et leur soutien, prennent les armes, volent au secours du roi et le ramènent en triomphe. Contre cette première révolte, le roi est également soutenu par le comte Ferrand de Flandre, libéré et resté fidèle, et Thibaud IV de Champagne, avec lequel il est réconcilié.
En 1228, la coalition des barons se reforme. Cette fois, la révolte, soutenue par Philippe Hurepel, est dirigée par Enguerrand III de Coucy. Les coalisés ne s'en prennent plus directement au roi et à sa tutrice, mais à Thibaud IV de Champagne, leur plus puissant soutien. Cette campagne commence par la propagation de rumeurs injurieuses à l'égard de Blanche : les barons l'accusent de vider les caisses du royaume et d'être la maîtresse de son conseiller Romain Frangipani ou encore de Thibaut de Champagne. Heureusement pour le roi, les barons sont instables et impressionnés par la royauté, même représentée par un adolescent. Certains d'entre eux passent donc de la rébellion à une obéissance totale.
Mais il faut tout de même recourir aux opérations militaires et, en 1230, le jeune roi, âgé de moins de seize ans, prend la tête de l'ost royal. Il part en campagne dans l'Ouest, contre Pierre Mauclerc, qui vient de prêter hommage au roi d'Angleterre en octobre 1229, et ses complices, puis en Champagne pour y protéger Thibaud. La campagne de janvier se termine avec la prise de Bellême et la reprise d'Angers, Baugé et Beaufort. Sur les conseils de Romain Frangipani, l'armée royale ravage également les champs, les récoltes et les possessions de Raymond VII de Toulouse, celui-ci étant ainsi forcé de faire la paix avec le gouvernement du royaume.
En mai, Henri III, appelé à l'aide par Pierre Mauclerc, débarque à Saint-Malo, mais n'ose pas engager les hostilités et s'enferme dans Nantes, sans combattre. Louis prend la tête d'une nouvelle armée et, grâce à l'aide de Hugues X de Lusignan, prend Clisson, assiège Ancenis et rase le château de La Haye-Pesnel, appartenant au rebelle Fouques Pesnel. Au printemps 1231, il entreprend une nouvelle campagne dans l'Ouest et impose à Pierre Mauclerc une trêve de trois ans à Saint-Aubin-du-Cormier. Entre-temps, Louis IX se tient en Champagne et les barons révoltés contre Thibaud n'osent pas attaquer le roi ; ils abandonnent ainsi les hostilités.
Victorieux, Louis apparaît comme un roi guerrier : les anciens coalisés, à l'exception de Pierre Mauclerc qui ne se soumettra qu'en novembre 1234, lui obéissent désormais,.

### Fiançailles et mariage
Louis IX est probablement reconnu majeur en 1234, à vingt ans, voire en 1235, à vingt et un ans,.

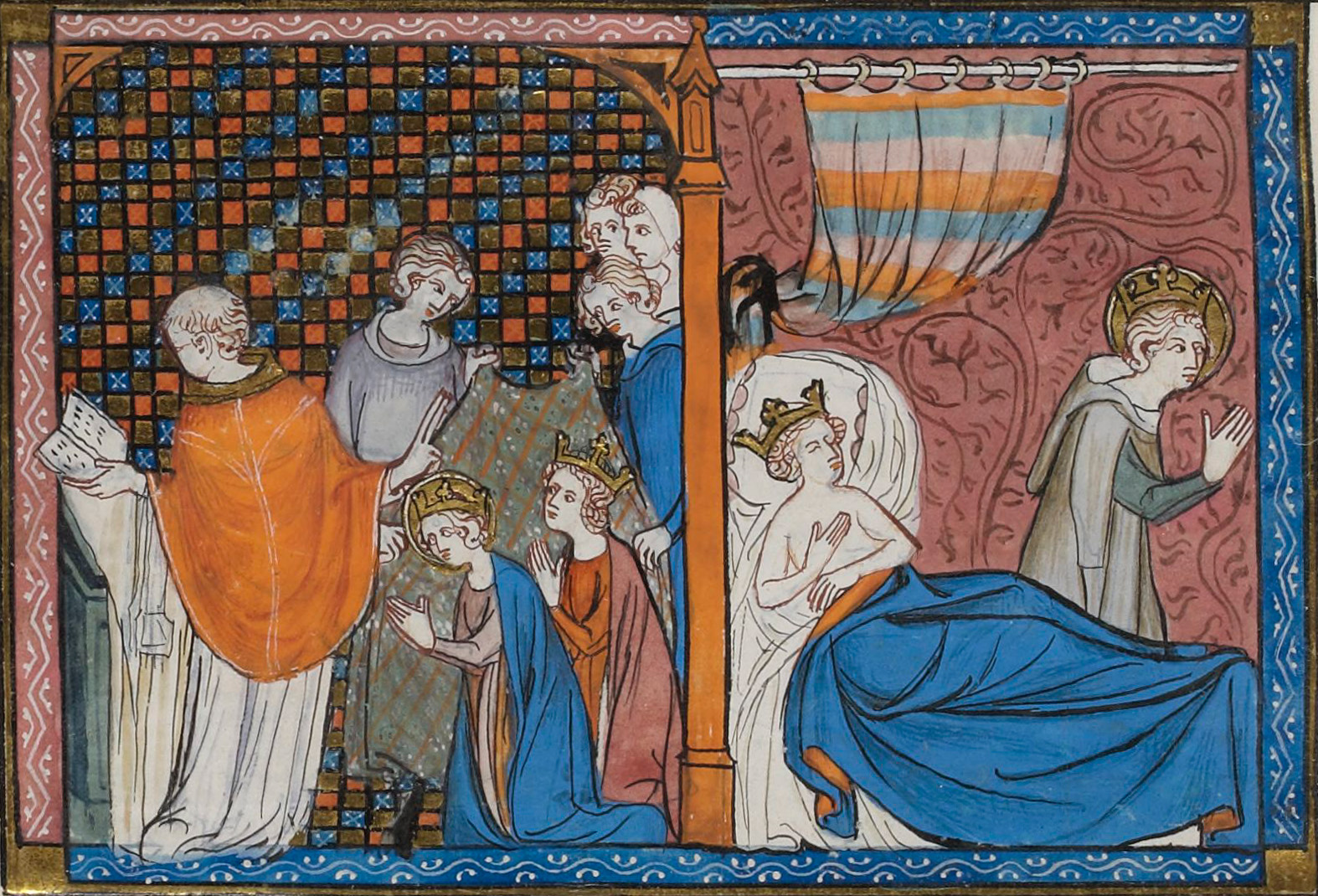
Célébration du mariage de Louis et Marguerite. Le roi et la reine pratiquant l'abstinence. Guillaume de Saint-Pathus, Vie et miracles de saint Louis, 1330-1340, BnF, Fr.5716.

Guillaume de Nangis fait du mariage la conséquence d'un désir du roi, mais selon Jacques Le Goff et Gérard Sivéry, le jeune roi n'a fait que se conformer à l'usage et à l'avis de sa mère et de ses conseillers,.
Marguerite, aînée des quatre filles de Raimond-Bérenger IV de Provence, est à peine nubile car elle n'a que treize ans. Jean de Nesle et Gauthier Le Cornu sont alors nommés principaux négociateurs du contrat de mariage et, selon le chroniqueur Philippe Mouskes, Simon de Sully, archevêque de Bourges, se serait également chargé des premières démarches.
En 1233, le roi Louis IX ordonne au chevalier Gilles de Flagy, en mission à Toulouse, de passer par la cour comtale de Provence, probablement afin, selon Gérard Sivéry, de se renseigner sur la jeune princesse dont les rumeurs louent la perfection. Louis et Marguerite sont de lointains parents, mais le 2 janvier 1234, le pape Grégoire IX les relève de l'empêchement de mariage pour consanguinité,.
Le 30 avril 1234, à Sisteron, le comte et la comtesse de Provence reconnaissent devoir une dot de 8 000 marcs d'argent, à payer avant le 1er novembre 1239, et donnent en gages le château de Tarascon et ses revenus au roi de France. La réponse se fait peu attendre ; Jean de Nesle et Gauthier Le Cornu, chargés d'aller chercher la fiancée en Provence et de l'accompagner jusqu'au lieu du mariage, font rédiger la promesse de mariage du roi qui s'engage à épouser Marguerite avant l'Ascension, célébrée cette année le 1er juin.
Le 17 mai 1234, Raimond Bérenger complète la dot de 2 000 marcs supplémentaires en désignant Raimond Audibert, archevêque d'Aix, garant envers son futur gendre ; le comte cède alors les revenus du château d'Aix ainsi que la baillie d'Aix que détenait Guillaume de Cottignac. Mais la somme considérable de 10 000 marcs d'argent dépasse les capacités financières du comte qui n'en paiera en fait que le cinquième.
Le 27 mai 1234, le mariage de Louis et Marguerite est célébré en la cathédrale de Sens, par Gauthier Le Cornu. Les personnages importants du royaume sont présents et la suite de Louis comprend sa mère, ses frères Robert et Alphonse, son cousin Alphonse de Portugal, de nombreux nobles dont le fidèle Barthélemy de Roye et plusieurs dames qui assurent la suite de Marguerite.
La cérémonie se déroule en deux temps. La première phase, une cérémonie extérieure devant l'église, commence par la jonction des mains des fiancés par Guillaume de Savoie, évêque de Valence et oncle de Marguerite, symbolisant leur consentement, puis les anneaux sont échangés et, enfin, elle se termine par la bénédiction et l'encensement des époux. La seconde phase est essentiellement une messe lors de laquelle sont lus et chantés plusieurs textes. Au moment de l'invocation, le roi reçoit un baiser de l'archevêque qu'il va porter à sa jeune épouse, lui promettant ainsi amour et protection. Enfin vient la bénédiction de la chambre nuptiale, rite soulignant leur devoir de procréer. Le lendemain du mariage, le 28 mai 1234, la jeune Marguerite est couronnée reine.
Selon Guillaume de Saint-Pathus, confesseur et confident de la reine Marguerite de Provence, Louis IX ne touche pas sa femme pendant la nuit de noces ; il passe ses trois premières nuits de jeune marié à prier, respectant ainsi les trois « nuits de Tobie » recommandées par l'Église.

### Fin du conflit avec le roi d'Angleterre

#### Ligue des seigneurs poitevins
Henri III d'Angleterre, grand adversaire de Louis IX et de la monarchie française, n'a pas renoncé à récupérer les territoires que ses prédécesseurs possédaient en France en tant que ducs d'Aquitaine et de Normandie, reconquis par Philippe Auguste. Il conteste en effet la légitimité de la confiscation des fiefs de son père Jean sans Terre dans l'ouest de la France. Mais occupé par les barons anglais qui avaient limité son pouvoir en arrachant la Grande Charte à son père et par les barons français coalisés qui lui demandèrent de l'aide pour s'émanciper, Henri III n'a jamais manifesté ses désirs de reconquête.
En France, une nouvelle rébellion commence à prendre vie. Tout d'abord, Hugues X de Lusignan s'insurge en raison d'un accord non respecté : lorsqu'en 1227, la reine Blanche et ses conseillers avaient neutralisé Hugues, un accord avait prévu le mariage d'une fille de ce dernier avec Alphonse de France, mais celui-ci était déjà fiancé à Jeanne de Toulouse ; en compensation, il était prévu qu'Isabelle de France épouse le futur Hugues XI de Lusignan, mais celui-ci épousa Yolande de Bretagne en 1238, tandis qu'Alphonse se maria effectivement avec sa fiancée, Jeanne.
En plus de cela, à sa majorité, en 1241, Alphonse reçoit de son royal frère le comté de Poitou et l'Auvergne, conformément à la volonté de leur père. Ses nouvelles terres absorbent alors le comté de la Marche et Hugues X doit transférer son hommage de vassal du roi de France à Alphonse de Poitiers, seigneur de rang inférieur. Hugues X prête finalement l'hommage, mais la situation déplaît fortement à sa femme, Isabelle d'Angoulême, veuve de Jean sans Terre et mère d'Henri III, qui souhaite conserver son rang de reine.
Le conflit éclate lorsque Louis IX, prétextant la rupture des fiançailles, réclame l'Aunis et Saint-Jean-d'Angély, remis en gage à Hugues X en 1230 à l'occasion de la promesse de mariage entre sa sœur Isabelle et le jeune Hugues. Hugues X, décidé à se battre, détruit symboliquement la maison qu'il possède à Poitiers et, en décembre 1241, s'oppose publiquement au roi lors de l'assemblée solennelle des vassaux du comte de Poitou. Louis tente d'abord vainement de faire revenir le comte sur sa décision puis présente son cas à la cour des pairs de France, qui prononce la confiscation des domaines du rebelle. Immédiatement, il constitue une ligue contre Louis IX, à laquelle la plupart des barons poitevins adhèrent,. Dès les débuts de cette coalition, le roi d'Angleterre s'y intéresse, mais se voit retenu par ses engagements pris lors des trêves de 1238. Après la destitution de Hugues X, Henri III décide de prendre part à la coalition afin de faire valoir ses droits en France.

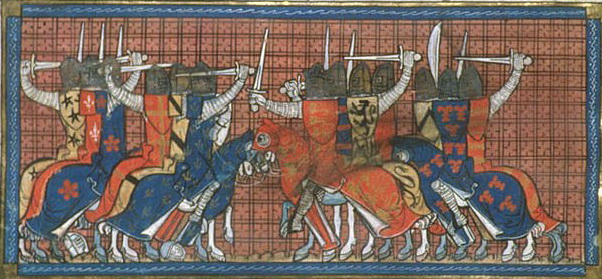
Combat entre les troupes de Louis IX et Henri III. Chroniques de Saint-Denis, vers 1332-1350, BL, Royal 16 G.

#### Guerre de Saintonge
La guerre de Saintonge dure environ un an, du 28 avril 1242 au 7 avril 1243. Selon Jacques Le Goff, elle se déroule en trois phases : du 28 avril au 20 juillet 1242, c'est une guerre de siège lors de laquelle Louis ne se bat qu'avec le comte de la Marche et ses alliés ; du 21 juillet au 4 août 1242, l'ost royal bat les Anglais devant Saintes et les repousse jusqu'à Blaye ; et enfin, du 4 août 1242 au 7 avril 1243, la guerre s'oriente contre le comte de Toulouse, puis se termine par une trêve entre Henri d'Angleterre et Saint Louis.

##### Bataille de Taillebourg

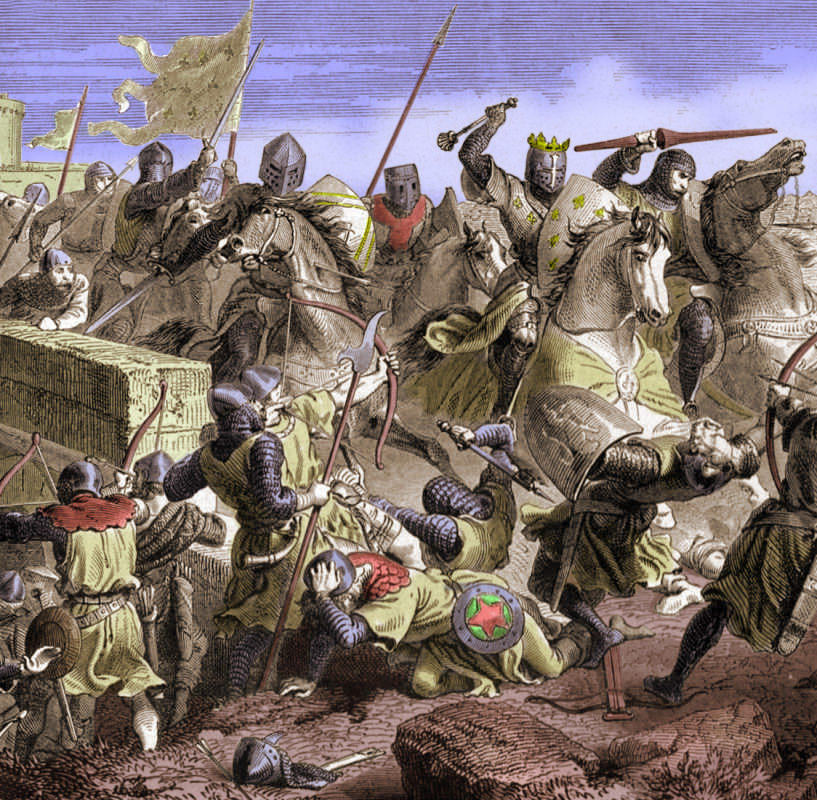
La bataille de Taillebourg, gravure colorisée tirée de l′Histoire de l'armée française de Paul Lehugeur, 1880.

Le 28 avril 1242, Louis convoque l'ost royal à Chinon. Le 4 mai, à Poitiers, il lance le début de la campagne : il est à la tête de 1 000 chariots, 4 000 chevaliers et 20 000 écuyers, sergents et arbalétriers. Son armée assiège et prend successivement les châteaux rebelles de Montreuil, Béruges, Fontenay, Prez, Saint-Gelais, Tonnay-Boutonne, Matus, Thoré et Saint-Affaire.
Henri III quitte Portsmouth le 9 mai et débarque à Royan le 13. Le 16 juin, il déclare la guerre à Louis pendant que celui-ci achève la conquête du Poitou. Le 20 juillet, les Français arrivent devant Taillebourg. Le lendemain, les ennemis se retrouvent face à face, mais sont séparés par la Charente. Les Anglais et les Poitevins rebelles tentent de rejoindre les Français par le pont de pierre reliant Taillebourg à Saintes, mais sont rapidement repoussés par les troupes de Louis IX qui les mènent à s'enfuir en toute hâte vers Saintes. Le lendemain, 22 juillet, Louis et son armée traversent la Charente et la bataille s'engage devant Saintes.
Selon Guillaume de Nangis, la bataille dure très longtemps, mais les Anglais ne peuvent endurer les assauts des Français et se mettent à fuir. Les Français les poursuivent et en font prisonniers un grand nombre. Le roi d'Angleterre s'enfuit quant à lui vers Saintes, d'où il s'enfuit à nouveau la nuit tombée avec Hugues X et leurs troupes. Enfin, le lendemain matin, 24 juillet, les clés de la ville sont remises à Louis par les citoyens de Saintes.
Henri III se replie à Pons, mais le 25 juillet, Renaud, seigneur de Pons, se soumet à Louis IX qui arrive de Colombières. Le lendemain, Hugues X se soumet à son tour. Le roi d'Angleterre se réfugie alors à Barbezieux d'où il s'échappe dans la nuit du 26 au 27 juillet. Il rejoint ensuite Blaye, mais doit repartir vers Bordeaux dès le 4 août, devant la progression du roi de France.
Louis IX perd relativement peu d'hommes durant la campagne, mais doit affronter une épidémie de dysenterie qui décime son armée. Louis en est également atteint mais guérit rapidement. Bien qu'affaibli, il rentre à Paris en août 1242.

##### Soumission du comte de Toulouse et la trêve

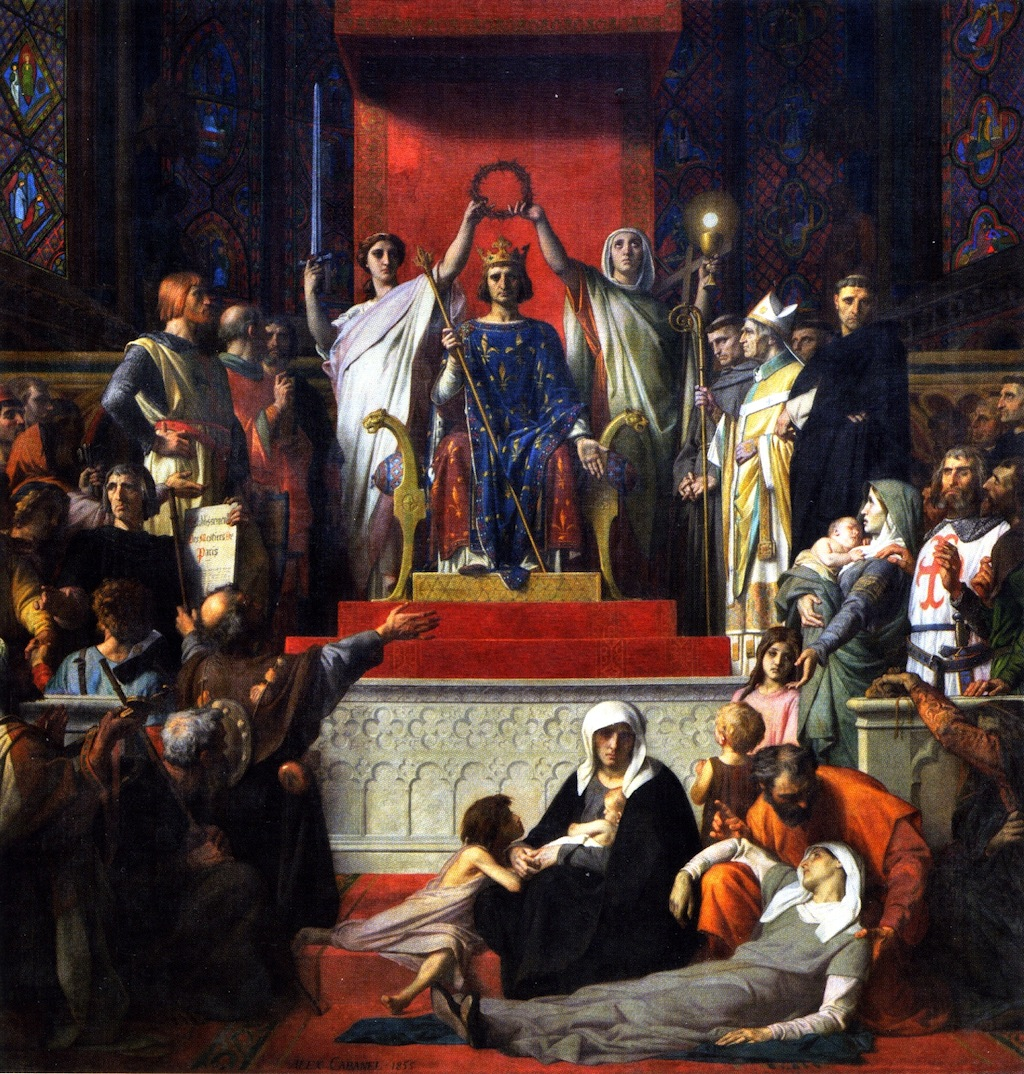
La Glorification de Saint Louis (1855), toile d'Alexandre Cabanel, Montpellier, musée Fabre.

De son côté, Raymond VII de Toulouse, qui a pourtant renouvelé son hommage à Louis en 1241, s'allie à la coalition des barons poitevins et du roi d'Angleterre. Il rejoint Henri III à Blaye à la fin juillet, se fait remettre Narbonne le 17 août 1242, par le vicomte Aimery, s'empare d'Albi et proclame le retour des deux villes parmi ses possessions.
Le roi de France, qui vient de remporter la bataille de Taillebourg, envoie deux armées en Languedoc. Le comte de Foix lâche alors aussitôt le comte de Toulouse et Louis le délie de sa vassalité envers celui-ci. Le 20 octobre, Raymond VII est contraint de demander pardon au roi de France, qui le lui accorde en échange de sa renonciation à Narbonne et Albi ainsi que des promesses de combattre l'hérésie et d'accomplir son vœu de croisade.
Entre octobre et novembre 1242, Henri III tente une dernière fois de faire valoir ses droits en organisant le blocus de La Rochelle par la mer. Mais son blocus échoue, de même que la reconstitution de son armée et de ses alliances. En janvier 1243, il envoie une lettre à Frédéric II, empereur du Saint-Empire, à qui il avait fait une demande d'alliance en juin 1242, lui annonçant la fin de ses espérances. Et enfin, le 12 mars 1243, il est contraint de demander à Louis une trêve pour cinq ans,.
En 1253 et 1254, Louis IX autorise Henri III à se rendre en France pour visiter l'abbaye de Fontevraud, nécropole de ses ancêtres, celle de Pontigny, où reposent les reliques de saint Edmond, qu'il avait contraint à l'exil, ainsi que la cathédrale de Chartres. À cette occasion, Louis invite Henri III, qui est aussi son beau-frère (ils ont tous deux épousé une fille du comte de Provence), à Paris, où ils fêtent ensemble Noël. Une vive amitié naît entre les deux rois au point que, quelque temps après, Louis offre à Henri un éléphant qui lui avait été offert par le sultan d'Égypte. Dès cette année, Henri demande le renouvellement des trêves, que Louis lui accorde volontiers.

#### Le traité de paix

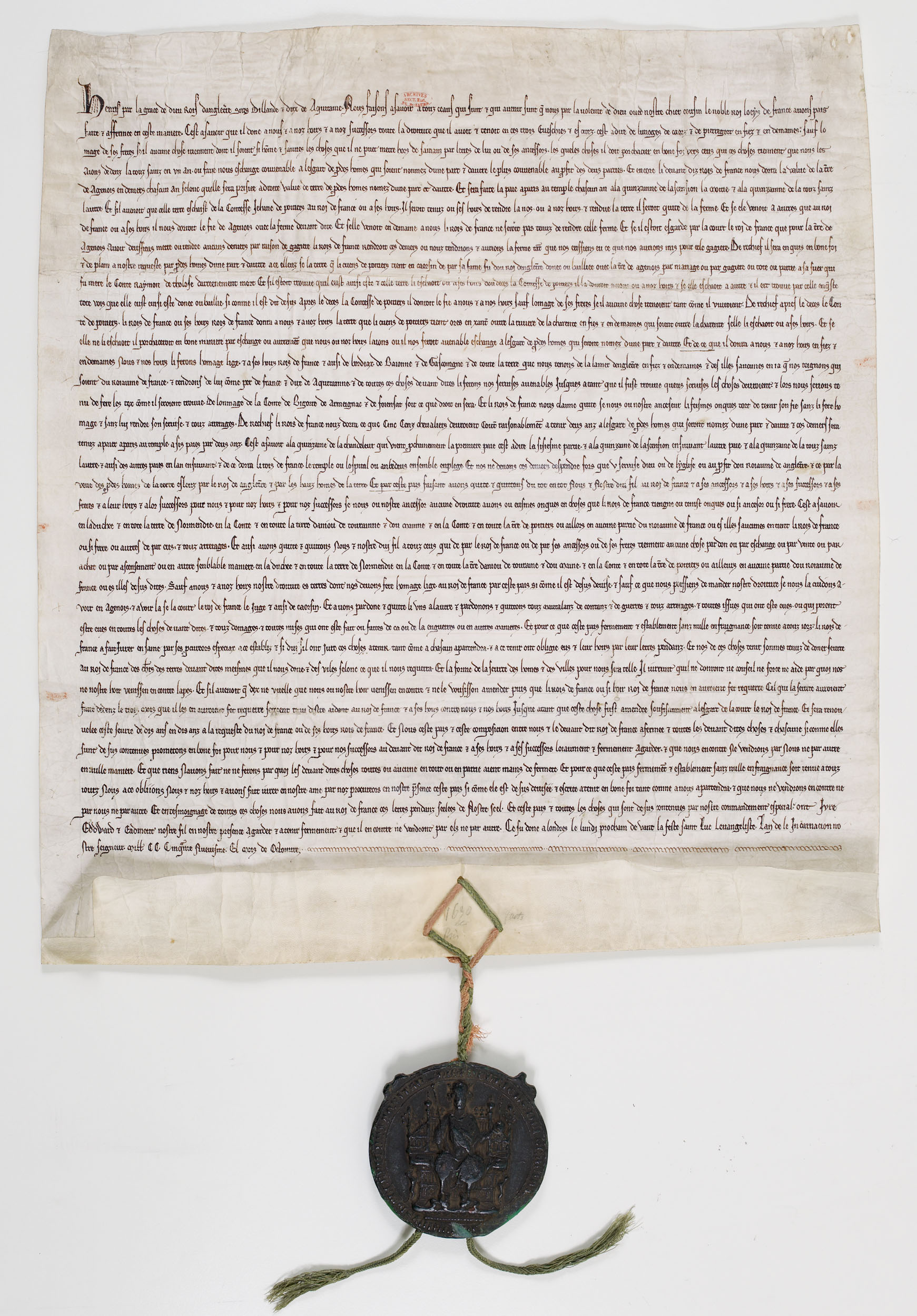
Traité de Paris, 1259, Archives nationales de France.

En 1257, le roi d'Angleterre envoie auprès de Louis IX l'évêque de Winchester dont la mission est de proposer au roi de France la substitution d'un véritable traité aux trêves qui avaient été signées. Et, bien qu'Henri refuse de renoncer à ses droits sur les territoires de ses ancêtres en France, les deux rois ont l'intention d'aboutir à la paix. Les négociations sont longues et laborieuses, mais enfin, le 28 mai 1258, Henri III Plantagenêt et Louis IX signent le traité de Paris.
En signant le traité, Louis et Henri mettent fin au conflit entre Capétiens et Plantagenêts concernant les terres conquises par Philippe Auguste. Par ce texte, Henri III renonce à ses revendications concernant la Normandie, l'Anjou, la Touraine, le Maine et le Poitou et Louis IX lui donne la somme nécessaire pour entretenir 500 chevaliers pendant deux ans ainsi que les revenus de l'Agenais et ses domaines dans les diocèses de Limoges, Cahors et Périgueux,.
Le 10 février 1259, le traité est d'abord ratifié par Richard de Cornouailles. Le 17 février, il est ratifié à Westminster par des procureurs, au nom du roi, et, le 4 décembre, Simon V de Montfort et Aliénor d'Angleterre le ratifient également. Enfin, arrivé en France le 14 novembre, Henri III prête hommage à Louis le 4 décembre 1259.

### Expansion du domaine royal
Tout d'abord, par son testament de 1225, Louis VIII le Lion demande le transfert d'environ un tiers du domaine royal en faveur de ses fils puînés : le deuxième, Robert, reçoit l'Artois ; le troisième, Alphonse, le Poitou et l'Auvergne, et le quatrième, Charles, l'Anjou et le Maine. Devenu roi, Louis IX respecte cette volonté, qu'il exécute comme une décision propre : lorsque ses frères atteignent l'âge de vingt ans, il les adoube et leur remet leur apanage. Le domaine royal est donc sensiblement amoindri, mais cette politique ne provoque pas le démembrement du royaume. Elle est, au contraire, le moyen d'éviter les conflits entre les quatre frères. De plus, Louis insiste sur les conditions de possession de l'apanage, qui doit revenir au domaine royal dans le cas où son détenteur mourrait sans héritier, ce qui sera le cas d'Alphonse en 1271.

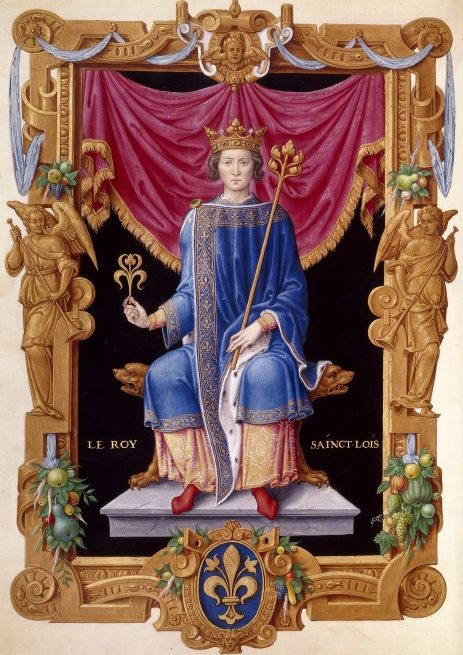
Louis IX ou Saint Louis d'après une enluminure du Recueil des rois de France de Jean du Tillet (v. 1547), BnF.

Au cours de son règne, le roi Louis VIII a mis fin aux espoirs d'hégémonie du comte Raymond VII de Toulouse, soumis lors de la croisade des albigeois. En mars 1229, Blanche et Louis IX convoquent une conférence à Meaux. Raymond VII s'y rend en pèlerin, accompagné de ses principaux vassaux, et signe le traité de Meaux-Paris le 12 avril 1229. Il se voit alors contraint de prêter allégeance au jeune roi de France et perd près de la moitié de son territoire, principalement les anciennes vicomtés de Raimond II Trencavel : les sénéchaussées de Beaucaire et de Carcassonne, conquises sur le terrain depuis 1226, intègrent le Domaine, tandis que le marquisat de Provence est cédé au Saint-Siège.
Le comte se voit par ailleurs contraint de fonder une université à Toulouse. Enfin, le traité prévoit le mariage de Jeanne de Toulouse, seule héritière de Raymond, avec Alphonse de Poitiers, ce qui permet, à plus ou moins brève échéance, de rattacher les territoires restants du comté de Toulouse au domaine royal : le couple mourant sans enfants, ces domaines passent directement et définitivement sous administration royale en 1271, sous Philippe III le Hardi.
Par le traité de Corbeil signé le 12 mai 1258 entre les représentants de Jacques Ier d'Aragon et ceux de Louis IX, ce dernier renonce aux prétentions françaises sur l'ancienne marche d'Espagne, et en particulier sur la Catalogne, la Cerdagne et le Roussillon, tandis que l'Aragon renonce en échange aux siennes sur la Provence et le Languedoc. S'ébauche alors la frontière du royaume de France au sud des Corbières. Côté français, la frontière est protégée par les forteresses de Termes, Aguilar, Niort, Quéribus, Peyrepertuse et Puilaurens tandis que Salses, Opoul et Perpignan défendent la frontière catalane.
Enfin, comme nous l'avons déjà vu, Henri III d'Angleterre renonce par le traité de Paris (1259) à ses revendications sur la Normandie, l'Anjou, la Touraine, le Maine et le Poitou tandis que Louis rend à ce dernier une partie des terres du Limousin et du Quercy à la Saintonge, dont il n'est pas certain que la conquête ait été légitimement fondée.

### Roi justicier et diplomate

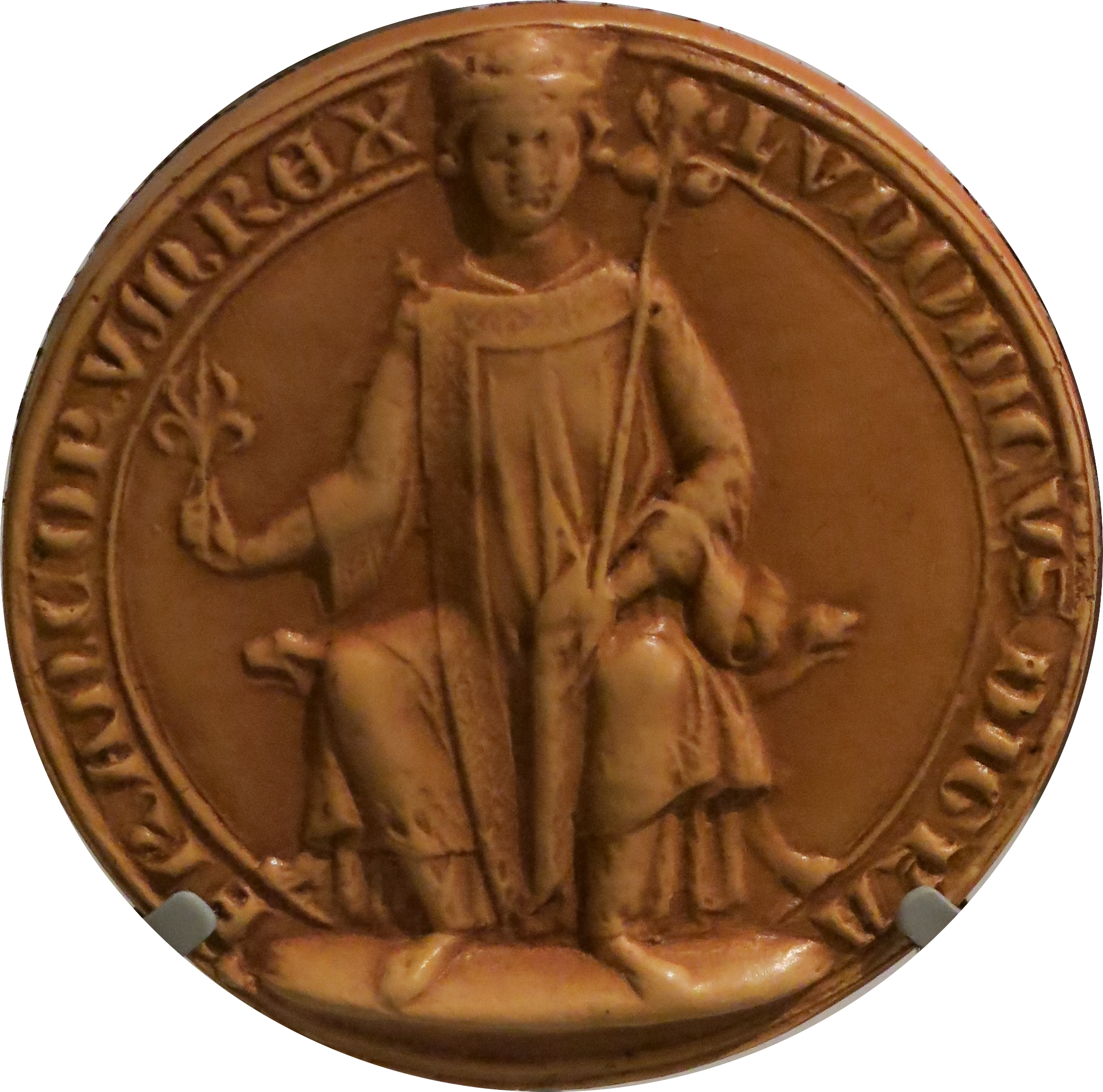
Sceau de majesté du roi Louis IX.

En tant que roi chrétien, Louis IX doit faire respecter deux idéaux censés lui apporter, ainsi qu'à ses sujets, le salut éternel : la justice en premier lieu, puis la paix. Il se veut à l'image du roi Salomon rendant la justice sous un chêne, notamment dans le parc du château de Vincennes (une représentation qui s'est transmise de génération en génération à travers l'image qu'on se fait de ce roi).
Il s'efforce donc de faire régner la paix dans les affaires où il est impliqué et tente d'éliminer les sujets de conflit pour l'établir le plus longtemps possible. Son prestige fait de lui le recours préféré des adversaires en quête d'arbitrage et son action va s'étendre dans toute la chrétienté, dont il deviendra le pacificateur.

#### Dit d'Amiens

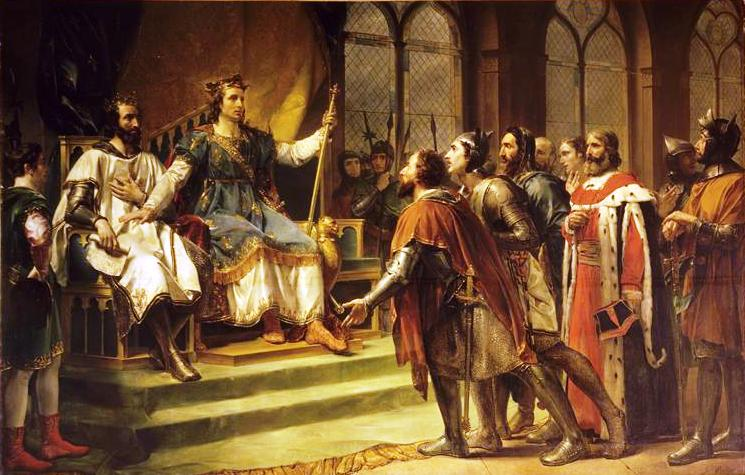
Saint Louis médiateur entre le roi d'Angleterre et ses barons, Georges Rouget, 1820, château de Versailles.

En Angleterre, l'aristocratie se révolte pour restreindre et contrôler le pouvoir du roi. Ces révoltes aboutissent à la Magna Carta en 1215, puis aux provisions d'Oxford en 1258 et, enfin, aux provisions de Westminster en 1259. L'opposition est alors menée par Simon V de Montfort, le propre beau-frère d'Henri III. Les documents passent par une longue série de révocations et de rétablissements : le roi réussit notamment à se faire relever de son serment de respecter les provisions d'Oxford par les papes Alexandre IV puis Urbain IV, mais les barons anglais n'acceptent pas la décision pontificale. C'est ainsi qu'en décembre 1263, Henri III et ses barons demandent l'arbitrage de Louis IX, dont ils promettent de respecter la décision.
Louis rend son verdict, le « Dit d'Amiens », dès le 23 janvier 1264 : il ratifie d'abord la bulle pontificale annulant les provisions d'Oxford et déclare, en ferme partisan de la prérogative royale, qu'Henri Plantagenêt doit récupérer la plénitude du pouvoir et de sa souveraineté. L'arbitrage est alors considéré comme un jugement rendu par Louis IX, en tant que seigneur du roi d'Angleterre et donc comme suzerain des barons anglais, considérés comme ses arrière-vassaux.

#### Affaire des Flandres
Marguerite II de Flandre est en guerre avec les fils issus de son premier mariage avec Bouchard d'Avesnes, qu'elle désavantage au bénéfice des fils issus de son second mariage avec Guillaume II de Dampierre. Ainsi commence le conflit entre les Avesnes, qui mettent en avant leur droit d'aînesse, et les Dampierre, qui renient l'héritage de leurs demi-frères, considérés comme des fils illégitimes en raison de l'annulation du mariage de leurs parents.
Louis est appelé à plusieurs reprises pour intervenir, soit à l'initiative de l'un ou de l'autre parti, soit à sa propre initiative, en tant que suzerain. En 1235, il prévoit un partage inégal des terres : deux septièmes aux Avesnes et cinq septièmes aux Dampierre,.
En 1246, dans le but de pacifier le royaume avant de partir en croisade, Louis IX et Eudes de Châteauroux ménagent un accord entre les deux partis : le Hainaut appartient maintenant aux Avesnes et la Flandre aux Dampierre. Guillaume III de Dampierre part en croisade avec Louis, revient en 1250, mais meurt accidentellement l'année suivante. Sa mère lui reconnaît alors comme successeur son frère cadet, Gui de Dampierre. Et si la curie romaine a finalement reconnu la légitimité des Avesnes, Marguerite refuse toujours à Jean d'Avesnes le titre de comte de Hainaut et ne lui laisse que le marquisat de Namur.
Après avoir tenté en vain de s'emparer des îles de Zélande, en juillet 1253, sous l'impulsion de leur mère, les fils Dampierre, accompagnés de plusieurs barons français, sont faits prisonniers par Guillaume du Saint-Empire. Marguerite fait alors appel au frère du roi de France, Charles Ier d'Anjou, à qui elle promet le Hainaut, ignorant ainsi les droits des Avesnes. Charles accepte, occupe Valenciennes et Mons et évite de peu un conflit armé avec le roi des Romains. Au retour de la croisade, Louis IX prend très mal l'initiative de son frère et intervient : il rappelle ce dernier à Paris et, par le « Dit de Péronne » du 24 septembre 1256, il confirme l'accord signé en 1246. Néanmoins, pour tenir compte de la donation du comté de Hainaut à Charles, Marguerite le lui rachète à un très haut prix. Elle doit aussi payer une forte rançon au comte de Hollande pour la libération des Dampierre, et, peu de temps après, se réconcilie avec son fils Baudoin d'Avesnes.

#### Conflit entreFrédéricIIetInnocentIV

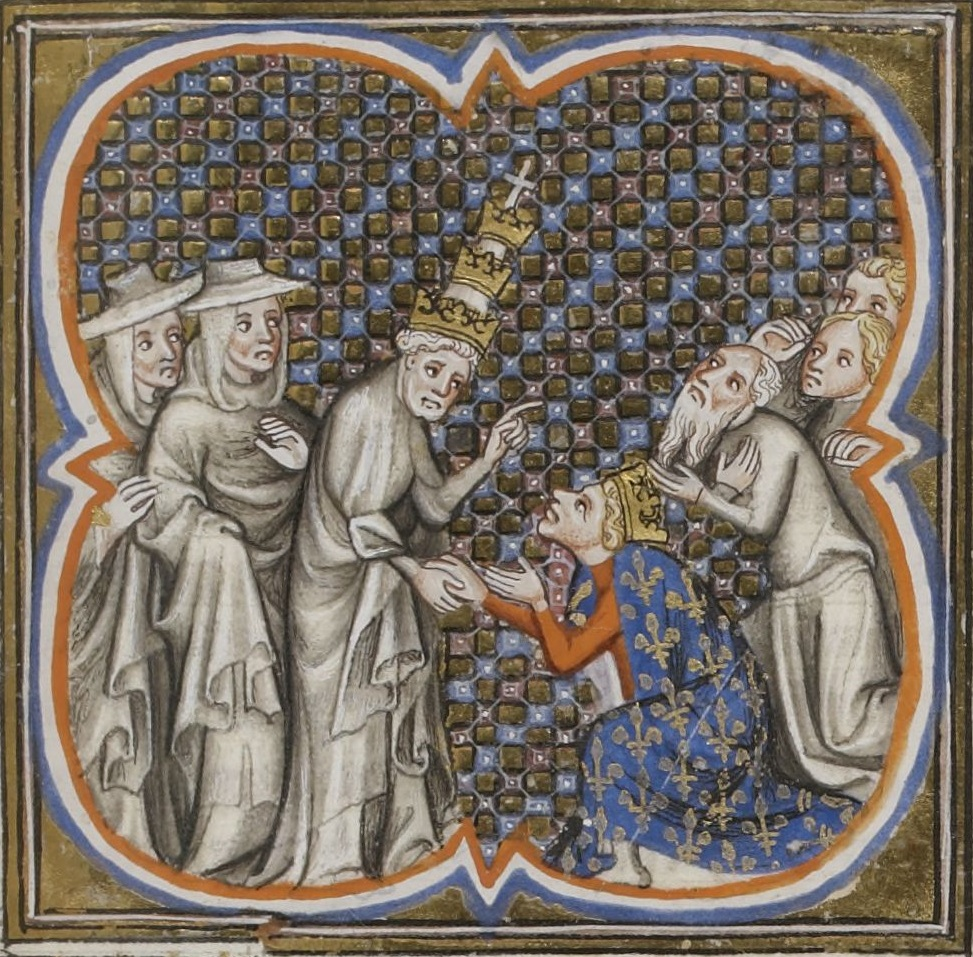
Entrevue de Saint Louis et du pape Innocent IV, Grandes Chroniques de France de, BnF, Fr.2813.

Alors que deux des plus grandes puissances d'Occident, l'empereur Frédéric II du Saint-Empire et le pape, sont en guerre, Louis IX garde une stricte neutralité dans ce conflit. Monarque le plus puissant de la chrétienté, il rend à chacun ce qu'il pense lui être dû : un profond et obéissant respect au pape et une reconnaissance formelle de sa prééminence symbolique à l'empereur. Mais il leur impose de respecter son indépendance temporelle et refuse, pour le premier comme pour le second, qu'ils interviennent dans les affaires relevant de son autorité.
En 1240, alors que le pape souhaite détrôner l'empereur, Louis refuse qu'il offre la couronne d'Allemagne à Robert d'Artois. Mais le 3 mai 1241, une flotte génoise amenant les prélats au concile convoqué par le pape Grégoire IX est vaincue par une flotte pisane au service de Frédéric. Parmi eux, plusieurs archevêques, évêques et abbés sont présents. Louis IX, persuadé de la bienveillance de l'empereur, envoie l'abbé de Corbie et le chevalier Gervais d'Escrenne auprès de lui pour demander leur libération.
Frédéric, qui avait préalablement demandé au roi d'empêcher les prélats français de se rendre au concile, répond à Louis qu'il ne doit pas s'étonner si « César retient étroitement et en angoisse ceux qui étaient venus pour mettre César en angoisse ». Le roi de France envoie alors à l'empereur l'abbé de Cluny avec une lettre déclarant que « le royaume de France n'est pas encore si affaibli qu'il se laisse mener à [ses] éperons ». La déclaration fait immédiatement reculer Frédéric II qui, par peur de mettre le roi Louis IX en colère, se décide à relâcher les prélats du royaume.
En août 1241, le pape Grégoire IX meurt et son successeur, Célestin IV, meurt après douze jours de pontificat. Enfin, en juin 1243, le pape Innocent IV leur succède et le conflit avec Frédéric s'amplifie. Le pape envoie une lettre à Louis pour lui demander l'asile, afin d'être à l'abri des attaques de l'empereur. Cependant, Louis IX lui répond, de manière très respectueuse, que ses barons lui ont déconseillé d'accepter sa demande, afin de garder la neutralité nécessaire. Innocent IV part alors en exil à Lyon, ville quasi indépendante et sous l'influence de la France.
Le 27 décembre 1244, le pape convoque un concile à Lyon, cite l'empereur à comparaître et à entendre la sentence, et invite Louis à y assister. Mais Louis, préférant ne pas s'engager, refuse l'invitation et propose au pape une entrevue à Cluny dans l'espoir de préparer une réconciliation entre lui et l'empereur. Lors de l'entretien, le pape renforce son soutien à la croisade du roi, mais refuse tout geste de réconciliation avec l'empereur.
Louis IX tente, sans succès, en 1246, une nouvelle intervention auprès du pape en faveur de Frédéric II. Mais, en 1247, il apprend que l'empereur rassemble une importante armée pour marcher sur Lyon où le pape réside toujours. Il envoie alors des troupes considérables pour défendre le souverain pontife et Frédéric II, qui s'est avancé jusqu'aux Alpes, rebrousse chemin vers Parme. Toutefois, après cela, Louis continue de rester neutre dans le conflit et ses relations avec l'empereur restent cordiales.

#### LouisIXet les Mongols
Dès 1245, la chrétienté mûrit l'espoir de convertir le grand Khan au christianisme, ou, tout au moins, de l'amener à s'allier aux chrétiens contre les musulmans. C'est ainsi que le pape Innocent IV envoie trois missions à la recherche du Grand Khan Güyük. Les dominicains André de Longjumeau, Ascelin de Lombardie et Simon de Saint-Quentin sont envoyés de Terre sainte tandis que le franciscain Jean de Plan Carpin passe par la Bohême, la Pologne et la basse Volga, jusqu'au Khan dont il assiste à l'intronisation. Louis IX s'intéresse de près à ces expéditions.
En 1248, alors qu'il est en séjour à Chypre, le roi de France est approché par des envoyés d'Eljigidei (en), commandant mongol basé en Arménie et en Perse. Eljigidei prévient Louis « que Güyük Khan est prêt à l'aider à conquérir la Terre sainte et à délivrer Jérusalem des mains des Sarrasins » et lui suggère de débarquer en Égypte, pendant que lui attaquerait Bagdad, pour empêcher que les sarrasins d'Égypte et ceux de Syrie joignent leurs forces,. Le roi dépêche alors au Grand Khan deux prêcheurs, dont André de Longjumeau, ainsi qu'une tente écarlate très luxueuse en guise de chapelle, contenant des « images » montrant l'essentiel de la foi chrétienne. Toutefois, Güyük meurt avant l'arrivée de l'ambassadeur, et rien de concret n'en résulte ; la reine Oghul Qaïmich, à présent régente, décline poliment l'offre. En 1249, Louis apprend que le Khan Sartaq s'est converti au christianisme et s'est fait baptiser. Il lui envoie alors le franciscain Guillaume de Rubrouck, mais pas en tant qu'ambassadeur officiel afin d'éviter une nouvelle humiliation. Sartaq n'a en réalité de chrétien que le nom, mais permet au franciscain de se rendre auprès du Grand Khan Möngke (1251-1259), à Karakorum. Rubrouck revient cependant à Chypre en 1255, sans succès.
En 1259, Berke, le chef de la Horde d'or demande la soumission du roi de France. En revanche, le 10 avril 1262, ce dernier reçoit une lettre de l'ilkhan Hülegü qui lui demande la paix et de l'aide. Se présentant comme le « destructeur des perfides nations sarrasines », il insiste sur sa bienveillance à l'égard des chrétiens dans son empire et lui annonce les avoir tous libérés de prison ou de l'esclavage dans les pays qu'il a soumis. N'ayant pas de navire, il demande à Louis de lui en prêter afin d'attaquer l'Égypte et promet de restituer le royaume de Jérusalem aux chrétiens. Mais, dans cette lettre, Hülegü, qui n'a pas compris que le pape n'est qu'un chef spirituel et que le roi le plus puissant de la chrétienté est en fait le roi de France, rappelle à Louis la souveraineté du Grand Khan sur le monde entier. Pour cette raison, le roi de France refuse de répondre à sa demande et adresse l'ambassade à Rome, où la papauté poursuit pendant plusieurs années les conversations, qui n'aboutissent finalement jamais.

### Réformes du royaume
Situé entre le règne de son grand-père Philippe Auguste et celui de son petit-fils Philippe le Bel, Louis IX est l'homme qui fait passer la France d'une monarchie féodale à une monarchie moderne. Celle-ci ne repose plus sur les rapports personnels du roi avec ses vassaux, mais sur les rapports du roi en tant que chef de la Couronne avec ses « sujets ». Il n'est plus seulement suzerain mais souverain. Ce passage à un État moderne se fait, selon Jacques Le Goff, « selon des formes transitoires, progressivement, évitant tout traumatisme institutionnel ».

#### Réformes judiciaires

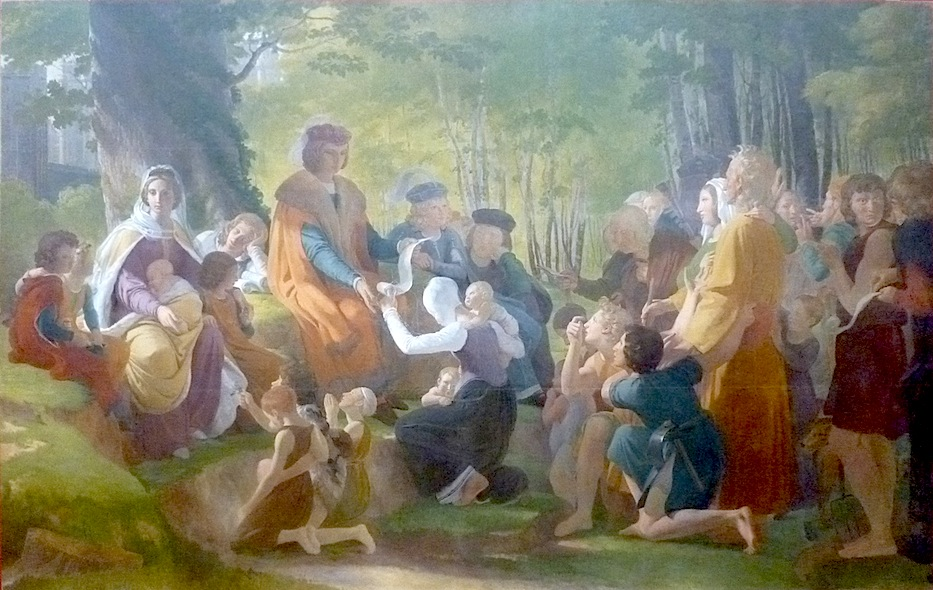
Saint Louis rendant la justice sous le chêne de Vincennes, Pierre-Narcisse Guérin, 1816, musée des Beaux-Arts d'Angers.

Dans l'ordonnance de 1245, le roi institue la « quarantaine-le-roi ». Dans cette ordonnance, il ordonne une trêve d'au moins quarante jours à partir de la date à laquelle survient un sujet de discorde entre deux parties, afin de limiter les guerres privées, désormais interdites. Ainsi, toute vengeance est proscrite jusqu'à l'expiration du délai, permettant un apaisement des tensions,.

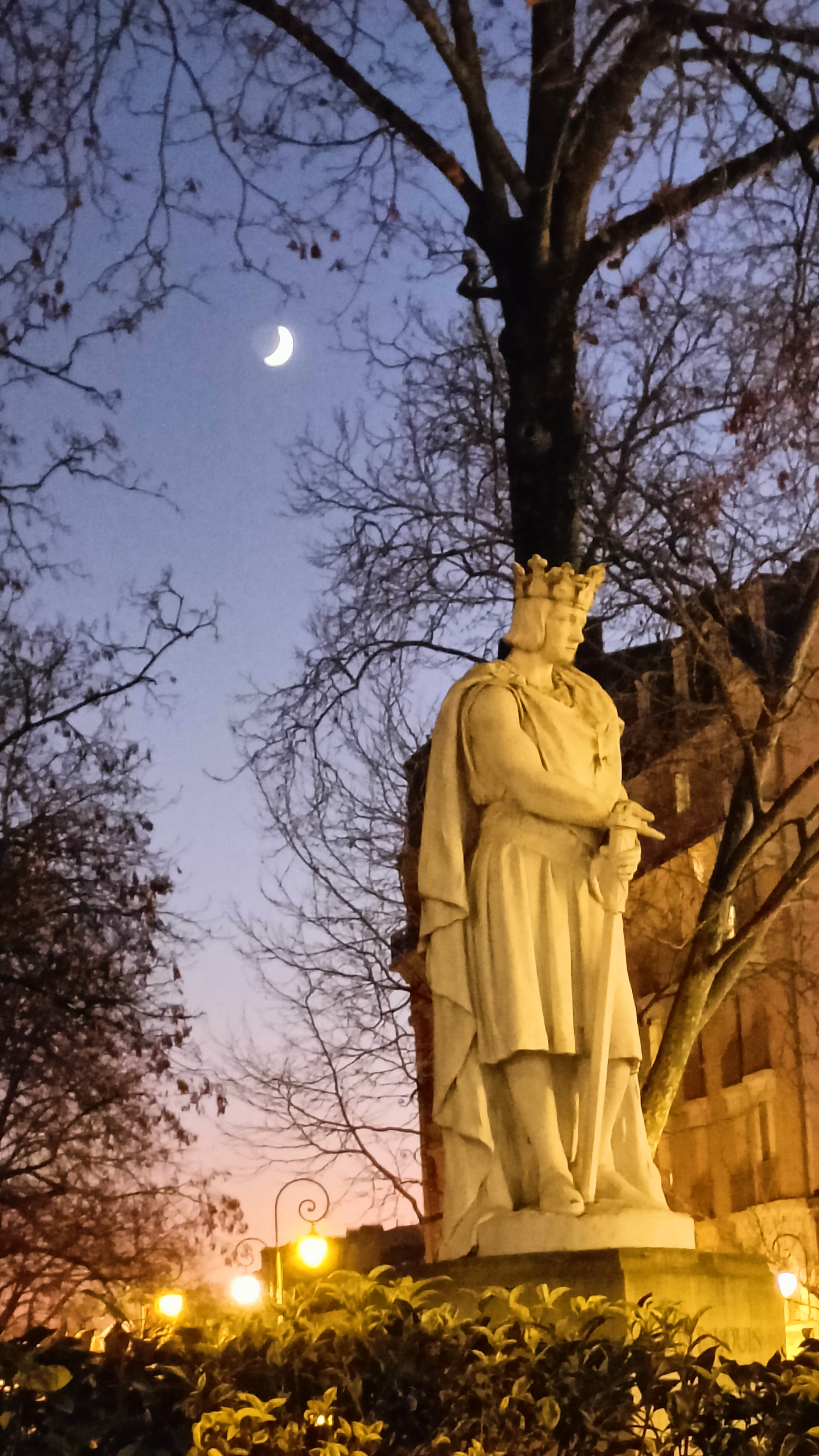
Statue de Saint Louis au Château de Vincennes.

En 1247, il dépêche des enquêteurs royaux qui ont pour mission de l'instruire de l'état du pays et de réprimer directement dans les domaines de la justice, de l'administration, de la fiscalité et de l'armée. Baillis et prévôts sont également introduits en France, ces derniers cessent alors d'être des inspecteurs itinérants et deviennent des administrateurs nommés et payés par le roi, qui exercent leurs fonctions dans une vingtaine de circonscriptions distinctes qui divisent désormais l'immense royaume de France.
Recrutés dans la petite noblesse locale ou dans la bourgeoisie, ces officiers sont contraints de respecter des règles strictes de gestion, fixées par l’ordonnance de 1254,,. Les officiers royaux sont eux aussi surveillés par les enquêteurs qui ont pour mission de fixer les limites de chacun et de transmettre par écrit toutes les plaintes à la cour du roi, qui commence à se diviser en sections précises : le Conseil, qui traite des affaires politiques ; la Curia in parliamento, qui s'élèvera au rang de parlement et la Curia in compotis, ancêtre de la Cour des comptes, qu'il installe à la tour du Temple.
Dès décembre 1254, Louis IX promulgue la « Grande Ordonnance », également appelée statutum generale, statuta sancti Ludovici ou « establissement le roi », qui tend à réformer le gouvernement royal en profondeur. Elle est, en fait, le regroupement de plusieurs textes royaux promulgués entre juillet et décembre 1254. La plupart de ces textes abolissent des mesures prises par les sénéchaux royaux, en violation des anciennes coutumes locales. Ces textes ordonnent également aux officiers royaux de rendre justice sans distinction des personnes et de refuser tout cadeau pour eux-mêmes ou leur famille. Ils ne pourront lever aucune amende sans jugement, devront considérer que tout accusé non condamné est présumé innocent, et il leur sera dorénavant interdit d'empêcher le transport des blés, mesure destinée à combattre la famine.

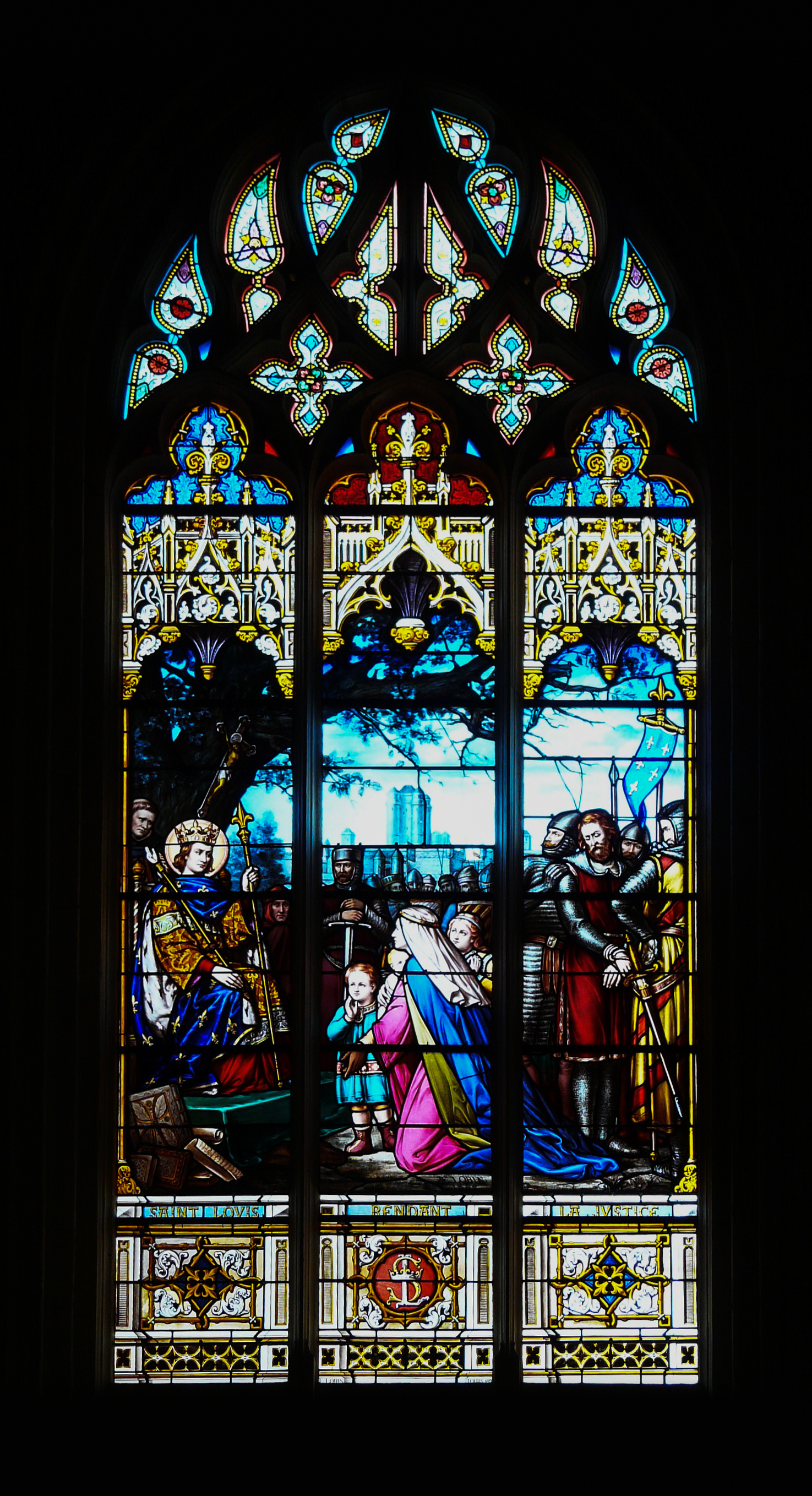
Vitrail dans l'église de Thouars montrant Louis IX rendant la justice sous un chêne de la forêt de Vincennes face au château.

En décembre, il y ajoute une série de mesures concernant la pure moralité : le blasphème, les jeux d'argent, les prêts à intérêt et la fréquentation des maisons closes ainsi que des tavernes sont interdits aux officiers royaux,. Mais les ordonnances ne touchent pas que les officiers royaux. Dans le but de conduire ses sujets au salut, le roi prohibe la prostitution, punit le blasphème, interdit les jeux de dés et leur fabrication ainsi que les jeux d'échecs, de dames et de « trictrac », doublement condamnables en tant que jeux d'argent et de hasard. Enfin, les tavernes se voient réservées aux voyageurs et interdites à la population.
La « Grande Ordonnance » est reprise en 1256. Le nouveau texte présente plusieurs différences avec ceux de 1254. L'ordonnance de 1256 résulte de la modification des textes de 1254, qui étaient plutôt des instructions aux baillis et sénéchaux, en une ordonnance générale pour le royaume. Dans cette nouvelle ordonnance royale, Louis supprime toute référence à l'usage de la torture et revient notamment sur l'interdiction stricte de la prostitution. Les droits des femmes sur leurs héritages et leurs dots doivent être particulièrement respectés : les femmes étant considérées comme des êtres faibles, il appartient à la justice royale de les protéger. Louis refuse ainsi qu'une femme soit punie pour les fautes de son mari.
En 1261, conformément au quatrième concile du Latran, une nouvelle ordonnance royale abolit l'ordalie. Les épreuves par le feu et par l'eau dont l'accusé doit sortir indemne ou les combats dont il doit sortir vainqueur devront maintenant être remplacés par des preuves rationnelles ou testimoniales.

#### Réformes monétaires

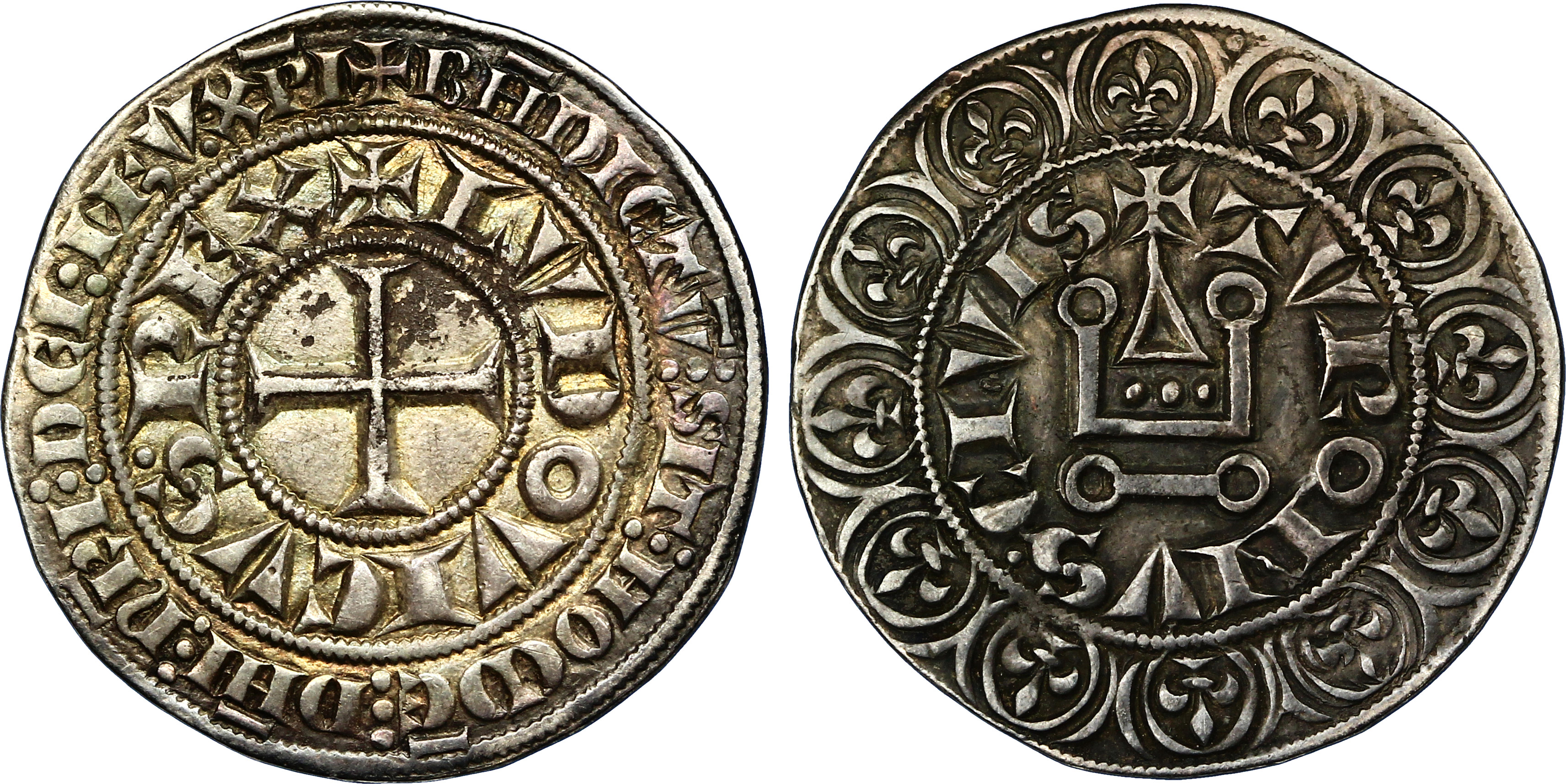
Gros tournois, avers et revers, sous Louis IX.

À la fin de son règne, entre 1262 et 1270, Louis IX met en place d'importantes réformes monétaires. Elles répondent d'abord à l'évolution économique et à la diffusion de l'économie monétaire. Les réformes commencent avec une ordonnance qui interdit de contrefaire la monnaie royale et qui institue le monopole de la circulation de celle-ci dans le royaume, à l'exception des monnaies de seigneurs ayant reçu une autorisation, qui peuvent circuler, mais uniquement sur leur terre. Puis deux ordonnances interdisent l'utilisation des « esterlins », monnaie anglaise : la première, publiée entre 1262 et 1265, exige que les sujets du roi promettent de ne pas utiliser d'esterlins, et celle de 1265 fixe à la mi-août de 1266 la date limite de leur circulation.
En 1265, une nouvelle ordonnance reprend celle de 1262 et confirme le privilège de la monnaie royale de circuler dans tout le royaume, mais autorise les monnaies régionales. En juillet 1266, une ordonnance édicte la reprise de la frappe du denier parisis à de nouvelles conditions de poids et de teneur en métal fin ainsi que la création d'un gros tournois. Enfin, entre 1266 et 1270, une autre ordonnance édicte la création de l'écu. Le denier parisis et l'écu d'or sont plutôt des échecs, mais le gros tournois est une très grande réussite en France mais également sur le marché international, et son succès se poursuivra jusqu'au XIVe siècle.

#### Régulation de la prostitution
Au Moyen Âge, les responsables de l’ordre public, municipalités, seigneurs laïcs ou ecclésiastiques, organisent la prostitution dès le XIIe siècle comme un moindre mal. On trouve même des bordels qui sont propriété de monastères ou de chapitres. Mais comme nous l'avons vu précédemment, à son retour de Terre sainte, Louis veut remettre de l'ordre dans le royaume. C'est ainsi qu'il prohibe totalement la prostitution dans son ordonnance de 1254. Toutes les femmes et filles se livrant à la prostitution sont appelées à y renoncer. Elles sont expulsées des villes, loin des églises et des cimetières, et quiconque leur met une maison à disposition se voit confisquer un an de loyer. Si, après un avertissement, elles continuent dans cette voie, l'ordonnance prévoit que leurs vêtements seront confisqués et que leur maison sera saisie puis vendue au profit du fisc. En cas de récidive, l'ordonnance envisage qu'elles seront bannies des villes et des villages, voire du royaume.
Parallèlement, le roi prend sur sa cassette les fonds nécessaires pour permettre au couvent des Filles-Dieu, spécialement destiné à l'accueil des filles repentantes, de recevoir deux cents personnes supplémentaires.
Mais l'expérience prouve au souverain que l'ordonnance est inutile. Poursuivies, les prostituées changent d'apparence pour prendre celle de « femmes honnêtes », ce qui les expose en plus aux insultes des libertins. En 1256, dans une seconde ordonnance qui révoque en quelque sorte la première, le roi permet ainsi aux prostituées d'exercer, mais hors des murs des cités et loin des lieux de culte. Des établissements spécialisés sont alors installés loin des maisons particulières. Ils ne sont ouverts que la journée, jusqu'à six heures au soir, afin que des femmes ne s'y rendent pas la nuit pour ne pas y être reconnues. Selon Jacques Le Goff, c'est « l'esquisse de ghettos de la prostitution ».

### Roi bâtisseur et mécène

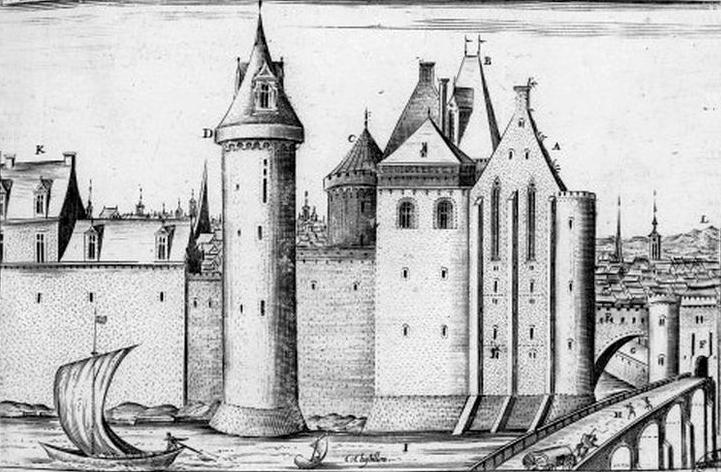
Le château de Tours au Moyen Âge. Gravure tirée de la Topographie française de Claude Chastillon, 1644-1648.

Sous le règne de Louis IX, les grandes cathédrales sont en construction, à peine achevées ou en profond remaniement. C'est ainsi qu'il assiste à la construction des cathédrales de Chartres, d'Amiens, de Reims, de Rouen, de Beauvais, d'Auxerre ou encore Notre-Dame de Paris. Le roi finance et ordonne la construction de nombreux couvents, églises et abbayes, mais son rôle dans chaque fondation est peu connu.
Selon Robert Branner, l'architecture parisienne, sous l'influence de Louis IX, devient « un art sophistiqué » qu'il nomme le « style de cour ». Paris devient alors une capitale artistique avec une architecture élégante et des ateliers de manuscrits enluminés, d'ivoire, de broderies, de tapisseries, de joaillerie, de pierres précieuses et d'objets liturgiques. Outre l'architecture civile, le roi favorise l'architecture militaire — avec, par exemple, les remparts d'Aigues-Mortes et de Jaffa —, domestique — avec notamment le château de Tours — et religieuse :

#### Édifices sacrés

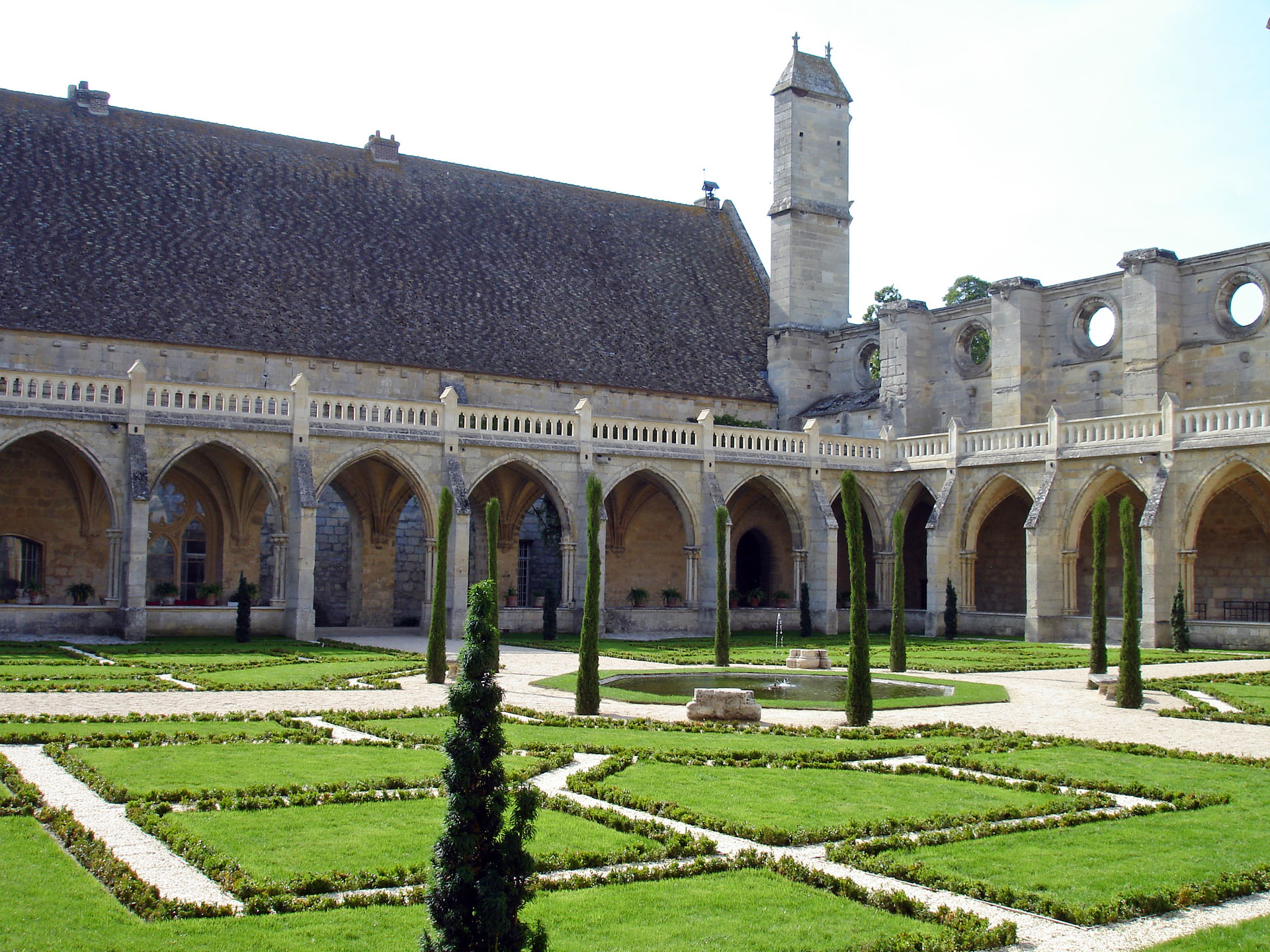
L'abbaye de Royaumont.

Dans son testament, Louis VIII a laissé une forte somme pour fonder un monastère près de Paris. Pour édifier cette abbaye, Louis et sa mère choisissent un lieu proche d'Asnières-sur-Oise, où ils résident de temps en temps, et acquièrent le domaine de Cuimont, débaptisé pour être appelé Royaumont (« mont royal »), nom qui symbolise le lien étroit entre la famille royale et la future abbaye. C'est alors que, dans les premières années de son règne, entre 1229 et 1234, Louis, conseillé par Blanche de Castille, réalise la fondation de l'abbaye et l'attribue à l'ordre cistercien, contrairement aux indications du feu roi qui souhaitait qu'elle soit affiliée aux chanoines de Saint-Victor.
La fondation de Royaumont, construite entre 1228 et 1235, préfigure l'attrait naissant de Louis pour les ordres mendiants, dont se rapprochent les cisterciens, et accroît son goût précoce pour les édifices religieux. C'est également une occasion pour le jeune roi de faire preuve d'humilité et de pénitence : pendant toute la période de construction, il surveille attentivement l'avancement des travaux et participe activement à la vie du chantier en aidant les artisans, allant jusqu'à porter les pierres et le mortier,.

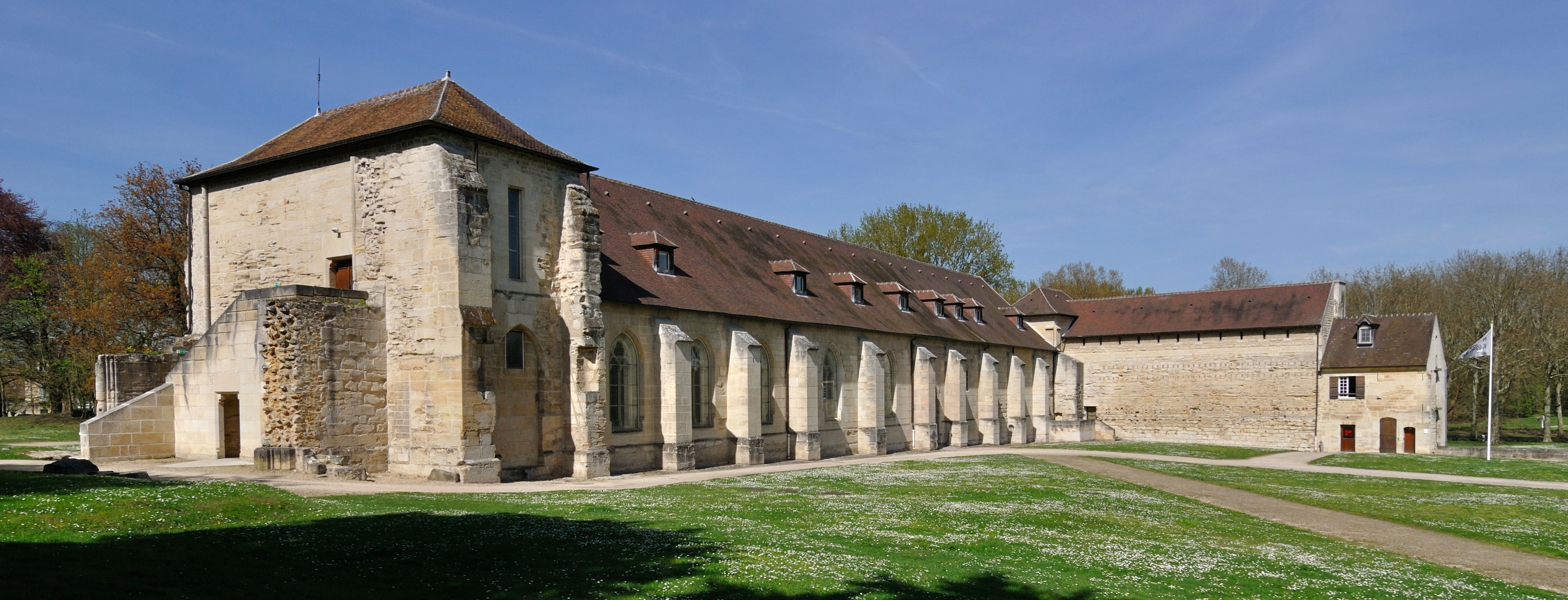
L'abbaye de Maubuisson.

Quelques années plus tard, en 1241, Blanche de Castille fait construire non loin de là, à Saint-Ouen-l'Aumône, l'abbaye aux Dames de Maubuisson.
Dès 1231, à la demande de Louis IX, des travaux de grande ampleur sont menés dans l'abbatiale de Saint-Denis. Commencés sous l’abbé Eudes Clément (1228-1245), les travaux raccordent l'abside et le narthex de l’église de Suger au plan plus large du nouvel édifice. Et en 1267, Louis IX inaugure le nouvel ensemble sépulcral destiné à sceller la continuité des trois dynasties royales franques.

#### Sorbonne

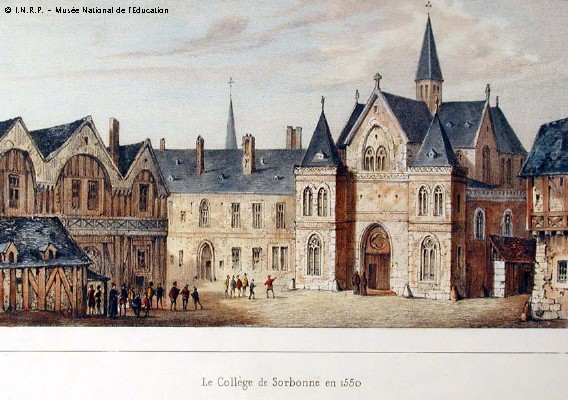
La Sorbonne avant sa reconstruction par Richelieu, lithographie vers 1850.

En 1253, Louis IX cofonde le collège de Sorbonne, pour maîtres ès arts étudiant en théologie, à la demande de Robert de Sorbon, son chapelain, confesseur et ami. Comme les autres collèges de l'université de Paris, celui de Sorbon doit accueillir des pensionnaires pauvres qui y disposent de bourses, ainsi que des étudiants non-pensionnaires. À sa création, le collège est ainsi destiné à abriter une vingtaine de personnes. À cet effet, Louis donne quelques maisons de la rue Coupe-Gueule, face à l'hôtel de Cluny, pour y installer les étudiants.
Robert de Sorbon, par l'intermédiaire de Guillaume de Chartres, achète et échange rapidement l'ensemble des abords de cette rue, dont la majorité du site lui appartiendra dès 1260. Il s'agit alors d'un ensemble épars de bâtiments divers, maisons et granges, disposés dans un jardin. La grande simplicité du bâti est maintenue par le fondateur, Robert de Sorbon, qui instaure une règle de vie pieuse et austère.

#### Hospices
Louis IX fonde, près de la porte Saint-Honoré, l'hospice des Quinze-Vingts, dans le but de recueillir les aveugles miséreux de Paris. La date de sa construction est inconnue : seule une bulle du 23 juillet 1260 précise que la fondation était terminée au mois de juin. Les Quinze-Vingts fonctionnent alors comme une congrégation et la direction, plutôt « démocratique », rappelle celle des ordres mendiants. Dès sa fondation, l'hospice bénéficie ainsi de nombreux privilèges accordés par le roi et les autorités ecclésiastiques : Louis IX lui accorde notamment une rente de 30 livres parisis, destinée à l'alimentation des aveugles.

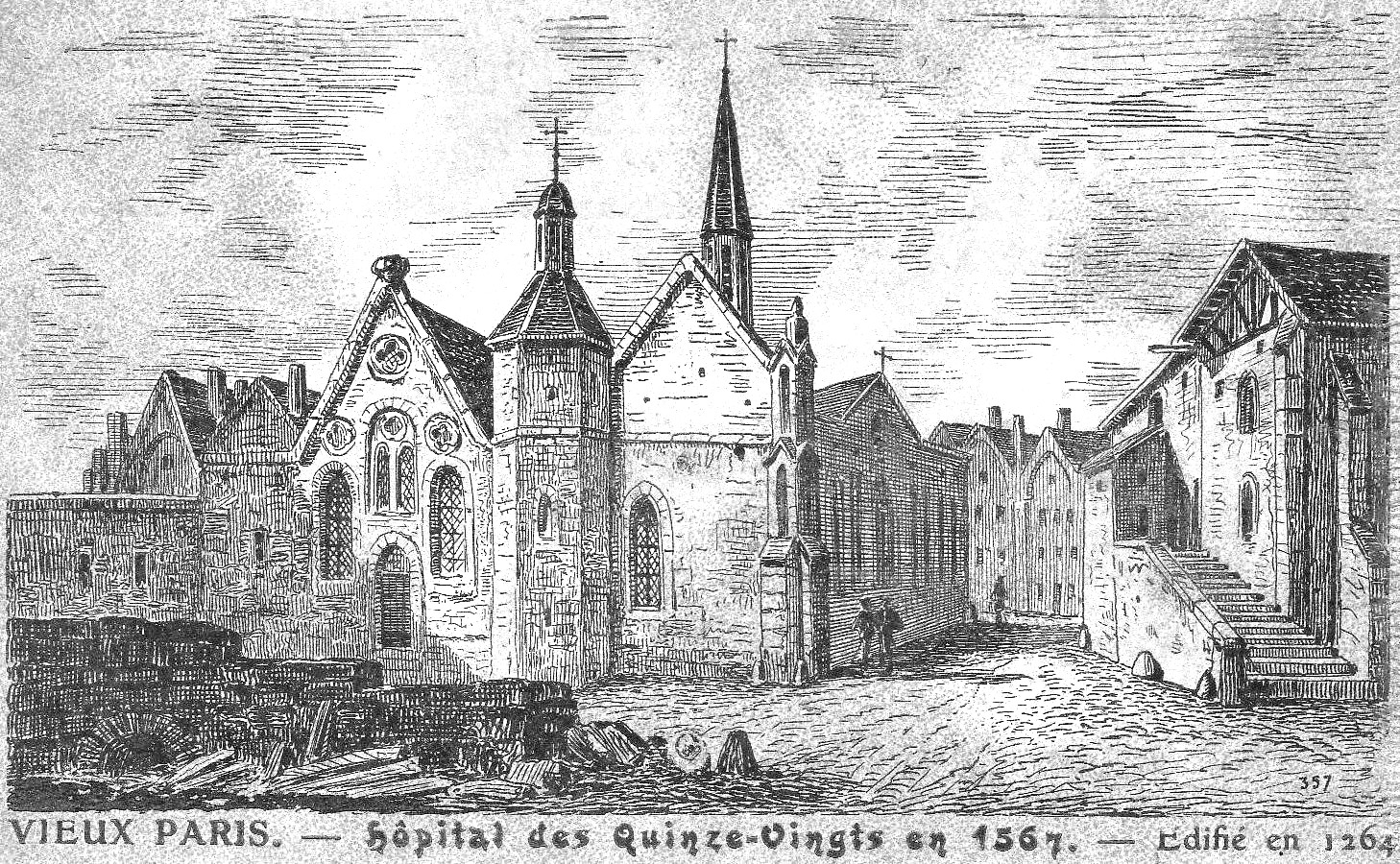
Les Quinze-Vingt en 1567, carte postale de 1900.

En contrepartie, chacun des pensionnaires doit prier le plus souvent possible pour le roi, la reine, la famille royale et l'ensemble des bienfaiteurs et, après leur mort, leurs biens sont remis à la communauté. Le travail des aveugles des Quinze-Vingts est alors principalement la quête : la quête d'argent, dont l'intégralité du montant est remise à la communauté, et la quête de pain, dont le produit est partagé équitablement entre le mendiant et le maître de l'hôpital. Selon Zina Weygand, en apportant son soutien aux aveugles, Louis IX manifeste, pour la première fois de l'Histoire, la responsabilité de la monarchie vis-à-vis des infirmes et « pose les premiers jalons de la prise en charge par l'État d'un problème social jusque-là laissé à l'Église et à la générosité des particuliers ».
Vers 1248, le roi fait restaurer l'Hôtel-Dieu de Paris par Eudes de Montreuil et charge Blanche de Castille d'en surveiller l'avancement. Durant cette même période, il participe à la fondation de l'hôtel des « Audriettes », destiné à accueillir les femmes veuves et miséreuses. Vers 1259, Louis fonde l'Hôtel-Dieu de Pontoise et y place treize religieuses augustines, mais la générosité des sœurs envers les pauvres et les malades attire une telle foule qu'en 1261, le roi se trouve dans la nécessité de leur léguer sa propre maison de campagne et le bois de Pontoise, afin de pouvoir y entretenir autant de religieuses qu'il en faut. Il dépense également 30 000 livres pour fonder l'Hôtel-Dieu de Vernon, dans lequel il place vingt-cinq religieuses.

#### Fortifications

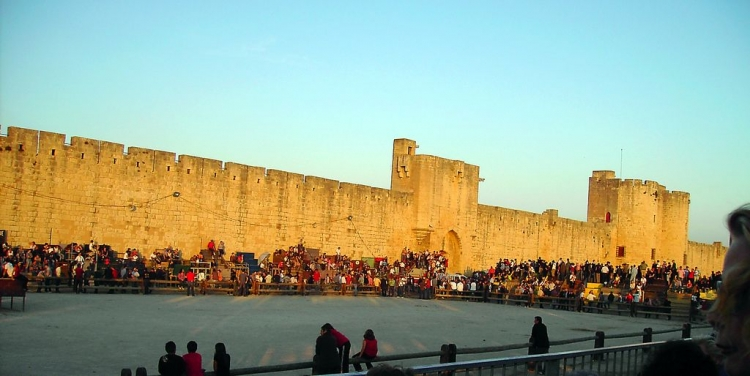
Les remparts d'Aigues-Mortes.

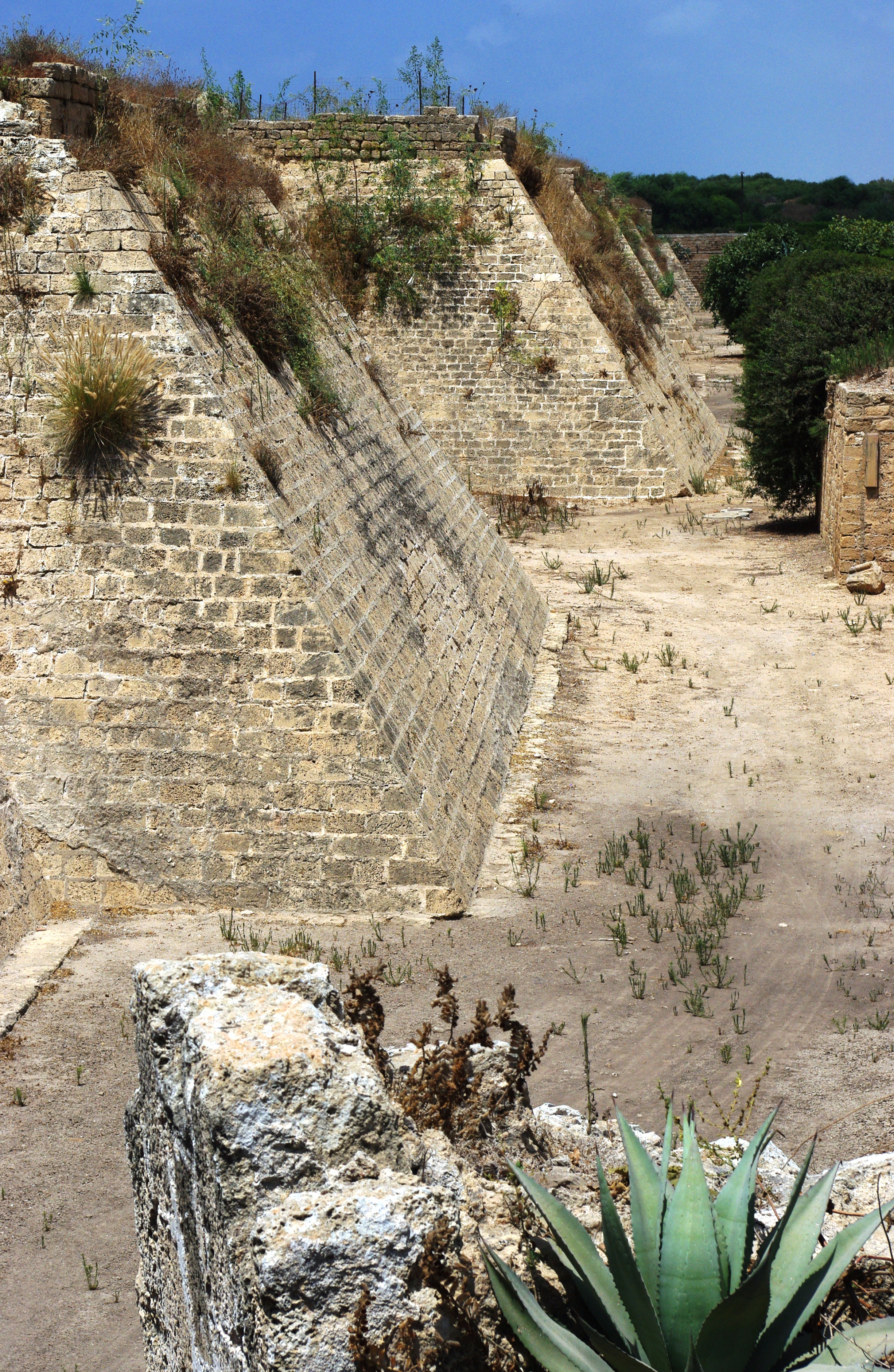
Les remparts de Césarée.

Tout d'abord, au début des années 1230, avec le rattachement de l'Anjou au domaine royal, Blanche et Louis font réaliser la forteresse d'Angers et fortifier amplement la ville, devenue une place frontière face à la Bretagne indépendante.
Vers 1240, en vue de la septième croisade, Louis IX décide de fortifier Aigues-Mortes pour s'assurer d'une base navale sûre pour le départ et le retour, ainsi qu'un port pour pouvoir construire la flotte royale. Le lieu est alors préféré à Narbonne et à Montpellier, politiquement dangereux, à cause de son attachement à la dynastie comtale de Toulouse pour le premier et à celle d'Aragon pour le second, ainsi qu'aux ports extérieurs, comme Marseille, d'où embarquent beaucoup de croisés, ou encore Gênes, ancien port de croisade sous Philippe Auguste.
Aigues-Mortes devient ainsi « la tête et le terminus de l'iter hierosolymitanum (« la route de Jérusalem ») ». Selon Le Goff, elle est l'une des plus remarquables réalisations urbaines de la France médiévale. Le roi fait également construire une route entre les marais et fait bâtir la tour Carbonnière, destinée à servir de tour de guet, puis la tour de Constance qui abrite la garnison et sert successivement de phare et de prison.
En 1250, libéré de sa captivité en Égypte, le roi arrive à Jaffa avec son épouse. Il séjourne à Césarée de mars 1251 à mai 1252 et y fait reconstruire ou même construire les remparts de la ville. En 1252, il renforce également les remparts de Jaffa et y fait bâtir un couvent ainsi qu'une église. Enfin, il fait relever les fortifications d'Ascalon.

### Influence de l'Église

#### Sainte-Chapelle et les reliques de la Passion

##### Acquisition des Saintes Reliques

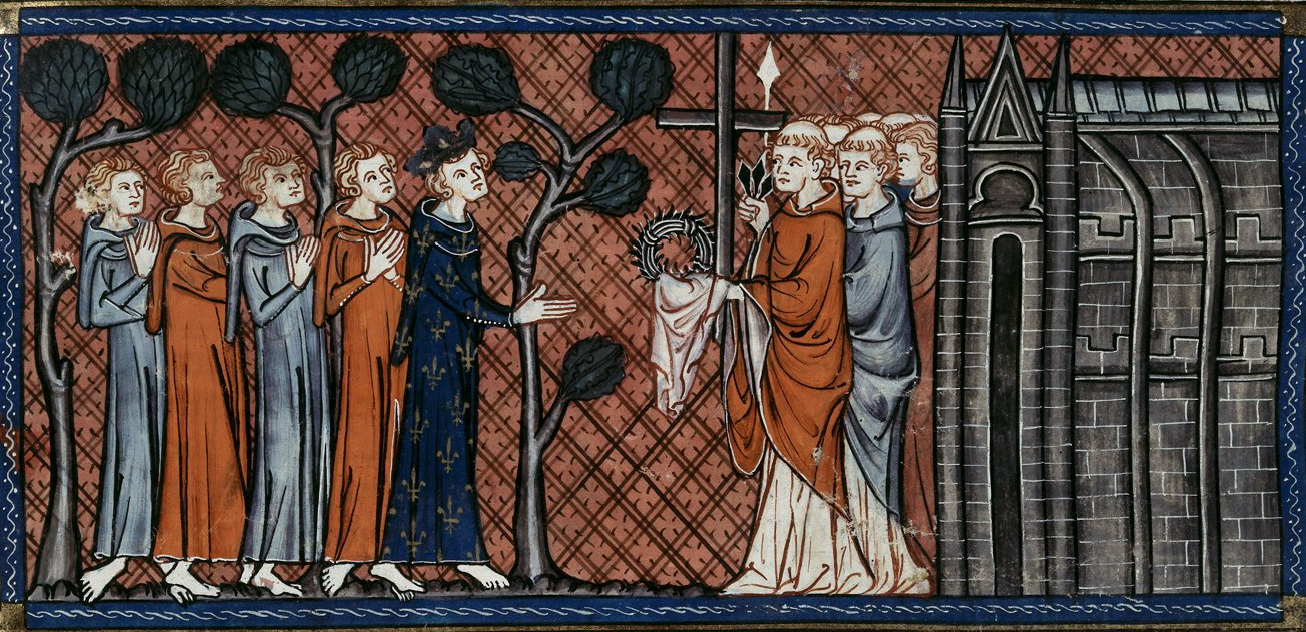
Louis IX recevant les Saintes Reliques, Chroniques de Saint-Denis, vers 1332-1350, BL, Royal 16 G,.

Dans la chrétienté du XIIIe siècle, la possession de reliques remarquables est considérée comme la preuve d'une grande dévotion et devient la source d'un grand prestige. Or, en 1237, Baudouin II de Courtenay, empereur latin de Constantinople, vient en France afin de demander l'aide de son cousin, Louis IX, contre les Grecs. Pendant son séjour auprès de Louis, il apprend que les barons latins de Constantinople, manquant d'argent, souhaitent vendre la couronne du Christ à des étrangers.
Celle-ci étant la plus précieuse des reliques conservées à Constantinople, Baudouin supplie Louis et Blanche de Castille d'empêcher que la Sainte Couronne ne tombe entre des mains étrangères. L'idée d'acquérir la fameuse relique comble la piété et flatte la gloire du roi et de sa mère.
De Paris, Baudouin II envoie un émissaire avec une lettre ordonnant que la couronne soit remise aux envoyés que Louis envoie de son côté, soit deux dominicains, Jacques et André, dont le premier a été prieur de l'ordre des Prêcheurs à Constantinople et pourra donc reconnaître l'authenticité de la relique. Quand les envoyés de Baudouin et de Louis arrivent à destination, ils apprennent que le besoin d'argent est devenu si urgent que les barons ont emprunté aux marchands vénitiens et leur ont donné en gage la couronne d'épines.
Et, si la couronne n'est pas rachetée avant la fête des saints Gervais et Protais, soit le 18 juin, elle appartiendra aux Vénitiens et sera transférée dans la cité de la lagune. Mais, de manière inattendue, les envoyés de Baudouin et de Louis arrivent avant la date fatidique et ils engagent les négociations avec les Vénitiens qui acceptent de vendre la relique au roi de France à condition qu'elle passe par Venise. Les négociations prennent fin en décembre 1238. Bien que l'hiver soit hostile à la navigation et que les Grecs aient disposé des galères sur les itinéraires possibles pour s'emparer de la relique, celle-ci prend la mer. Elle arrive sans encombre à Venise, où elle est exposée dans la chapelle Saint-Marc.
Le frère André reste à Venise pour surveiller la couronne, tandis que le frère Jacques va annoncer la nouvelle à Louis et Blanche, puis revient à Venise avec la somme colossale de l'achat, dont nous ignorons le montant, accompagné des hommes de Baudouin, garants de l'opération. De nouvelles négociations ont lieu et les Vénitiens, qui n'osent pas s'opposer à la volonté de Louis et de Baudouin, laissent partir la relique à contrecœur.
Le transport vers la France se fait, cette fois, par la terre. Pour assurer leur sécurité, les convoyeurs sont munis d'un sauf-conduit de Frédéric II du Saint-Empire, la plus haute garantie juridique de la chrétienté. La couronne est enfin proche de son acquéreur et est déposée à Villeneuve-l'Archevêque où le roi se précipite pour la voir, accompagné de sa mère, de ses frères, de Gauthier Cornut et de Bernard de Sully ainsi que de nombreux barons et chevaliers.
Le lendemain, la couronne est transportée par bateau sur l'Yonne et la Seine jusqu'à Vincennes. La châsse comportant la relique est alors exposée sur un grand échafaud pour être vue de tout le peuple. Puis la châsse arrive dans la capitale, portée par Louis et son frère Robert, pieds nus, suivi de prélats, de clercs, de religieux et de chevaliers, eux aussi pieds nus. La relique est quelques instants placée dans la cathédrale Notre-Dame. Enfin, la relique arrive au terme de son voyage et est déposée dans la chapelle Saint-Nicolas du palais de la Cité.
Les besoins d'argent de l'empereur Baudouin s'accroissant, Louis lui rachète à grands frais d'autres reliques de la Passion. En 1241, il acquiert une partie importante de la Vraie Croix, la Sainte Éponge et le fer de la Sainte Lance.

##### Construction de la Sainte-Chapelle
Louis IX considère que la chapelle palatine Saint-Nicolas est beaucoup trop modeste pour les trésors qu'il vient de se procurer. Le roi fait alors construire une nouvelle chapelle qui lui sert, selon Louis Grodecki, de « monumental reliquaire » et de « sanctuaire royal ». D'après Jean-Michel Leniaud, le choix de l'implantation de la Sainte-Chapelle dans le palais royal n'est pas anodin : il affirme le lien entre le roi et le sacré, comme le faisaient les empereurs byzantins et germaniques. Cette proximité a également un rôle judiciaire : c'est sur les reliques que l'on prête dorénavant serment dans les procédures entre seigneurs et vassaux. En effet, selon Jacques Le Goff, Louis IX ne perd jamais une occasion pour associer la gloire du roi à celle de Dieu.

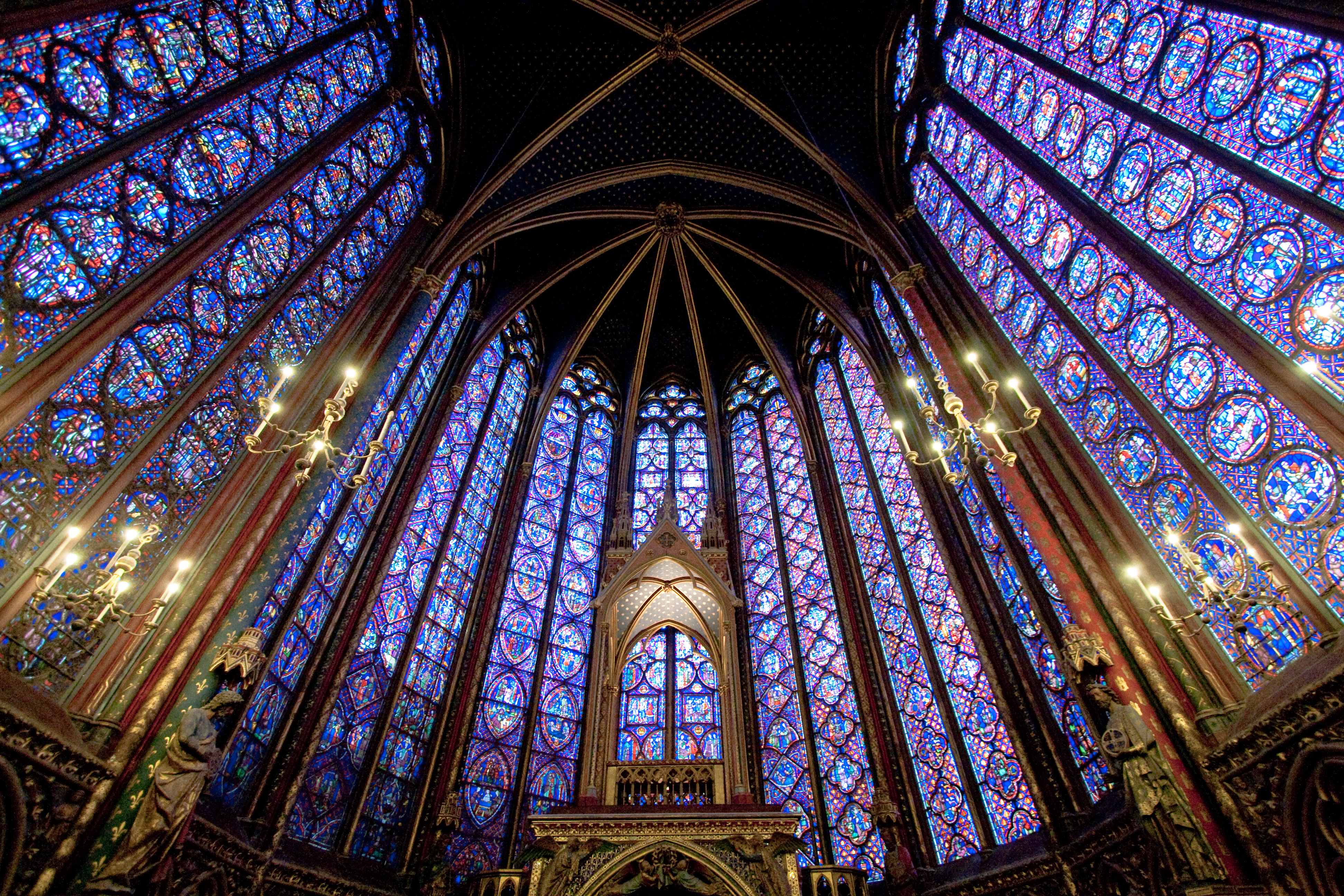
Intérieur de la Sainte-Chapelle.

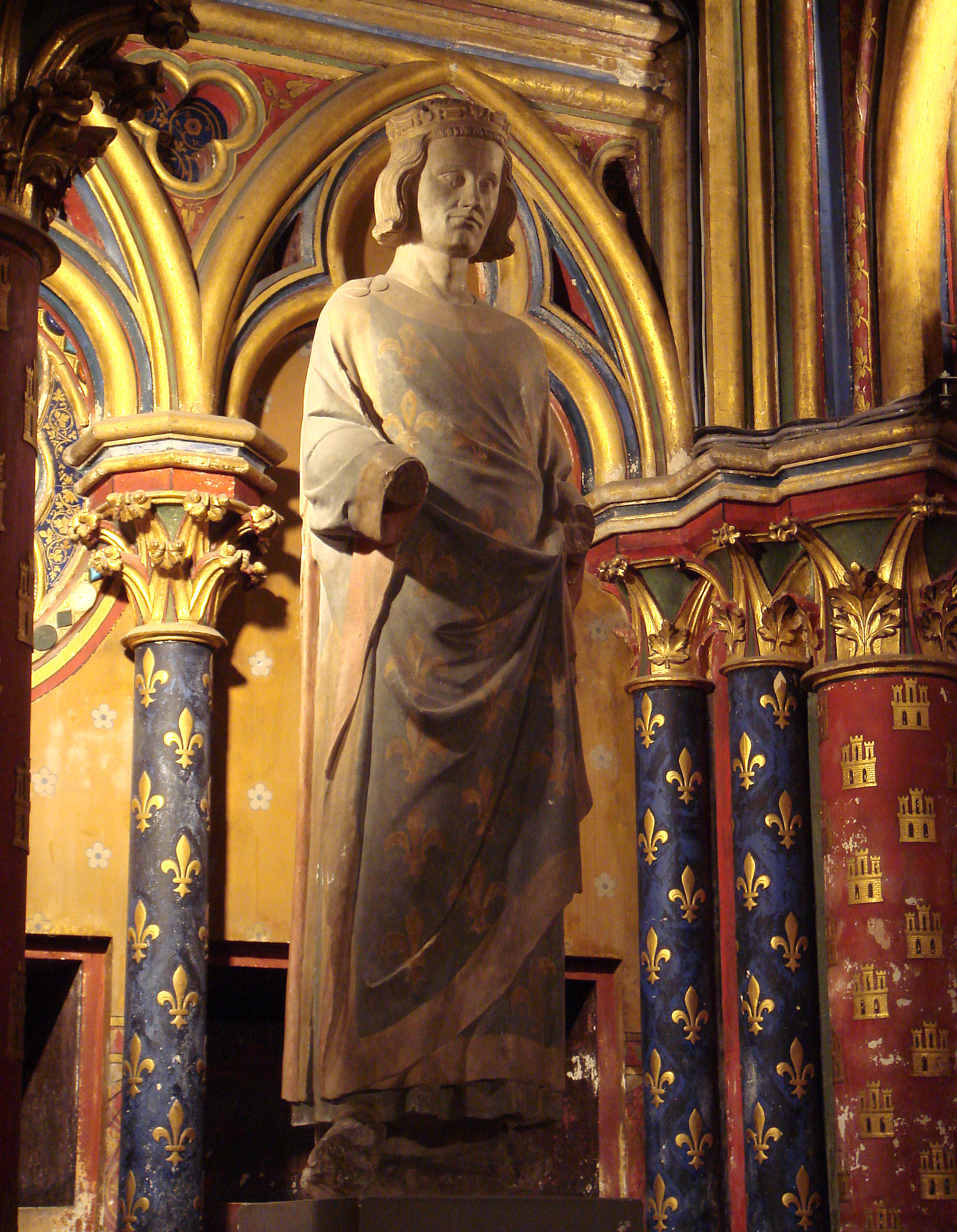
Statue de Saint Louis dans la Sainte-Chapelle.

La forme de la Sainte-Chapelle est alors inspirée par celle des chapelles épiscopales de Laon, de Paris, de Noyon et surtout de l'archevêché de Reims. Louis IX voulant disposer d'un lieu de prière calme, la chapelle n'est pas adaptée pour accueillir des foules de pèlerins : elle ne dispose ni de déambulatoire ni de tribune royale car les jours ordinaires, seuls le clergé, la famille royale et ses invités ont accès à la chapelle.

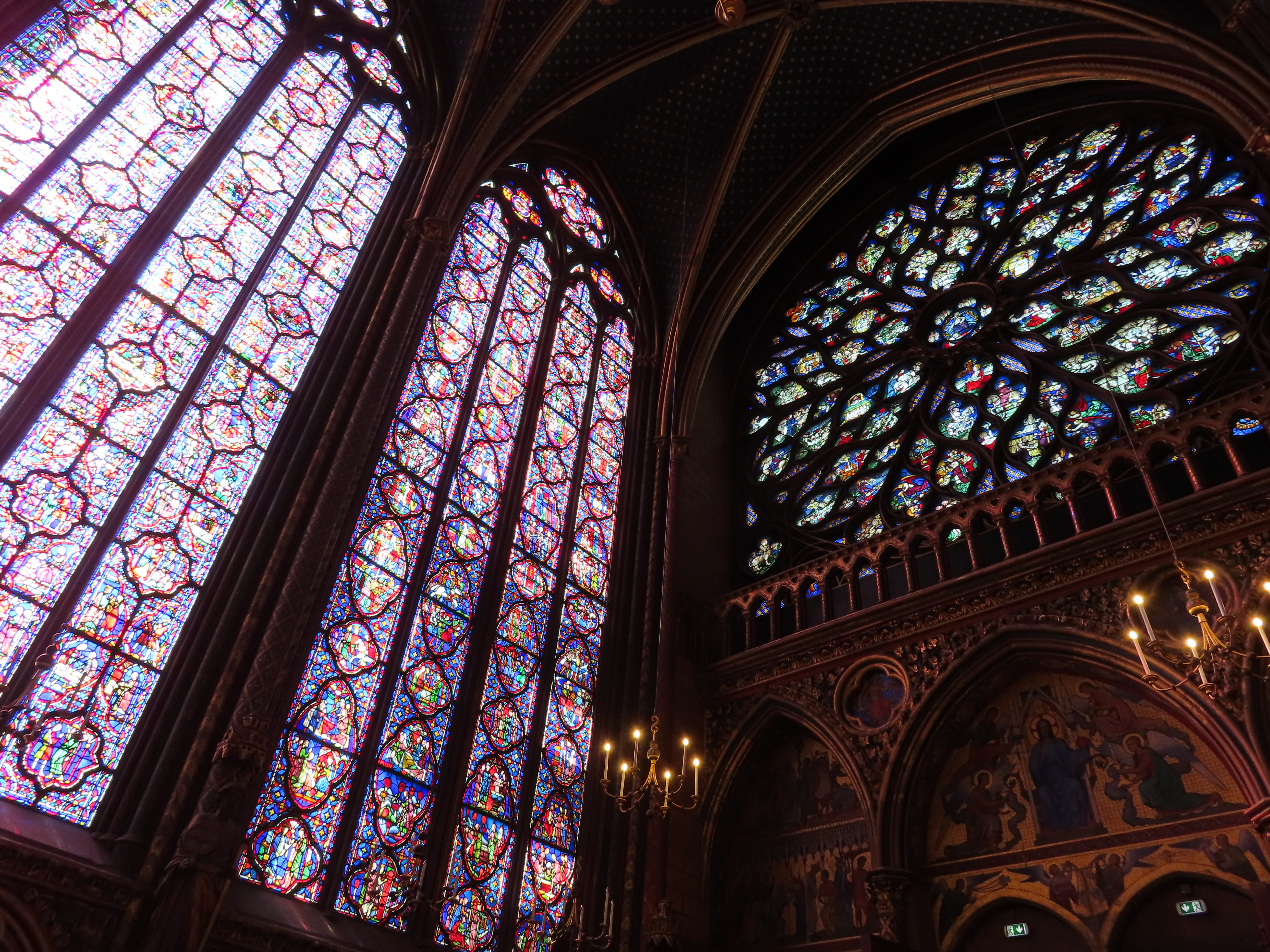
La chapelle Haute de la Sainte-Chapelle.

En mai 1243, le pape Innocent IV accorde des privilèges à la future chapelle. En janvier 1246, le roi fonde un collège de chanoines afin d'assurer la garde des reliques et la célébration du culte. Le 26 avril 1248, soit deux mois avant le départ du roi pour la croisade, celui-ci inaugure la Sainte-Chapelle, qui est dans le même temps consacrée par Eudes de Châteauroux et Philippe Berruyer.
La construction de la Sainte-Chapelle a donc été réalisée en un temps record et aurait coûté, d'après l'enquête du procès de canonisation de Saint Louis, 40 000 livres tournois et la châsse des reliques 100 000. Le roi aurait été très présent sur le chantier et aurait travaillé en étroite collaboration avec son architecte. Cependant, selon Jacques Le Goff, les noms de l'architecte principal et de ses aides sont inconnus, bien que Jean-Michel Leniaud et Françoise Perrot précisent que la tradition orale ainsi qu'un manuscrit de la Bibliothèque nationale de France, remontant au XVIe siècle, évoquent Pierre de Montreuil.
Le programme architectural s'accompagne de nombreux symboles qui se manifestent à la fois dans le contenu du reliquaire et dans la décoration de la chapelle haute : on peut noter les reliques provenant de l'Empire byzantin, qui permettent à la monarchie capétienne de s'afficher comme véritable héritière de l'idée impériale ou encore le culte particulier de Louis IX pour la Passion, véhiculant une image de lui marchant dans les pas du Christ.

#### Montségur et les cathares

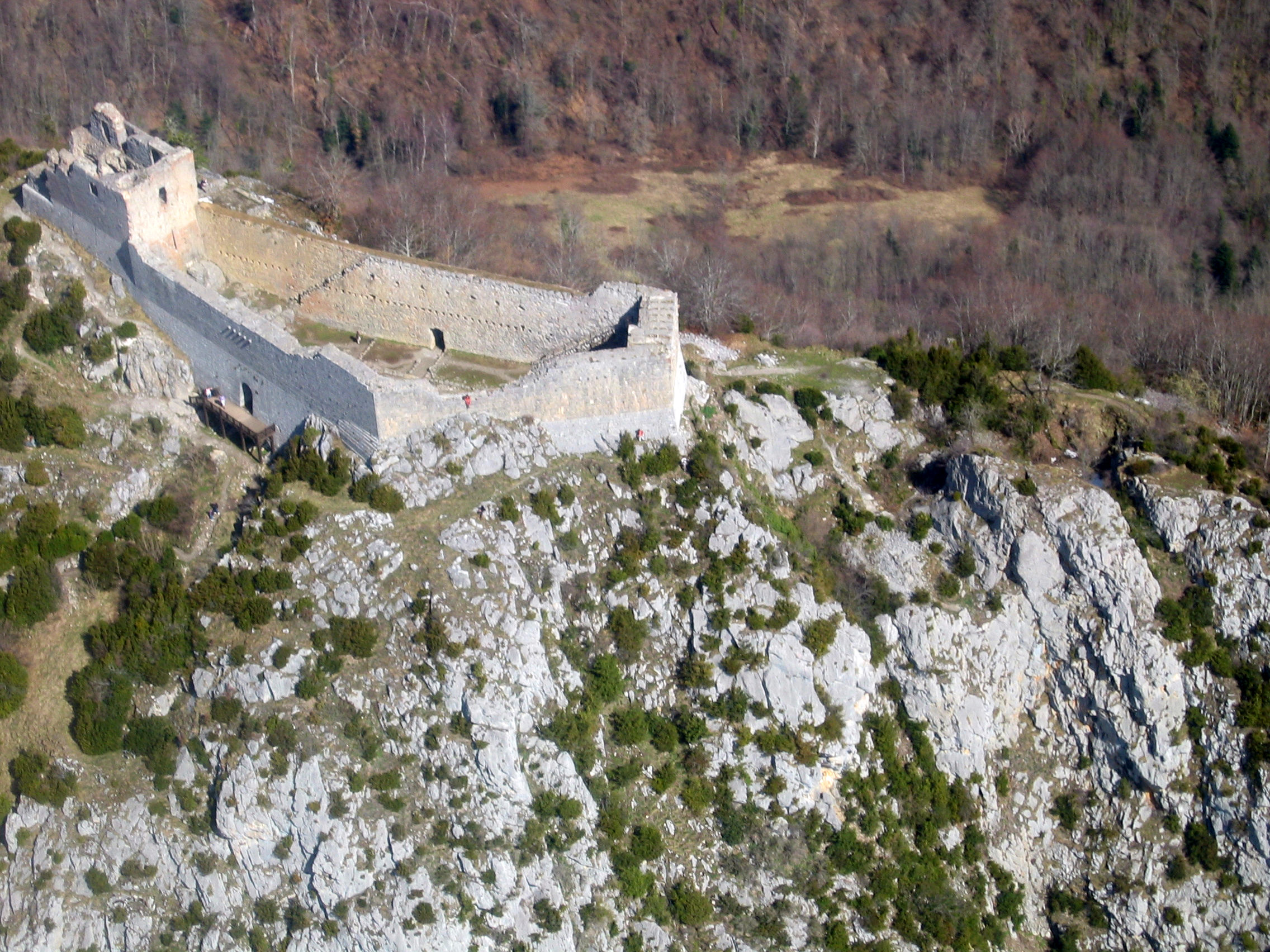
Les ruines de Montségur.

La conception qu'a Louis de sa fonction royale comme bras séculier de l'Église et protecteur de la foi l'amène, comme ses ascendants l'ont fait avant lui, à intervenir contre les ennemis de cette foi. Et si, après le décès de Louis VIII en 1226, le traité de Paris du 12 avril 1229 semble mettre fin à la croisade contre les albigeois, ces derniers sont encore très présents, plus particulièrement en Languedoc, en Provence et en Lombardie. Ils sont toutefois moins visibles et moins nombreux après 1230, sous les effets de l'Inquisition, du désintérêt dont ils font l'objet de la part des nobles et des bourgeois et de l'essoufflement général de leur doctrine, de leur pratique et de leur organisation.
Pour décider des mesures à prendre à leur égard, le roi s'entoure d'un conseil composé d'inquisiteurs, appartenant majoritairement aux frères mendiants, et d'hérétiques convertis. La volonté de Louis est alors de purifier le royaume non par le feu, bien qu'il accepte les décisions de condamnation au bûcher, mais par la conversion et l'expulsion.
Cependant, à la suite de l’assassinat d’inquisiteurs à Avignonet le 20 mai 1242 par des hommes de la garnison de Montségur, Blanche de Castille et Louis IX chargent le sénéchal de Carcassonne et Pierre Amiel, archevêque de Narbonne, d'assiéger le château. Après plusieurs tentatives avortées, à partir de mai 1243, 6 000 hommes entourent Montségur qui résiste jusqu'au 1er mars 1244, date à laquelle Pierre-Roger de Mirepoix obtient une trêve de 15 jours. Enfin, le 16 mars, la forteresse se rend. Deux cent vingt hommes et femmes qui refusent de renier leur foi sont condamnés au bûcher. Les derniers châteaux cathares, Quéribus et Niort-de-Sault, sont finalement pris à leur tour en 1255.

#### Mesures prises contre les Juifs
Louis IX fait la différence entre le judaïsme, qu'il considère comme une vraie religion, et l'hérésie ou l'islam, qu'il considère comme un semblant de religion. Mais les Juifs embarrassent le roi. Premièrement, ils se trouvent à la fois à l'intérieur et à l'extérieur de la religion chrétienne : ils ne reconnaissent pas le Christ, ont un calendrier liturgique et des rites différents, mais obéissent à l'Ancien Testament. Enfin, il a un double devoir contradictoire : il doit réprimer leurs conduites considérées comme « perverses », conséquences de leur religion « erronée » et « antichrétienne » — car les juifs sont considérés à l'époque comme un peuple déicide —, et les protéger, en tant que communauté minoritaire.

##### Lutte contre l'usure
Tandis que les usuriers chrétiens relèvent des tribunaux ecclésiastiques, les usuriers juifs et étrangers dépendent du pouvoir monarchique. Le roi fait d'eux l'objet d'une législation particulièrement répressive. En décembre 1230, Blanche de Castille et ses conseillers, au nom de Louis, édictent l'ordonnance de Melun, qui reprend les mesures édictées par Philippe Auguste contre les Juifs et leur usure. Chaque seigneur peut ainsi, s'il le souhaite, prendre comme serfs les Juifs de ses terres. De plus, il leur est dorénavant interdit d'emprunter et de percevoir des usures sur les prêts qu'ils auraient consentis,,.
En 1234, une nouvelle ordonnance remet aux débiteurs chrétiens le tiers de leur dette envers les Juifs, interdit qu'ils puissent être saisis en cas de non-paiement et que les Juifs ne reçoivent des gages qui n'auraient pas été déclarés devant des témoins dignes de foi. La « grande ordonnance » de 1254 comporte également deux passages sur les Juifs : l'article 32 leur impose de cesser « leurs usures, sortilèges et caractères » et l'article 33 interdit aux barons et aux agents royaux de les aider à recouvrer leurs créances puis leur répète l'obligation de condamner l'usure,. Enfin, il est interdit d'emprisonner des chrétiens ou de vendre leur propriété pour rembourser leurs dettes envers les Juifs.
En 1247, l'entourage de Louis IX lui conseille de confisquer les usures des Juifs pour contribuer au financement de la septième croisade. Mais celui-ci refuse d'utiliser des biens honteusement acquis pour financer une action aussi sainte. Une ordonnance de 1257 ou 1258 nomme une commission chargée de corriger l'application excessive des mesures prises plus tôt contre les Juifs. Par ailleurs, la justice ne s'en prend plus seulement aux usuriers juifs, d'abord considérés comme les spécialistes de ces pratiques, mais à tous les usuriers. Une ordonnance de 1268 expulse les banquiers lombards, florentins, cahorsins et tous les autres usuriers étrangers.

##### Disputation de Paris et le brûlement du Talmud
L'abbé Nicolas Donin, juif converti au catholicisme, invite le pape Grégoire IX à ne montrer aucune tolérance à propos du Talmud, qui pour lui, aurait, auprès des Juifs, remplacé l'Ancien Testament et contiendrait des propos insultants pour Jésus-Christ et la Sainte Vierge. En 1239, le pape adresse alors une lettre circulaire demandant à tous les princes chrétiens de saisir tous les exemplaires du Talmud. Contrairement aux autres souverains européens, Louis et sa mère obéissent immédiatement et font confisquer les livres le 3 mars 1240,.
Mais en revanche Louis, soucieux d'objectivité, veut qu'un grand débat ait lieu afin de juger si le livre contient ou non des injures contre le christianisme. En mars 1240, le « procès du Talmud » est alors organisé. Sous l'œil de Blanche de Castille et de toute la cour, des ecclésiastiques, dont l'évêque de Paris, débattent avec quatre rabbins, choisis parmi les plus érudits du royaume et dont le plus célèbre est Yehiel de Paris. À la fin de la controverse, bien que l'archevêque Gauthier Cornut conteste la sentence, il est décidé que le Talmud est un livre infâme et qu'il doit donc être brûlé.
Le roi fait alors procéder à la crémation publique de vingt-deux charrettes de manuscrits du Talmud,,,. L'exécution de la sentence a lieu à Paris, sur la place de Grève, en présence des écoles, de l'université, du clergé, du prévôt et du peuple, attirés par le spectacle inédit. Les allers et retours continuels, entre les couvents où avaient été déposés les livres et le lieu d'exécution, durent deux jours. Le 9 mai 1244, le nouveau pape, Innocent IV, félicite le roi pour son action et l'encourage à faire brûler les exemplaires subsistants. C'est ainsi qu'en 1244 une deuxième crémation publique a lieu, puis d'autres les années suivantes.

##### Rouelle

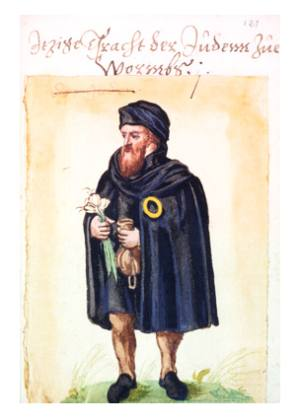
Juif portant la rouelle, dessin allemand du XVIe siècle.

Alors qu'Henri III applique cette mesure en Angleterre depuis 1218 et que Frédéric II, empereur des Romains, fait de même depuis 1221 ce n'est qu'en 1269 que, conformément au quatrième concile du Latran de 1215, et au concile de Narbonne de 1227, et sous l'influence du dominicain Pablo Christiani, juif converti, le roi impose aux juifs de porter la rouelle,,,,,,,, afin d'être distingués immédiatement : une rouelle doit être cousue au milieu de la poitrine et une autre dans le dos. Il leur interdit également de sortir pendant les jours anniversaires de la Passion du Christ et d'exercer un emploi public.
De plus, dans l'espoir d'obtenir leur conversion, le roi oblige les Juifs à aller écouter les sermons du converti Pablo Christiani et à répondre à toute question qu'il pourrait avoir sur leur religion, mais cela n'a aucun succès.

##### Conclusion
Dans l'historiographie juive, Louis IX laisse l'image d'un roi profondément antijuif ; pourtant sa politique est plus ambivalente qu'il n'y paraît. Les historiens se sont alors penchés sur la question,,,. Le Goff envisage d'abord le terme d'« antijudaïsme », qui « concerne exclusivement la religion », mais il ajoute aussitôt : « Quelle que soit l'importance de la religion dans la société juive et dans la conduite de Saint Louis à son égard, il est insuffisant. L'ensemble des problèmes concernés par cette conduite dépasse le cadre strictement religieux et il met en jeu des sentiments de détestation et une volonté d'exclusion qui vont au-delà de l'hostilité à la religion juive ».
Reste alors le mot « antisémitisme »,,, mais celui-ci serait « inadéquat et anachronique » car « il n'y a rien de racial dans l'attitude et les idées de Saint Louis ». Il conclut : « Je ne vois que le terme d'« antijuif » pour caractériser la conduite de Saint Louis. Mais ces conceptions et cette pratique ont fait le lit de l'antisémitisme ultérieur. Saint Louis est un jalon sur la route de l'antisémitisme chrétien, occidental et français »,.
Selon Le Goff, Louis IX, ayant longtemps refusé de faire appliquer les mesures antijuives décidées par Rome, notamment par souci d'intégration des Juifs à la communauté française, cède à la fin de sa vie, à la pression des juifs convertis de son entourage. Cependant, Louis IX garde l'espoir de les convertir et leur rend justice quand ils sont injustement attaqués : il leur restitue les synagogues dont ils ont été spoliés à la suite de ses mesures et inflige des amendes à ceux qui ont participé à la « tuerie de juifs », le seul pogrom ayant eu lieu sous son règne.
On peut aussi noter qu'on ne connaît pas sous son règne d'accusation de meurtre rituel contre les Juifs. Enfin, il accepte d'être le parrain de nombreux juifs convertis au christianisme, auxquels il assure une pension. En outre, « contrairement à son grand-père Philippe Auguste – qui les expulse en 1182 – et à son petit-fils Philippe le Bel – qui en fait autant en 1306 –, et même à ses frères Charles d’Anjou et Alphonse de Poitiers, Saint Louis n’a finalement jamais banni les juifs de son royaume ».
En 2014, en conclusion d'un colloque organisé par le Centre des monuments nationaux et destiné à éclaircir ce débat, Claude Gauvard estime qu'avec le règne de Saint Louis, si tous les éléments sont bien en place pour développer l'image de juifs persécuteurs qui peuvent devenir des boucs émissaires, un certain équilibre subsiste. Cependant, ces actions lénifiantes ne résisteront pas aux flambées de lynchage dès que les conditions de vie des chrétiens se dégraderont.

#### Croisades

##### Vœu du roi

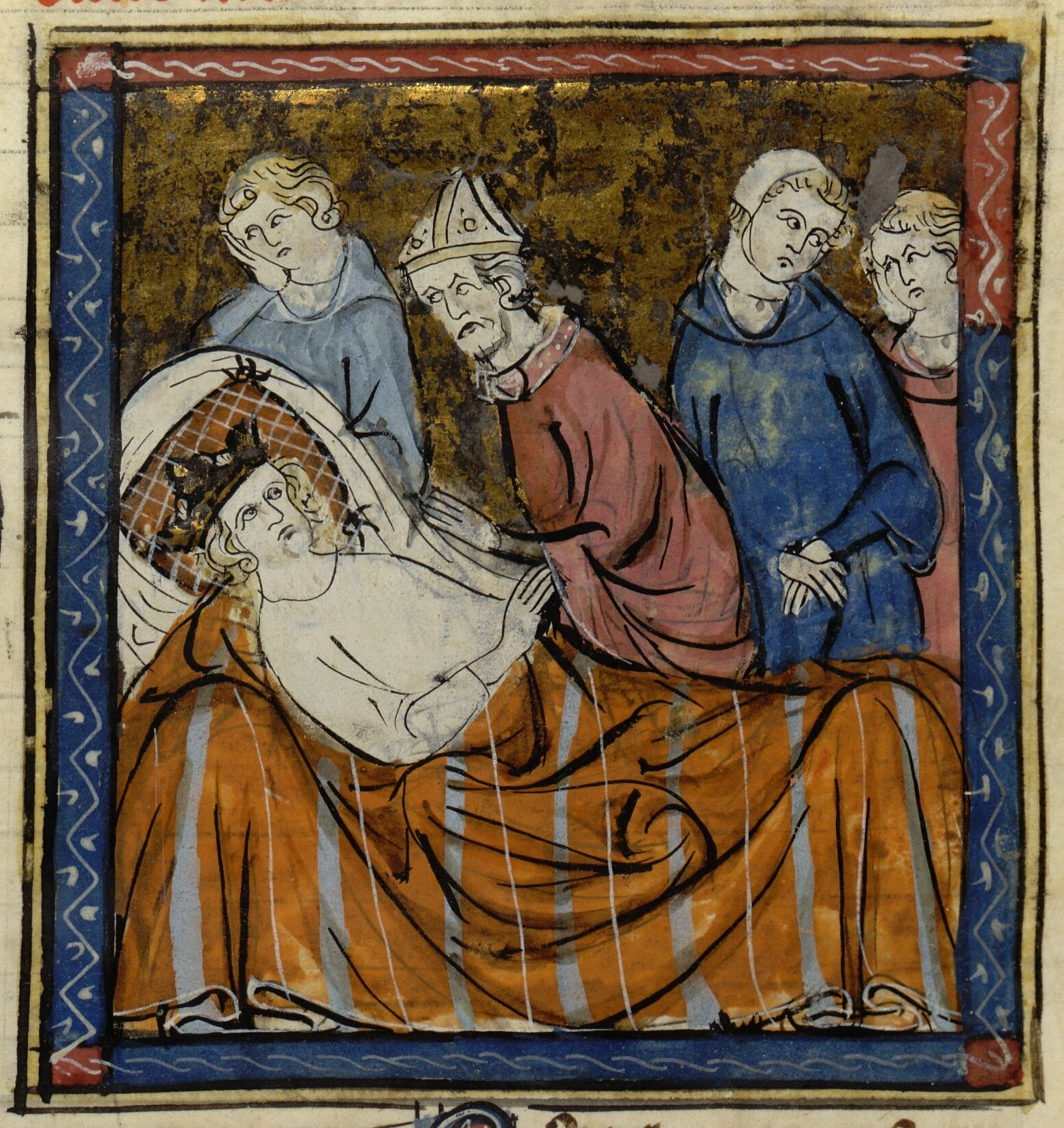
Le roi saint Louis, malade, prononçant le vœu de partir en croisade. Miniature du Maître de Fauvel tirée d'une Histoire d'Outremer de Guillaume de Tyr, BnF, Fr.9083,.

Revenu sérieusement malade de sa campagne de Saintonge, la santé du roi reste depuis fragile. Le 10 décembre 1244, il tombe gravement malade, probablement de dysenterie, à Pontoise, et semble aux portes de la mort. Le 14 décembre, afin d'être en accord total avec Dieu, l'Église et sa conscience, il nomme deux arbitres pour régler les différends qu'il a avec le chapitre de Notre-Dame. Dans tout le royaume, des campagnes de quêtes, de prières et de processions solennelles sont organisées et Blanche de Castille fait apporter les reliques de la chapelle royale auprès de lui.
Sa guérison, quelques semaines plus tard, est perçue comme un miracle. Selon Jean de Joinville, alors que ses dames de compagnie le croient mort, le roi retrouve miraculeusement la santé ainsi que l'usage de la parole et, sitôt, s'en sert pour faire le vœu de partir en croisade. La reine Blanche de Castille et la majorité de l'entourage du roi, tant laïques qu'ecclésiastiques, essaient de le convaincre de renoncer à son vœu. Selon Matthieu Paris, Blanche et l'évêque de Paris, Guillaume d'Auvergne, dans une ultime tentative, lui font remarquer que le vœu n'est pas valable, car il l'a prononcé étant malade et sans la possession de tous ses moyens mentaux. Louis décide alors de refaire le vœu de croisade puisqu'il est désormais sain de corps et d'esprit,.

##### Septième croisade

###### Départ

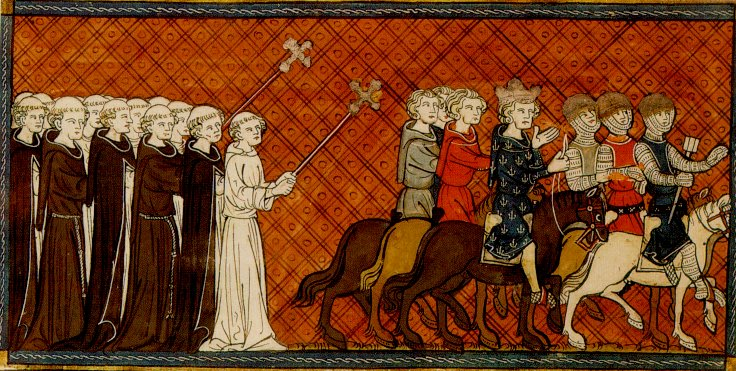
Le départ de Saint Louis pour la croisade. Chroniques de Saint-Denis, vers 1332-1350, BL,.

Le 12 juin 1248, Louis IX se rend à Saint-Denis pour se saisir de l'oriflamme, mais également du bâton et de l'écharpe qui lui sont alors remis par le cardinal Eudes de Châteauroux : l'insigne royal est ainsi associé aux symboles du pèlerin. Puis il retourne à Paris et se rend, pieds nus, accompagné d'une énorme procession populaire, à l'abbaye royale de Saint-Antoine-des-Champs. Là, il demande aux religieuses de prier pour lui et quitte les lieux pour aller passer la nuit au palais royal de Corbeil. Il établit alors officiellement sa mère comme régente du royaume en son absence et laisse auprès d'elle ses conseillers.
Après quelques jours passés à Corbeil, Louis IX fait ses adieux à Blanche et s'avance vers le Midi, en faisant une longue halte à Sens où se tient le chapitre général de l'ordre franciscain. Il fait ensuite étape à Lyon pour s'entretenir avec le pape Innocent IV, qui lui promet de protéger la France contre les éventuelles attaques du roi d'Angleterre.
De Lyon, Louis descend le Rhône et, à La Roche-de-Glun, rencontre un châtelain, Roger de Clérieu, qui exige un droit de péage à tous les passants. Le roi refusant de payer, Roger prend des otages mais Louis fait le siège du château, le prend en quelques jours et le fait démolir. Au milieu du mois d'août 1248, le roi arrive enfin à Aigues-Mortes, puis le 25, s'embarque avec sa suite qui comporte quasiment tous les membres de sa famille proche. En effet, son épouse Marguerite de Provence, ses frères Robert d'Artois, Charles d'Anjou avec sa femme Béatrice et Alphonse de Poitiers ainsi que le beau-père de ce dernier, Raymond VII de Toulouse, le suivent en croisade. Bien que les chiffres soient contestés, on estime que l'armée de la croisade rassemble environ 2 500 chevaliers, 2 500 écuyers et valets d'armes, 10 000 fantassins et 5 000 arbalétriers, soit environ 25 000 hommes et 8 000 chevaux, chiffres considérables pour l'époque. Selon Le Nain de Tillemont, la flotte royale comprend trente-huit grands vaisseaux et des centaines d'embarcations plus modestes,.

###### Victoires affaiblissantes
Le départ de la flotte royale est retardé par l'absence de vent, et l'armée finit par quitter Aigues-Mortes le 28 août. Le 17 septembre 1248, Louis IX, sa famille et son armée débarquent à Chypre, où règne Henri de Lusignan. Du ravitaillement y a été accumulé depuis 1246. Les croisés hivernent dans l'île jusqu'au 30 mai 1249. Louis débarque près de Damiette et prend la ville le 5 juin 1249. L'armée se dirige alors vers Le Caire et subit les attaques incessantes de l'émir Fakhr-ad-Din Yusuf. Les croisés réussissent, au prix de durs combats, à passer sur la rive est du Nil.
A ensuite lieu la bataille de Mansourah, lors de laquelle les croisés doivent faire face au génie militaire des musulmans qui parviennent notamment à détruire leurs trois chats. Le 9 février 1250, malgré leur victoire, ils ressortent très affaiblis de la bataille. En effet, Robert Ier d'Artois est mort et les croisés connaissent plusieurs épidémies de dysenterie, de typhus et de scorbut, aggravées par la sécheresse. Le roi est également atteint de la dysenterie, mais refuse de repartir en y laissant ses troupes. Il sera capturé pendant la bataille et retenu prisonnier pendant un mois.

###### Échec final
Enfin, l'armée, affaiblie et manquant de ravitaillements, doit battre en retraite, mais les musulmans lui coupent la route au niveau du Nil et les croisés sont écrasés le 6 avril 1250, lors de la bataille de Fariskur. Le roi et une grande partie de son armée sont alors fait prisonniers tandis que les malades et les blessés sont massacrés par les musulmans. En Occident, la nouvelle provoque la croisade des pastoureaux.
Durant la détention de son époux, la reine Marguerite de Provence exerce le rôle de chef de l'armée ; elle réunit en un temps record les 400 000 besants constituant le premier versement de la rançon et, le 6 mai 1250, Louis est libéré,. Quelque temps après sa libération, en mai 1250, Louis IX commence un pèlerinage en Terre sainte. Il appelle alors ses sujets à le rejoindre, mais renvoie ses frères Alphonse de Poitiers et Charles d'Anjou en France afin qu'ils puissent épauler leur mère, qui exerce la régence. Mais, au printemps 1253, alors qu'il est à Sidon, il apprend la mort de sa mère, survenue le 27 novembre 1252. Après plusieurs jours d'un grand deuil, Louis conclut qu'il doit rentrer et, le 24 ou 25 avril 1254, rembarque d'Acre pour la France,.
Le 10 juillet, il débarque aux Salins-d'Hyères où il demande à rencontrer le frère Hugues de Digne. Partant de Hyères, le roi se rend ensuite à Aix-en-Provence pour un pèlerinage à la grotte de la Sainte-Baume (sur les pas de Marie Madeleine), puis entre en France par Beaucaire et, après plusieurs arrêts dans différentes villes de France, dépose l'oriflamme et la croix à Saint-Denis. Enfin, il fait son entrée à Paris le 7 septembre 1254, où il est particulièrement bien accueilli par le peuple. La septième croisade est cependant vécue comme un échec total, ce qui suscite un certain scepticisme vis-à-vis de la guerre sainte et une amertume envers le clergé, accusé de ne pas s'être assez impliqué.

Batailles et pèlerinage
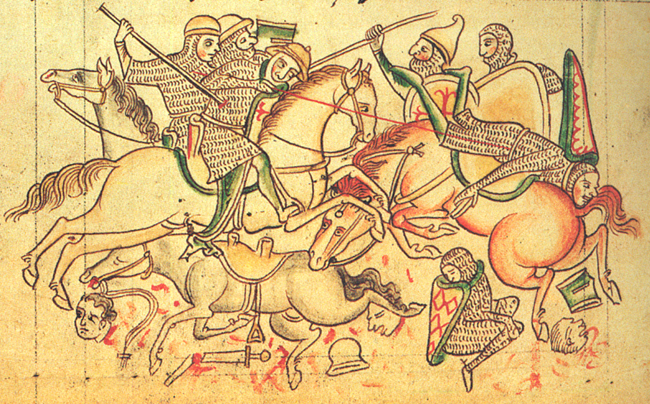
La bataille de Damiette, Matthieu Paris, Chronica Majora, Corpus Christi College, Cambridge, Parker 16.
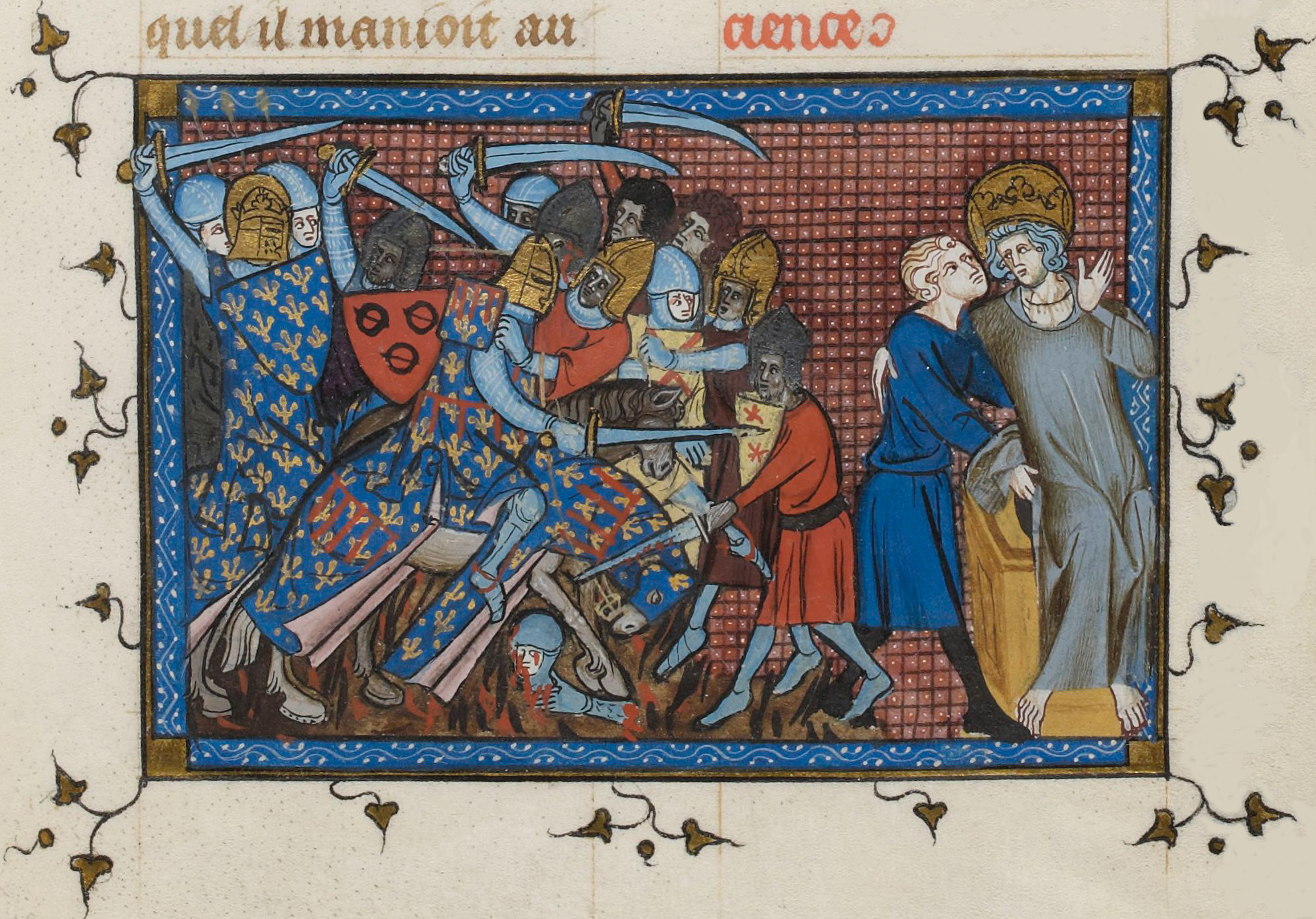
La bataille de Mansourah, Guillaume de Saint-Pathus, Vie et miracles de saint Louis, BnF, Fr. 5716.
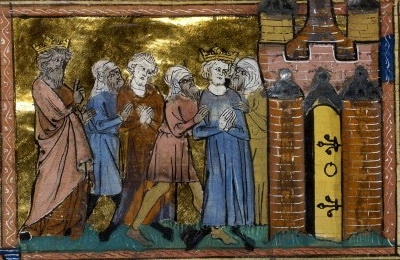
Louis IX fait prisonnier, Guillaume de Tyr, Histoire d'Outremer, 1337, BnF, Fr.9083.
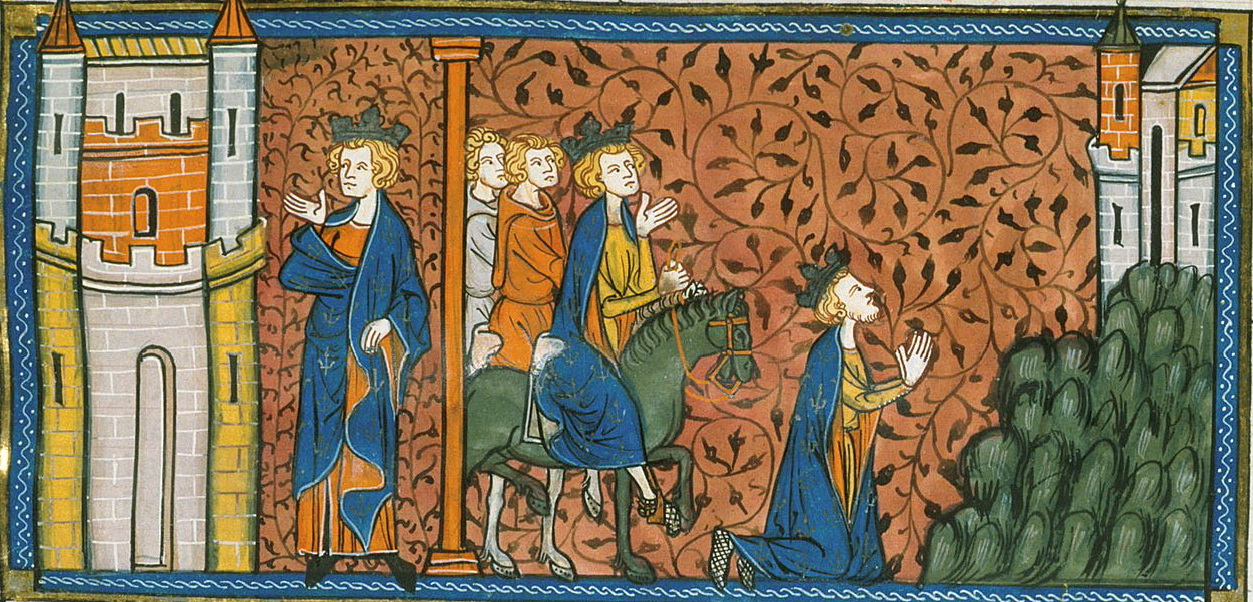
Louis IX en pèlerinage à Nazareth, Chroniques de Saint-Denis, 1332-1350, BL, Royal 16 G VI.

##### Huitième croisade

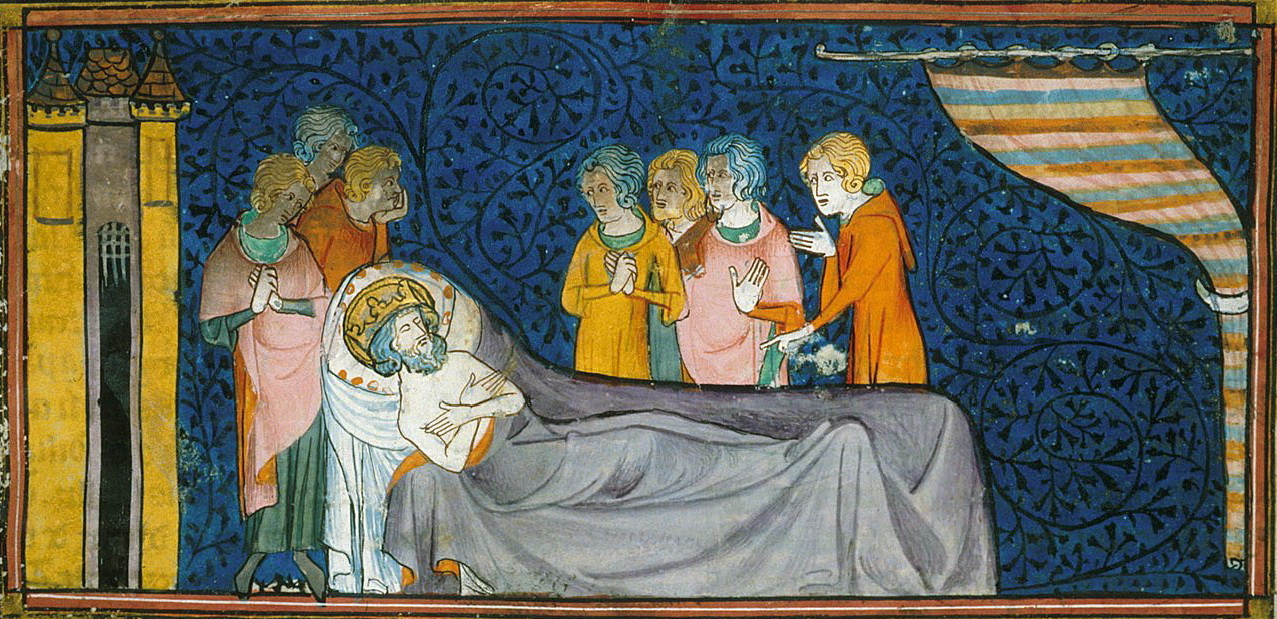
La mort de Saint Louis, Chroniques de Saint-Denis, BL, Royal 16 G VI,.

L'échec de la septième croisade, que Louis IX interprète comme une punition divine, l'affecte énormément. À l'été 1266, il annonce secrètement au pape Clément IV qu'il décide de se croiser pour une seconde fois. Il fait connaître sa décision à une assemblée de prélats et de barons, au cours de la fête de l'Annonciation, le 25 mars 1267. Puis lors d'une autre assemblée, le 9 février 1268, il précise qu'il partira au mois de mai 1270. Sa décision apparaît alors déjà anachronique à de nombreux contemporains, tel Joinville.
L'évolution de la situation militaire et politique en Méditerranée orientale explique cette décision. Le frère du roi, Charles d'Anjou, est devenu roi de Sicile ; celle-ci peut donc devenir une base d'opérations plus sûre et plus proche de Chypre. De plus, Louis IX espère convertir l'émir hafside Muhammad al-Mustansir et faire de l'Ifriqiya (Tunisie) une base terrestre pour attaquer ultérieurement l'Égypte mamelouk,. La préparation de la croisade est alors aussi minutieuse que pour la précédente.
Son financement est pris en charge par les villes et la levée de décimes ecclésiastiques. Cependant, la préparation diplomatique connaît moins de succès que pour la croisade d'Égypte : Clément IV est mort, la vacance se prolonge et la chrétienté n'a donc pas de pape au moment de la croisade. C'est ainsi que les seuls personnages importants souhaitant participer à la croisade sont Louis, le prince Édouard d'Angleterre et le roi Jacques d'Aragon, mais ce dernier y renonce après que sa flotte a été prise dans une tempête.
Le 14 mars 1270, Saint Louis s'en va chercher le bâton de pèlerin et l'oriflamme à Saint-Denis. Le lendemain, il se rend à pieds nus de son palais à Notre-Dame et fait ses adieux à son épouse au château de Vincennes d'où il part. Enfin, après plusieurs étapes jalonnées de sanctuaires, le roi et ses fils arrivent à Aigues-Mortes, où ils sont rejoints par Thibaut de Navarre et d'autres croisés. En attendant l'arrivée des navires, une bataille éclate entre les Français et les Catalans : la bataille fait une centaine de morts, Louis fait pendre les responsables et, enfin, s'embarque le 1er juillet 1270 sur la nef La Montjoie. Après une brève escale en Sardaigne, les croisés débarquent à La Goulette, près de Tunis.

#### Maladie et mort du roi
Le sultan, qui n'a en fait aucune intention de se convertir, a préparé sa ville à subir un siège et ses hommes attaquent les croisés. Le roi décide ainsi de prendre d’assaut la ville de Carthage pour y mettre en sécurité ses hommes, en attendant les renforts de son frère Charles d’Anjou,. Les croisés s'emparent facilement de la ville, mais de nouveau, l'armée subit des épidémies, qui furent fatales au prince Jean Tristan le 3 août. Après plus de 43 années de règne, le roi Louis IX s'éteint le 25 août 1270 à Carthage, victime à son tour de l'épidémie qui frappe son armée, à l'âge de 56 ans,,. La peste, la dysenterie ou le typhus sont longtemps avancés comme causes possibles de sa mort. Une étude menée en 2015 par Philippe Charlier sur les reliques attribuées au roi et dispersées lors de sa canonisation, en 1297, suppose qu'il souffrait de scorbut et serait mort de bilharziose,. Une étude de 2019 confirme une atteinte grave du roi par le scorbut. Sa mort est rigoureusement mise en scène et achève le programme d'identification messianique du souverain français, amorcé en 1238 par l'acquisition de la couronne : le roi reçoit l'extrême-onction, demande, en signe d'humilité, à être étendu sur un lit de cendres et prononce des paroles d'imitation christique. Le fils du défunt roi, le prince Philippe, lui succède sous le nom de Philippe III.

Huitième croisade et siège de Tunis
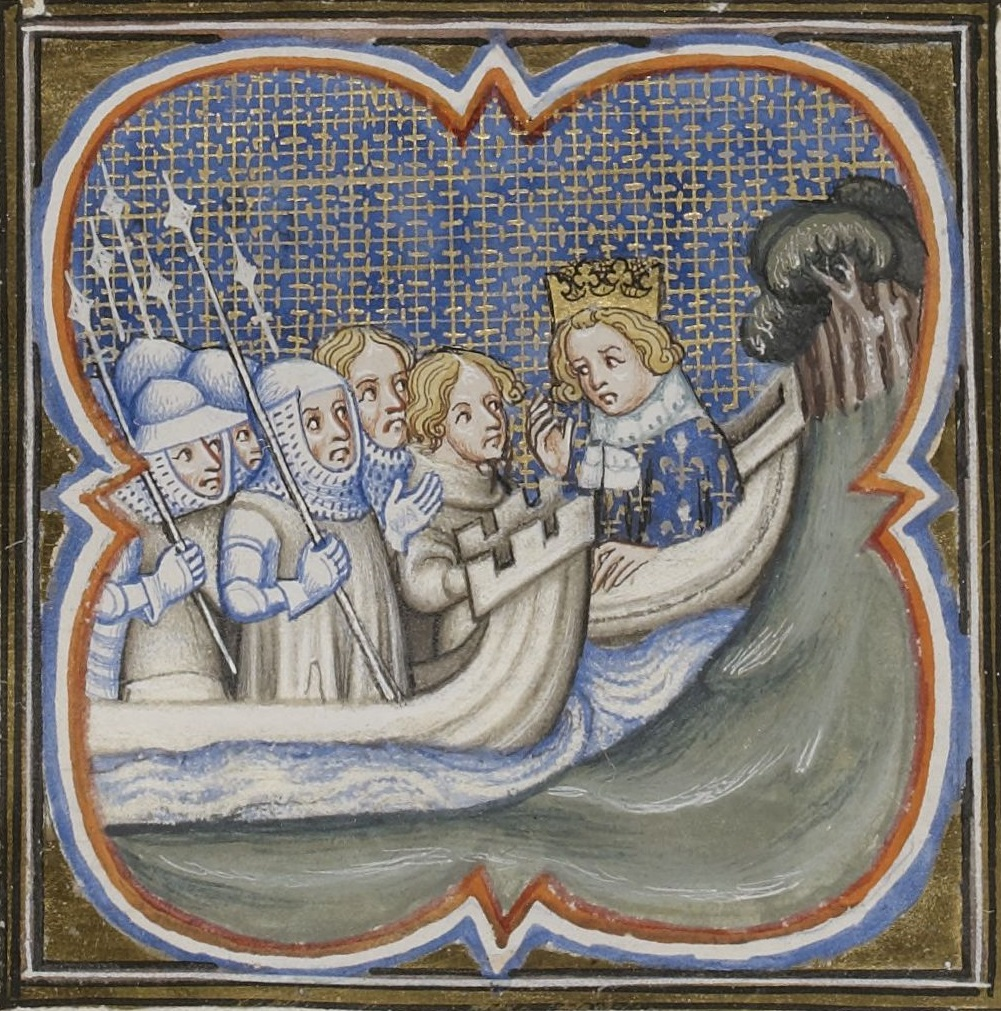
Le départ pour la Huitième croisade, Grandes Chroniques de France de Charles V, BnF, Fr.2813.
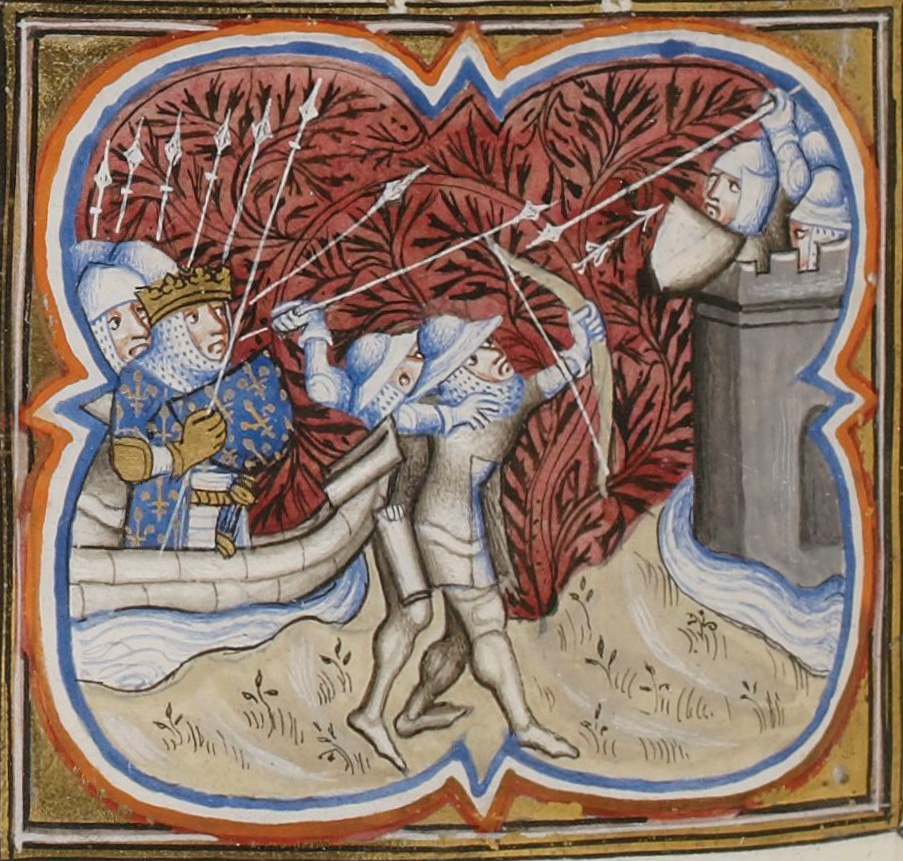
Le siège de Tunis, Grandes Chroniques de France de Charles V.
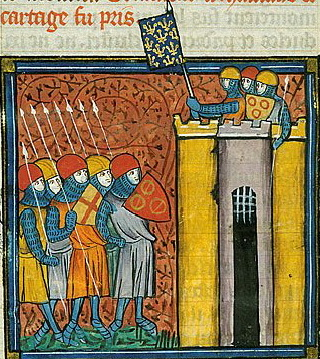
La conquête de Carthage, Chroniques de Saint-Denis, BL.
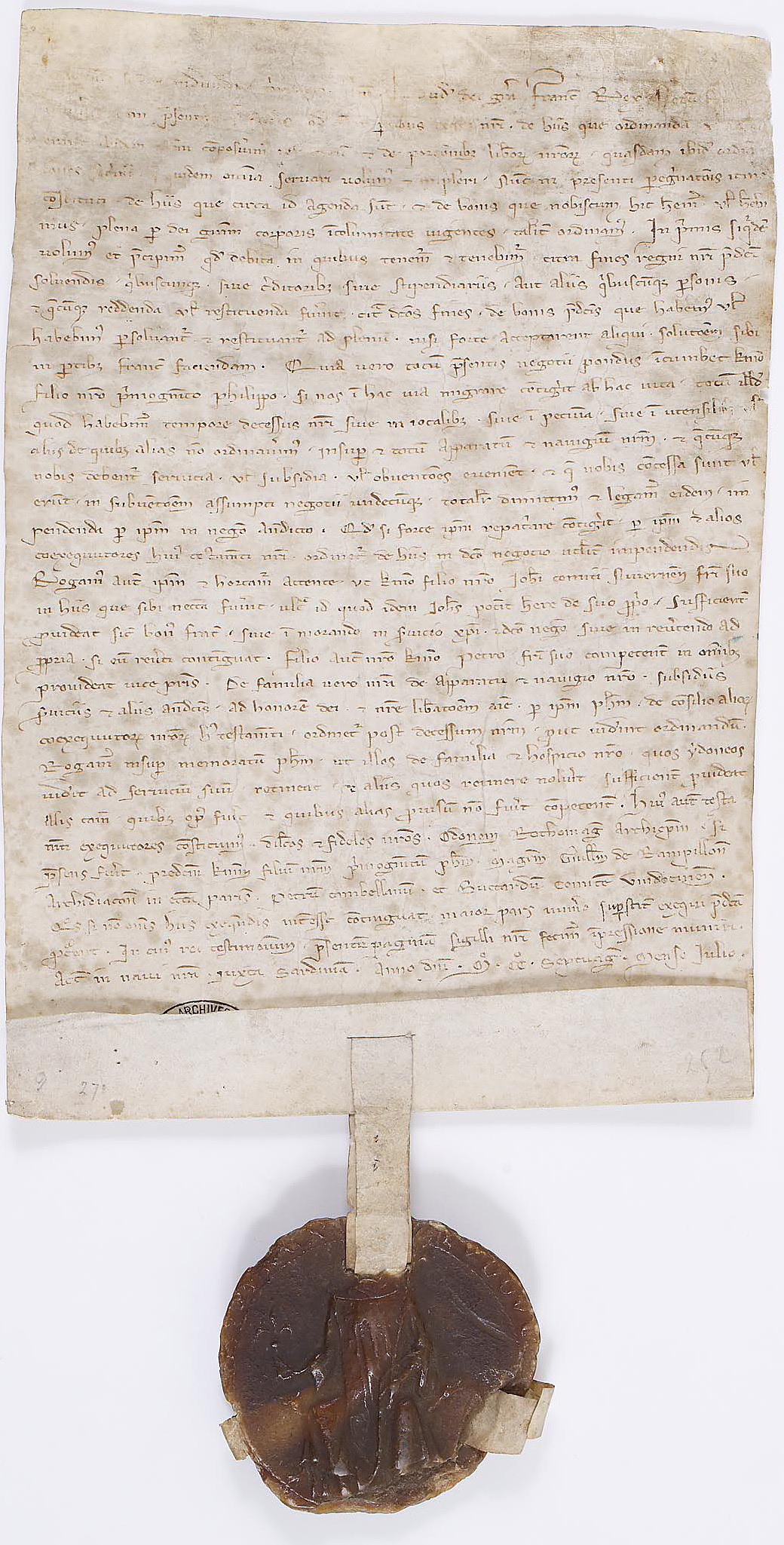
Premier codicille ajouté par le roi à son testament, au large de la Sardaigne à bord du bateau royal, juillet 1270 (Archives nationales).
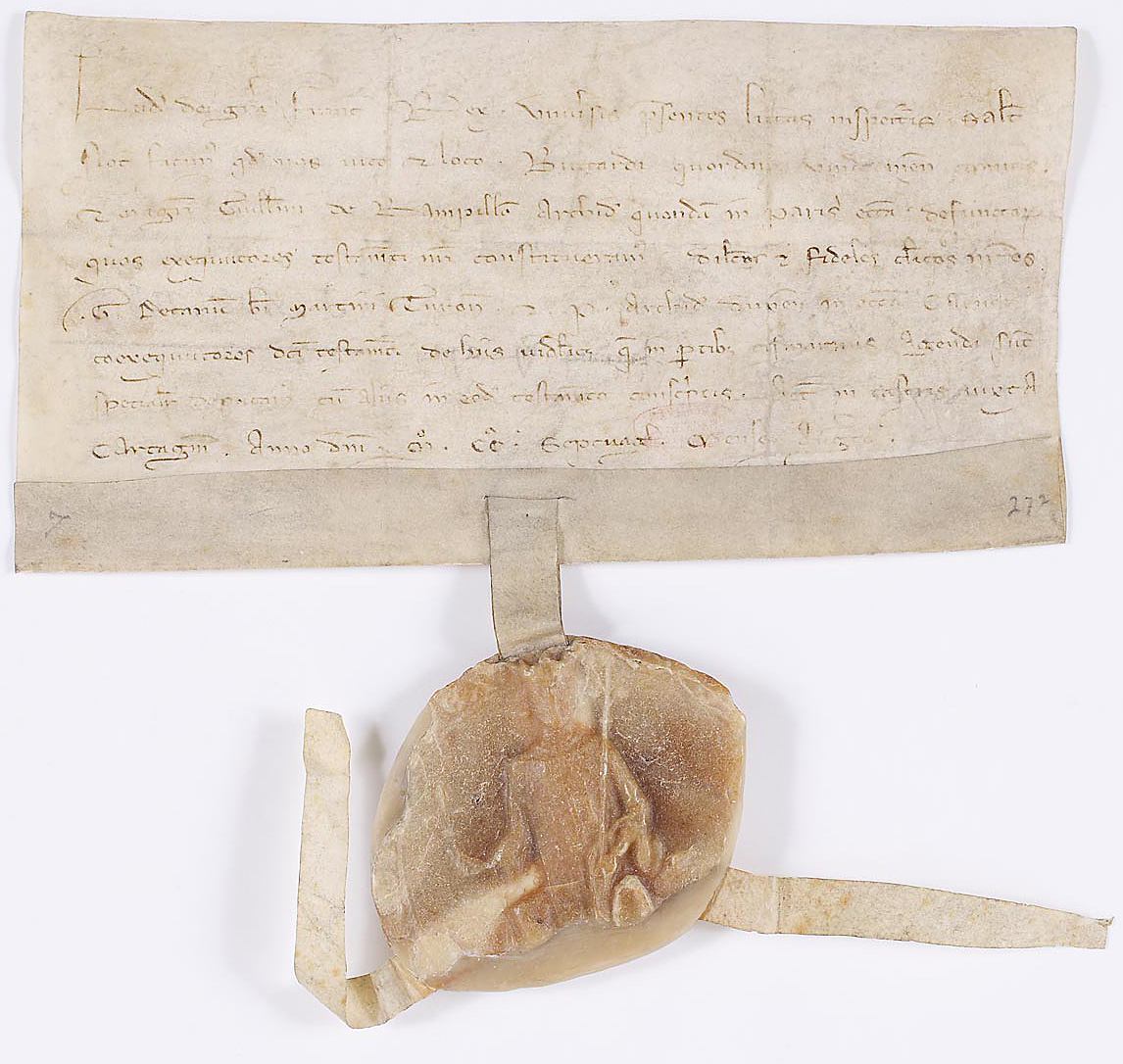
Dernier codicille au testament du roi, au camp devant Carthage, août 1270 (Archives nationales).

#### Épilogue des croisades deLouisIX
Les croisades de Louis IX sont — comme La Mort le roi Artu (« La mort du roi Arthur ») marque l'apothéose funèbre de la chevalerie — le point d'orgue mortel de la croisade. Mais dans un monde médiéval où les idéaux de la croisade continuent, même chez ceux qui n'y croient plus (un Rutebeuf,, un Jean de Joinville en témoignent), à susciter une admiration profonde, l'image de Saint Louis sort magnifiée de ces croisades catastrophiques. Elle est illuminée par « la beauté du mort » et entame un processus de « Mort et transfiguration ». Dans cette perspective, la croisade de Tunis sera, dans sa fulgurante et mortelle brièveté, une manière de couronnement.

## Après la mort du roi

### Dépouille royale

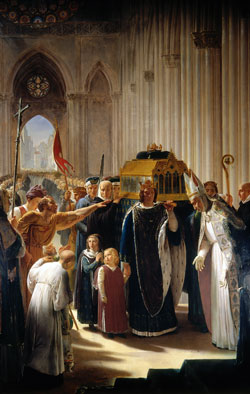
Philippe III apportant à Saint-Denis les reliques de Saint Louis, XIX, Basilique de Saint-Denis.

À la mort du roi, on ne peut laisser son corps en terre infidèle, loin du royaume de France et de la chrétienté. Charles d'Anjou tente de prendre le contrôle de l'armée face à son neveu, devenu le roi Philippe III, qu'il considère comme trop inexpérimenté. Mais ce dernier affirme immédiatement son autorité. Dès lors, le sort de la dépouille du feu roi devient un enjeu politique entre le jeune roi et son oncle : Philippe souhaite que les restes de son père soient rapatriés en France tandis que Charles, prétextant la proximité, propose que les restes de son frère aillent reposer en son royaume de Sicile. Finalement, les deux parents s'accordent sur la tripartition du corps : les entrailles et les chairs seront données à Charles, qui les déposera à l'abbaye de Monreale, et les ossements iront reposer dans la nécropole royale de Saint-Denis. Philippe refuse d'exposer le corps à tous les dangers en l'envoyant en avance. Il souhaite attendre de pouvoir l'accompagner en convoi, auprès de l'armée. On procède alors au mos Teutonicus : le corps est découpé et cuit dans un mélange d'eau et de vin jusqu'à ce que la chair se détache.
L'armée signe un accord avec l'émir de Tunis le 30 octobre et rembarque le 11 novembre pour un voyage placé sous la protection de Louis et Jean Tristan. Au terme de leur long périple, qui voit mourir Thibaut II de Navarre, la reine Isabelle d'Aragon, Philippe III et l'armée arrivent à Paris, le 21 mai 1271. Le cercueil de Louis IX est exposé à Notre-Dame et les funérailles ont lieu à Saint-Denis le lendemain : le 22 mai. Le 23 mai 1271, son fils Philippe III le Hardi transporte ses cendres, sur son dos, de Notre-Dame de Paris à la basilique de Saint-Denis.

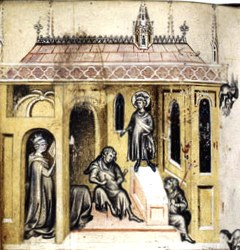
Le tombeau de saint Louis. Jean Pucelle, heures de Jeanne d'Évreux, Metropolitan Museum of Art, The Cloisters.

### Tombeau royal
Louis IX a demandé une tombe très simple. Mais dès 1274, la sépulture est déjà plus élaborée que la dalle d’origine avec sa structure de bois. Ce second tombeau fait place en 1282 à un troisième, largement orné d’or et d’argent, sans doute comparable à ceux de Philippe Auguste et de Louis VIII qui le côtoient. Il disparaît vers 1420, sans doute détruit et fondu par les armées anglaises d’Henri V ou du duc de Bedford. Son aspect reste donc très incertain. L'inventaire de 1505-1634 et une enluminure conservée au Walters Art Museum de Baltimore montrent un gisant tandis que celles du manuscrit de Guillaume de Saint-Pathus et du Livre d'heures de Jeanne d'Évreux conservé au Metropolitan Museum of Art de New York montrent une figure debout.

## Canonisation et mémoire

### Un long procès en canonisation
Parfois considéré comme un saint de son vivant, Louis IX fait l'objet, immédiatement après sa mort, d'une vénération de la part de son entourage et de ses sujets. Déjà connu pour guérir les écrouelles de son vivant, plusieurs miracles sont réputés avoir lieu sur le passage de sa dépouille en Sicile. L'Église en reconnaît rapidement deux, puis deux autres survenus lors du passage du cercueil en Italie du Nord et un autre survenu à l'entrée de Paris, à Bonneuil-sur-Marne. Enfin, les miracles se multiplient à Saint-Denis, au point qu'un service d'ordre doit être mis en place près de son tombeau pour canaliser les foules qui viennent implorer son intercession.
À la mort de Saint Louis, le siège pontifical est vacant depuis un long moment, mais le 1er septembre 1271, Thebaldo Visconti de Plaisance devient pape sous le nom de Grégoire X. Son premier acte pontifical, à son retour de Terre sainte le 4 mars 1272, est de demander à Geoffroy de Beaulieu, confesseur de Louis IX, de lui fournir le plus d'informations possible sur le roi qu'il considère comme un « véritable modèle pour tous les princes chrétiens ». Geoffroy écrit alors, en quelques mois, un libelle d'une cinquantaine de chapitres à la fin de laquelle il conclut que Louis IX est digne d'être canonisé. En mars 1274, Philippe III va saluer le pape à Lyon, mais celui-ci se montre plus intéressé par le deuxième concile de Lyon.

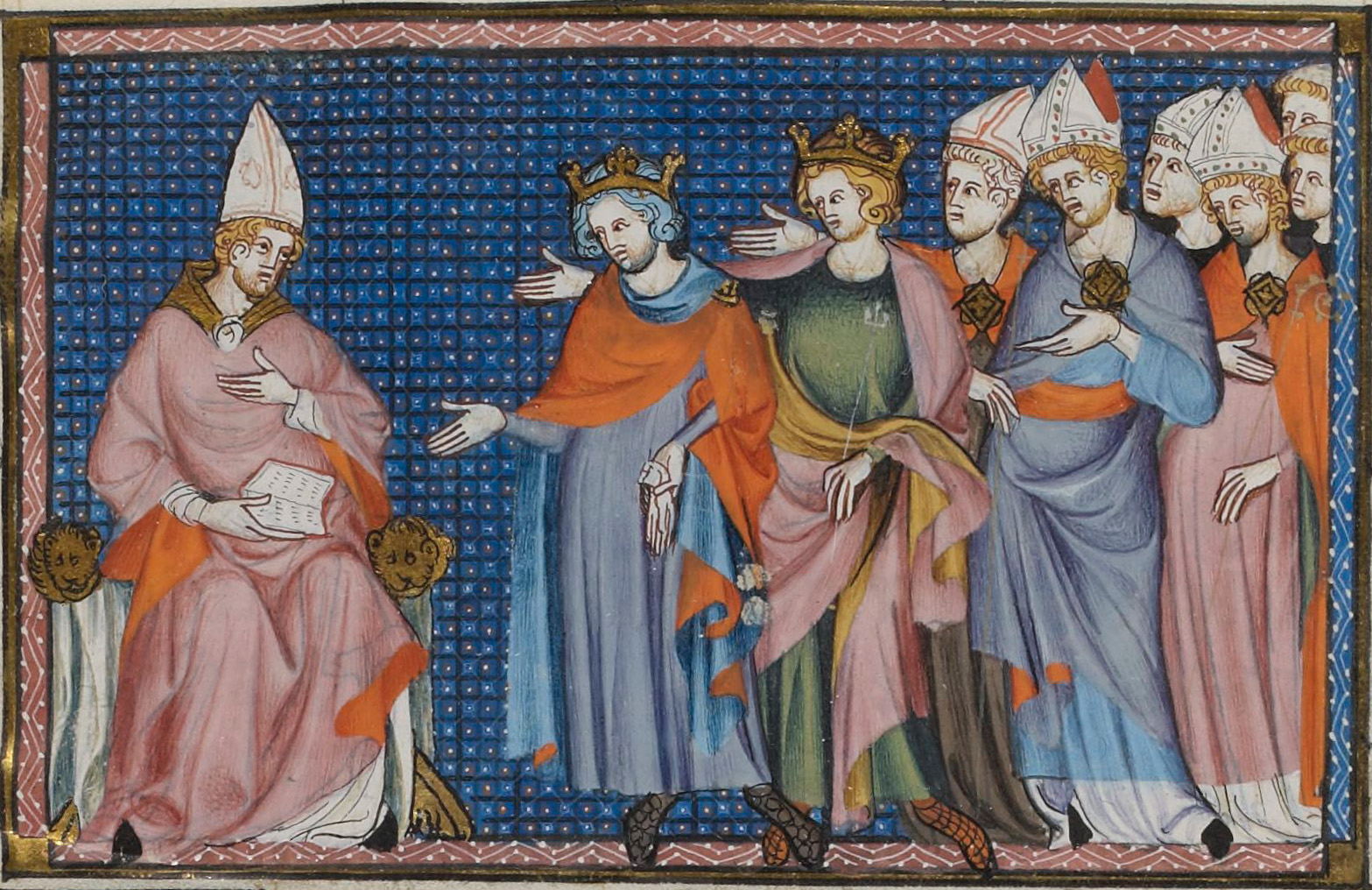
La canonisation de Saint Louis par le pape Boniface VIII, Guillaume de Saint-Pathus, Vie et miracles, 1330-1340, BnF, Fr.5716.

L'année suivante, les groupes de pression, dont les plus importants sont la vox populi, la famille royale et l'Église de France — et plus particulièrement les cisterciens, les dominicains et les franciscains — s'activent. En juin 1275, l'archevêque de Reims et ses suffragants envoient une lettre au pape pour lui demander l'ouverture du procès de canonisation ; le mois suivant, l'archevêque de Sens fait de même et, enfin, en septembre, ils sont suivis par le prieur des dominicains de France. Le pape charge alors Simon de Brie, cardinal légat en France et ancien conseiller de Louis IX, d'enquêter secrètement sur le roi. Mais son enquête est considérée comme bâclée par le pape, qui meurt le 10 janvier 1276. Innocent V, Adrien V et Jean XXI se succèdent alors sur le trône en moins d'un an et demi.
À la fin de 1277, le nouveau pape Nicolas III réclame à Philippe, qui lui a envoyé une ambassade afin de le hâter, une documentation approfondie sur les miracles de son père. Il charge à nouveau Simon de Brie d'un complément d'enquête : les résultats sont envoyés au pape, mais celui-ci meurt à son tour le 22 août 1280. Simon de Brie lui-même lui succède alors en tant que pape, sous le nom de Martin IV, et donne une impulsion décisive au procès. Une nouvelle assemblée de l'Église de France lui remet une supplique pressante. Le pape assure les prélats de sa bonne volonté, mais souhaite mener le procès dans les formes.
Le 23 décembre 1281, il confie à Guillaume de Flavacourt, archevêque de Rouen, et aux évêques d'Auxerre et de Spolète, l'enquête finale sur la vie, les mœurs et les miracles de Louis IX, puis leur demande d'enquêter sur les miracles se produisant sur le tombeau du roi. L'enquête, durant laquelle ils questionnent trois cent trente témoins pour les miracles et trente-cinq pour la vie, commence en mai 1282 et se termine en mars 1283,. Les résultats de l'enquête sont envoyés à Rome, mais Martin IV meurt le 28 mars 1285.
Son successeur, Honorius IV, s'intéresse également à la canonisation de Louis, mais meurt le 3 avril 1287. La vacance dure près d'un an. Après son élection, Nicolas IV désigne une nouvelle commission de trois cardinaux pour poursuivre l'examen des miracles, mais meurt en 1292, avant la fin de l'enquête. Le trône pontifical demeure encore vide pendant plus d'un an et demi et, quelques mois après avoir été élu, Célestin V renonce à sa charge pour retourner à son érémitisme.
Enfin, le 24 décembre 1294, le cardinal Benoît Caetani, qui a fait partie de la commission ayant examiné les miracles, devient pape sous le nom de Boniface VIII. Il est sincèrement convaincu de la sainteté de Louis, mais souhaite aussi et surtout établir de bonnes relations avec le nouveau roi de France, Philippe le Bel,. C'est ainsi que, le 4 août 1297, à Orvieto, il annonce sa canonisation sous le nom de « saint Louis de France ». Le 11 août, il lui consacre un nouveau sermon, officialise la canonisation par la bulle Gloria laus et fixe sa fête au jour anniversaire de sa mort, le 25 août.
Saint Louis est l'unique roi de France à avoir été canonisé,.

### Fragmentation des reliques

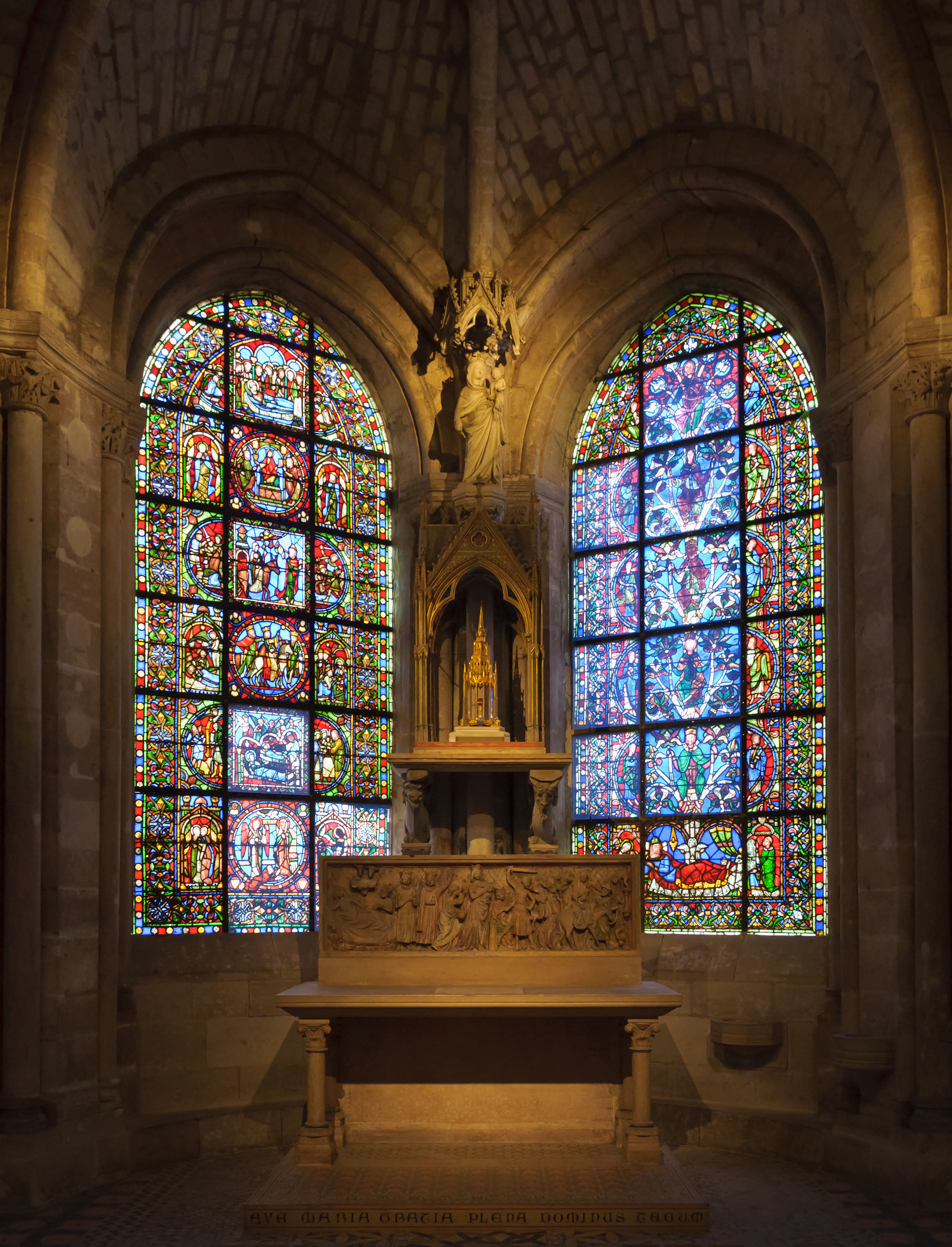
Reliquaire contenant le fragment d'un poignet de Louis, en la basilique Saint-Denis.

Le 25 août 1298, lors d'une cérémonie à Saint-Denis, en présence de nombreux témoins du procès de canonisation, de prélats, de barons, de clercs, de chevaliers, de bourgeois et de gens du peuple, Philippe « le Bel » fait procéder à la levée du corps de son grand-père : les ossements sont alors solennellement déposés dans une châsse en or, derrière le maître-autel de la basilique Saint-Denis.
Mais les reliques de saint Louis sont destinées à subir un curieux et dramatique destin. En effet, quelque temps après, le roi Philippe IV désire transférer les reliques vers la Sainte-Chapelle afin qu'elles soient plus proches du palais royal. Le pape Boniface VIII, qui souhaite toujours entretenir de bonnes relations avec Philippe, l'autorise à procéder au transfert, à la condition qu'il laisse un bras ou un tibia aux moines de Saint-Denis. Cependant, après le refus de ces derniers, Philippe abandonne le projet jusqu'à la mort de Boniface.
Mais, après l'élection de Clément V, celui-ci autorise le transfert à la Sainte-Chapelle de la tête de Saint Louis. Le roi laisse alors aux moines le menton, les dents et la mâchoire inférieure du saint. Il offre également une côte à Notre-Dame de Paris. La translation solennelle a lieu le 17 mai 1306. Le crâne est alors déposé dans un magnifique reliquaire en or, orné de pierres précieuses, commandé en 1299 à l'orfèvre Guillaume Julien. Puis les moines font, eux aussi, confectionner un superbe reliquaire pour ce qu'il leur reste de la tête de Louis et l'inaugurent le 25 août 1307 en présence du roi et d'une foule de seigneurs et de prélats.
Philippe le Bel offre ensuite des phalanges de doigts au roi Håkon V de Norvège qui vient de faire construire une église dédiée à Saint Louis près de Bergen. Il donne également quelques reliques aux chanoines de Notre-Dame de Paris, aux dominicains de Paris et de Reims et aux abbayes de Royaumont et de Pontoise. Entre 1330 et 1340, Philippe de Valois donne quelques fragments d'os à Blanche de Namur, de voyage à Paris, pour le monastère de Vadstena. L'empereur Charles IV du Saint-Empire se voit lui aussi céder quelques fragments, qu'il fait envoyer à la cathédrale de Prague.

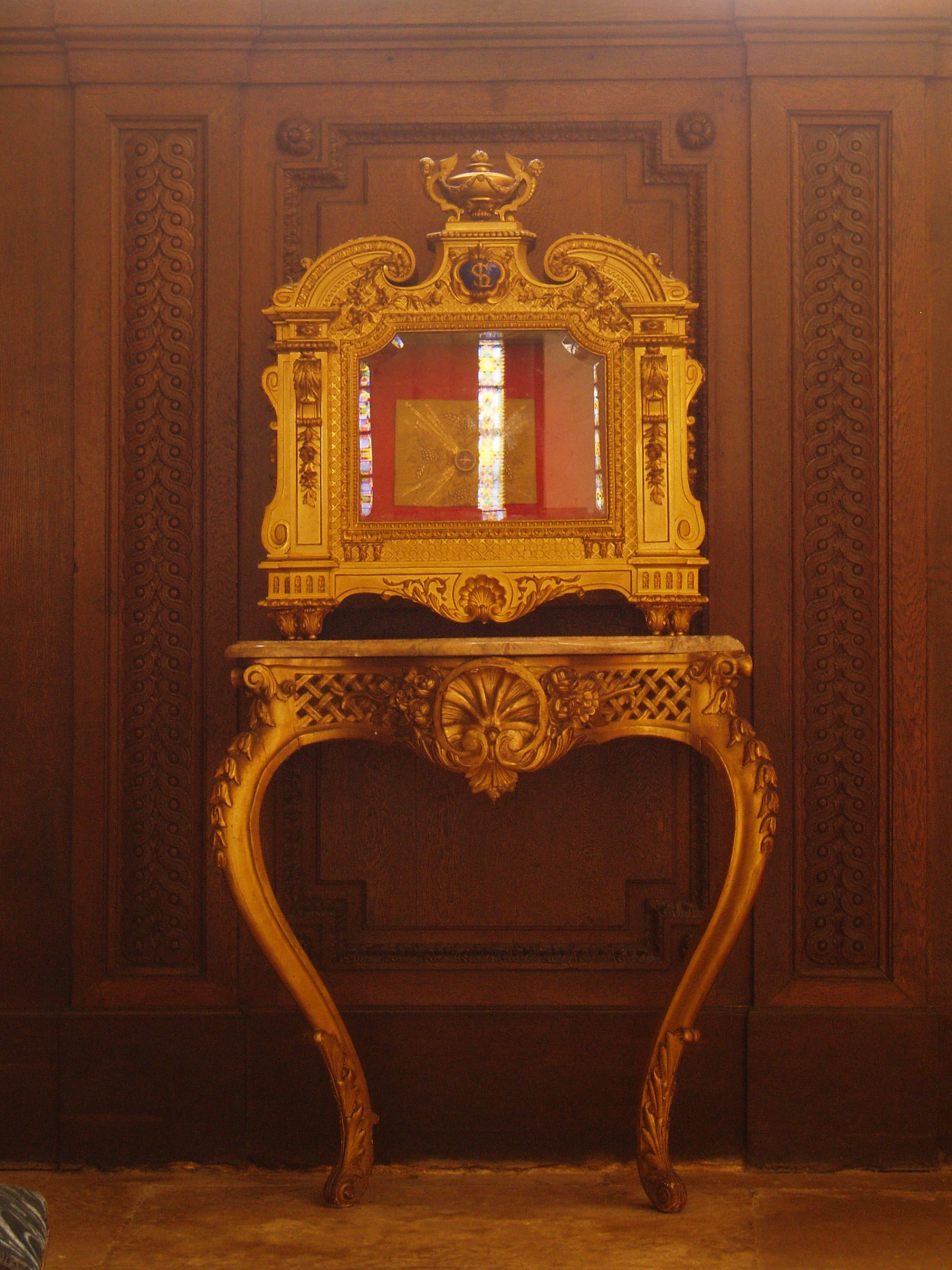
Reliquaire des entrailles de saint Louis dans la cathédrale de Versailles.

En 1392, le reste des os de Saint Louis est placé dans une nouvelle châsse et, à cette occasion, Charles VI offre une côte au pape par l'intermédiaire de Pierre d'Ailly, deux côtes aux ducs de Berry et de Bourgogne et un os aux prélats présents lors de la cérémonie, afin qu'ils se le partagent. Vers 1430, Louis VII de Bavière s'en voit offrir d'autres pour l'église d'Ingolstadt. Puis en 1568, l'ensemble des os est rassemblé à Paris pour célébrer une procession contre le protestantisme. En 1610, Marie de Médicis reçoit un os, mais prise de remords, elle le rend lors du sacre de Louis XIII.
En 1616, Anne d'Autriche reçoit un petit morceau de côte, mais insatisfaite, elle obtient une côte entière l'année d'après et, un peu plus tard, elle s'entretient avec le cardinal de Guise pour obtenir une autre côte et un os dans le but de les offrir aux jésuites de Paris et de Rome. Selon Jacques Le Goff, la châsse de 1298 est probablement détruite et les ossements dispersés lors de la Révolution française. Durant cette période, le chef reliquaire de la Sainte-Chapelle est également refondu : un seul fragment en est conservé et déposé au cabinet des Médailles de la Bibliothèque nationale. Les reliques conservées à Saint-Denis n'échappent pas non plus à la distribution et, en 1926, le cardinal Louis-Ernest Dubois offre un morceau de côte à l'église Saint-Louis-de-France de Montréal.
En 1941, la société du mémorial de Saint-Denis commande un reliquaire pour abriter un os de Saint Louis dont la date et les conditions d'acquisition sont inconnues. La relique est alors exposée dans la chapelle absidiale de la basilique.
Enfin, certaines des entrailles, demeurées à Monreale jusqu'en 1860, sont emportées par le roi François II des Deux-Siciles lors de son exil à Gaète, puis à Rome. Elles sont ensuite déposées dans la chapelle d'un château en Autriche que l'empereur François-Joseph lui a mis à disposition. Dans son testament, rédigé en 1894, il lègue le reliquaire des entrailles au cardinal Charles Lavigerie (?), qui le dépose dans la cathédrale de Carthage.
Puis en 1985, l'évêque de Tunis fait transférer les entrailles dans un oratoire de l'évêché de Saint-Denis. Elles n'en sortent qu'en août 1999, lorsque le prince Louis de Bourbon, duc d'Anjou et aîné des Capétiens, les emporte à Saint-Louis, dans le Missouri, pour les proposer à la vénération des catholiques américains. Enfin, en 2011, Pascal Delannoy, évêque de Saint-Denis, offre ces reliques au diocèse de Versailles. La cérémonie de translation en la cathédrale du lieu se déroule le 16 octobre 2011,.

### Vénération

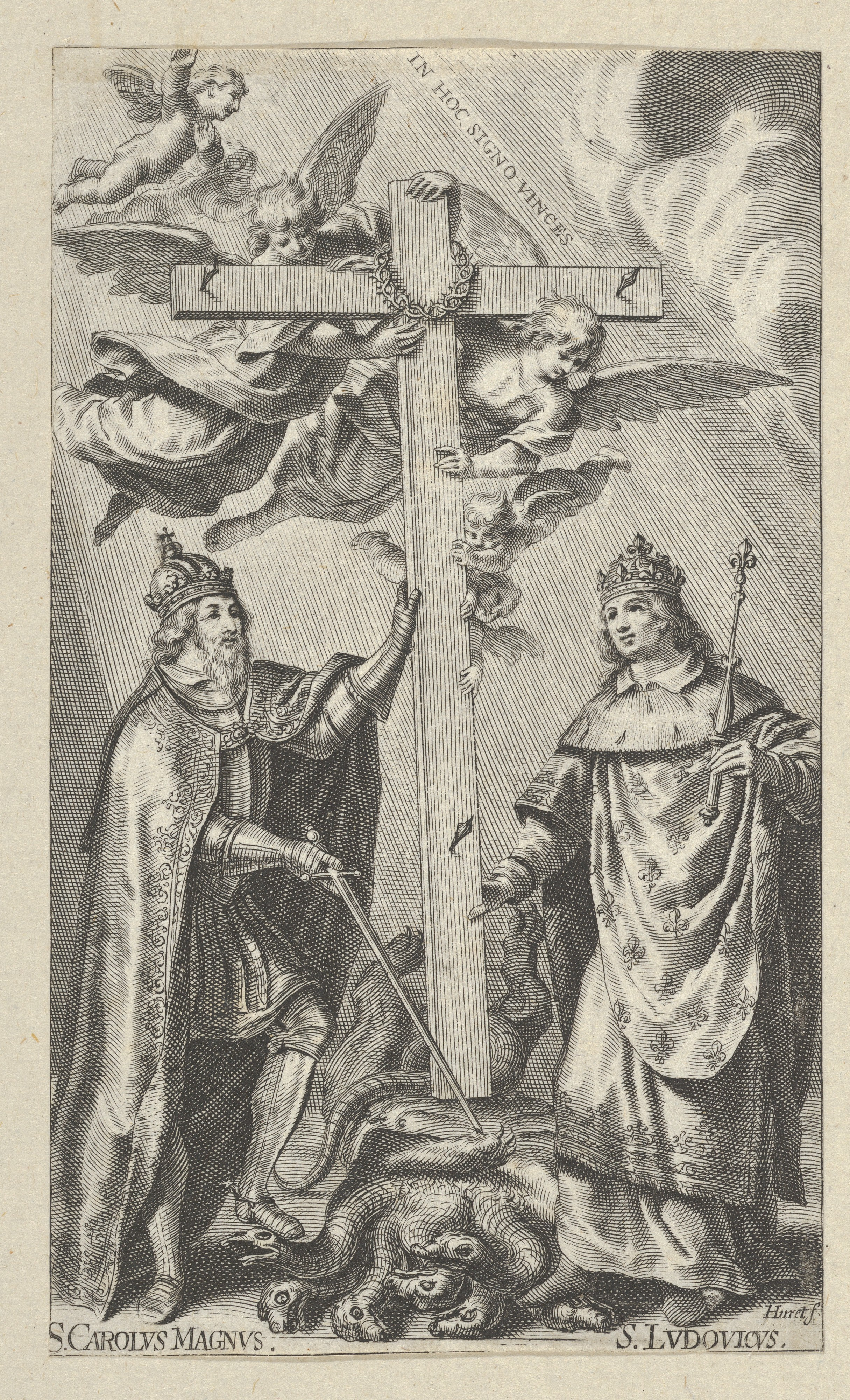
Saint Charlemagne et saint Louis, gravure de Grégoire Huret (XVII, Metropolitan Museum).

Saint Louis est déjà légendaire de son vivant, et il est précocement canonisé, mais sa vénération tarde à se répandre. C'est seulement à partir du XVIIe siècle qu'il devient véritablement un saint dynastique, d'ampleur nationale. Marc-Antoine Charpentier compose en son honneur 4 motets, respectivement H.320, H.323, H.332, H.365 et Louis-Nicolas Clérambault un himne de Saint Louis. Il devient le protecteur de la France et de la monarchie.
Les jésuites, en particulier, lui portent un réel attachement. C'est par eux, grâce à leur large zone d'influence, qu'il devient un saint international. Louis IX est saint patron de la France, des tertiaires franciscains, du diocèse aux armées françaises, de celui de Versailles et de celui de Blois, mais aussi des coiffeurs et des passementiers.

### Représentations

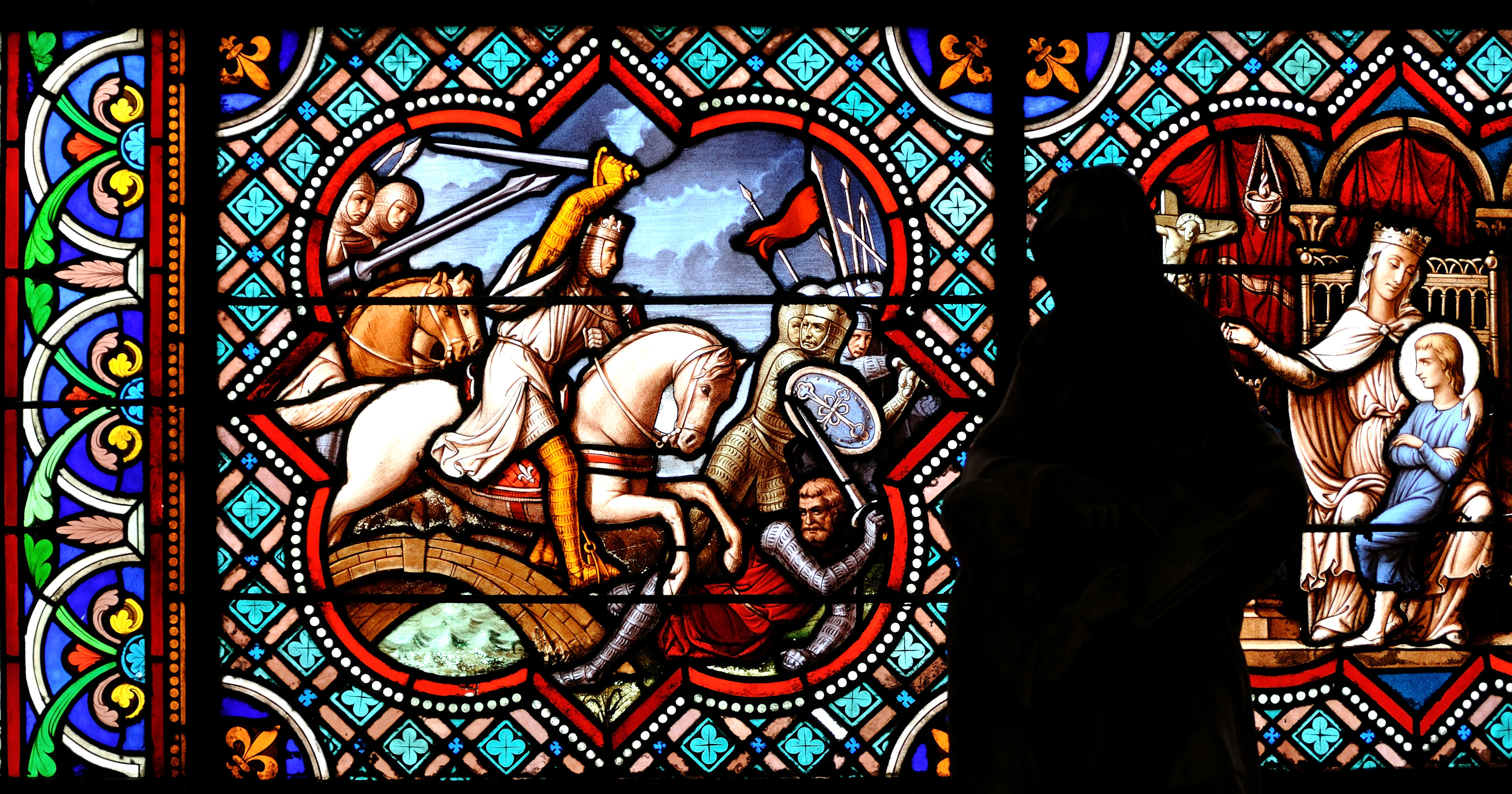
Saint Louis à Taillebourg (1863), vitrail de Claudius Lavergne (cathédrale Notre-Dame de Senlis).

Les représentations de saint Louis le figurent en roi, avec les attributs du monarque absolu. Il est presque toujours en saint, comme sur la statue du XIVe siècle conservée dans la chapelle Saint-Louis de l'église de Mainneville dans l'Eure, ou sur l'Apothéose de Saint Louis, par Vouet, dans la Gemäldegalerie, à Dresde.
Un vitrail du XIIIe siècle, dans la Sainte-Chapelle, représente plusieurs épisodes de sa vie, notamment ceux concernant la couronne d'épines. Les scènes de sa vie souvent représentées sont quand il visite les malades, apporte de la nourriture aux pauvres, lave les pieds des lépreux, accomplit des miracles, se donne ou se fait donner la discipline. D'autres scènes sont inspirées de la vie de saint François d'Assise, Saint Louis étant lui-même tertiaire franciscain. Selon l'époque, le visage de Saint Louis prend parfois les traits du souverain français régnant.
Ses attributs royaux sont toujours la couronne, quelquefois la main de justice ou le sceptre. D'autres attributs sont les clous de la Passion, les lys de France, le manteau royal ou un autre vêtement fleurdelysé. Les fleurs de lys comme attribut sont la principale raison de la destruction de nombreuses représentations de Saint Louis sous la Révolution : les révolutionnaires s'attachent à faire disparaître ce symbole de l'absolutisme.

## Généalogie

### Descendance

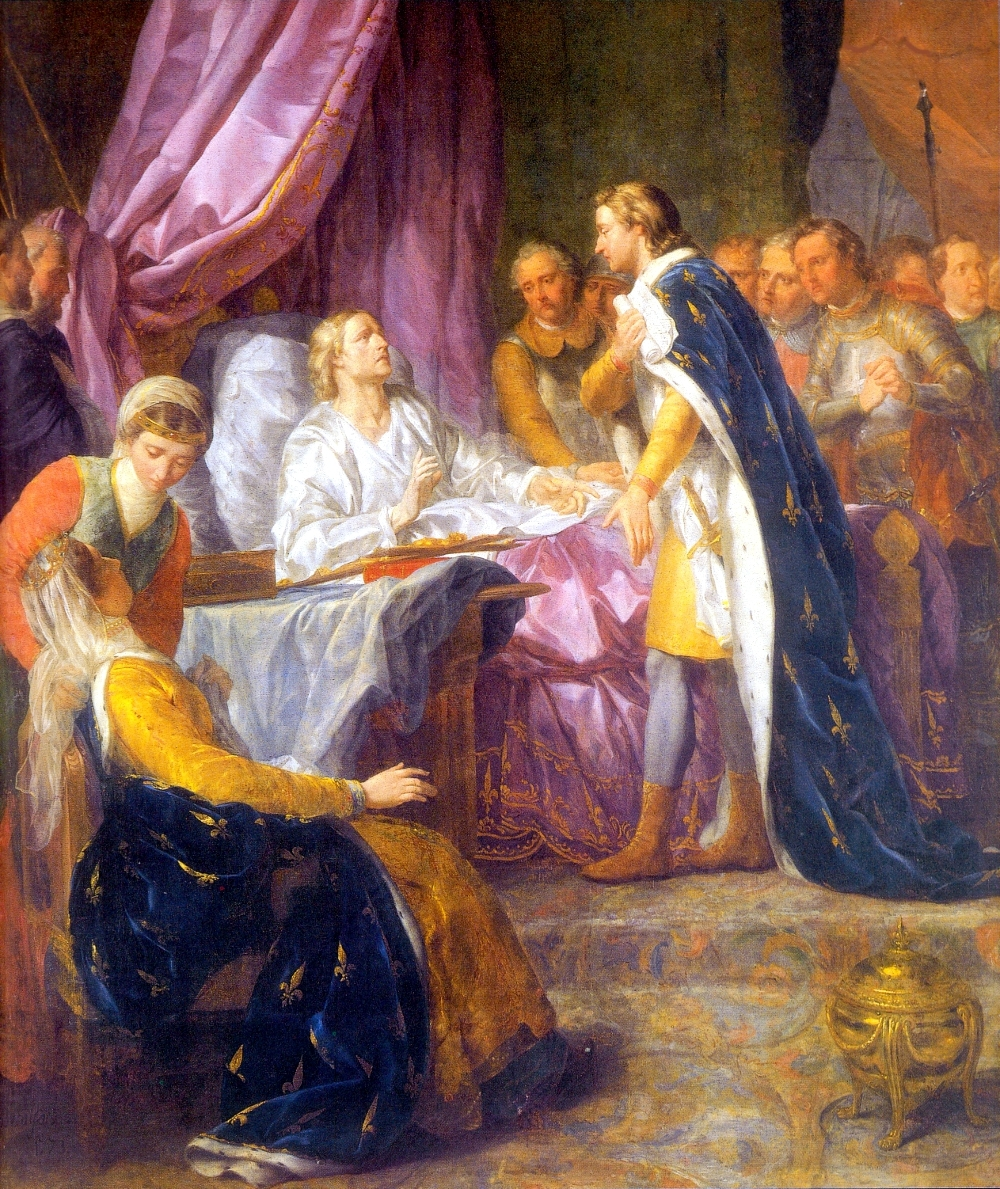
Louis IX, sur son lit de mort, remet à son fils le plan de sa conduite, Jacques-Antoine Beaufort, XVIIIe siècle, chapelle Saint-Louis de l'École militaire, Paris.

Le 27 mai 1234, en la cathédrale de Sens, Louis IX de France épouse Marguerite de Provence (1221-1295), fille de Raimond-Bérenger IV, comte de Provence, et de Béatrice de Savoie. De leur mariage naissent onze enfants :
- Blanche, premier enfant de saint Louis. Née le 11 juillet 1240, soit après six ans de mariage, elle meurt à l'âge de trois ans[L 152] ;
- Isabelle, née le 18 mars 1242[L 152]. Elle épouse Thibaud II vers 1258 et devient ainsi reine consort de Navarre. Son époux meurt lors de la Huitième croisade, sans descendance ;
- Louis, né le 25 février 1244. Prince héritier, il est fiancé, en 1258, à Isabelle d'Aragon, conformément au traité de Corbeil. Il meurt prématurément à l'âge de 15 ans, probablement emporté par une appendicite[S 4] ;
- Philippe, né le 1er mai 1245. Il devient héritier à la mort de son frère aîné, en 1260, et est ainsi fiancé, à son tour, à Isabelle d'Aragon, qu'il n'épousera qu'à la Pentecôte de 1262, à Clermont-en-Auvergne[L 153]. Il devient roi de France à la mort de son père, le 25 août 1270, sous le nom de Philippe III, dit « le Hardi »[L 152]. À la mort de son épouse, il se marie avec Marie de Brabant. D'où descendance des deux épouses ;
- Jean, né en 1248 et mort presque aussitôt[L 154] ;
- Jean Tristan, né en avril 1250 pendant la captivité de son père, encore prisonnier des musulmans. Son second prénom lui est donné en référence à la tristesse des circonstances[L 155]. Il épouse Yolande de Bourgogne vers 1266 et devient comte de Nevers après la mort d'Eudes de Bourgogne. Il meurt le 3 août 1270, lors de la Huitième croisade, sans descendance ;
- Pierre, né en 1251 en Terre sainte où ses parents effectuent un pèlerinage[L 155]. En 1271 ou 1273, il épouse Jeanne de Châtillon, avec qui il est fiancé depuis 1263. Le couple a deux fils, Louis et Philippe, qui meurent en bas âge ;
- Blanche, née en 1253 en Terre sainte également[L 155]. Son père souhaite qu'elle devienne nonne pour l'abbaye de Maubuisson, mais celle-ci refuse et ose même faire promettre au pape Urbain IV de la relever de ses vœux si elle devait obéir à son père[L 156],[ab]. Elle épouse Ferdinand de la Cerda, infant de Castille, vers 1268. D'où descendance ;
- Marguerite, née en 1254. Elle épouse par contrat, en février 1271, Jean Ier, duc de Brabant, dit « le Victorieux ». En 1272, elle meurt en couches, donnant naissance à leur unique enfant, un fils qui ne survit pas ;
- Robert, né en 1257. En 1272, il épouse Béatrice de Bourgogne, dame de Bourbon. Il est ainsi le fondateur de la maison capétienne de Bourbon, et l'ancêtre à la 9e génération en ligne masculine d'Henri IV, roi de France ;
- Agnès, née en 1260. Elle épouse par contrat, en juillet 1273, Robert II, duc de Bourgogne et roi titulaire de Thessalonique. D'où descendance.

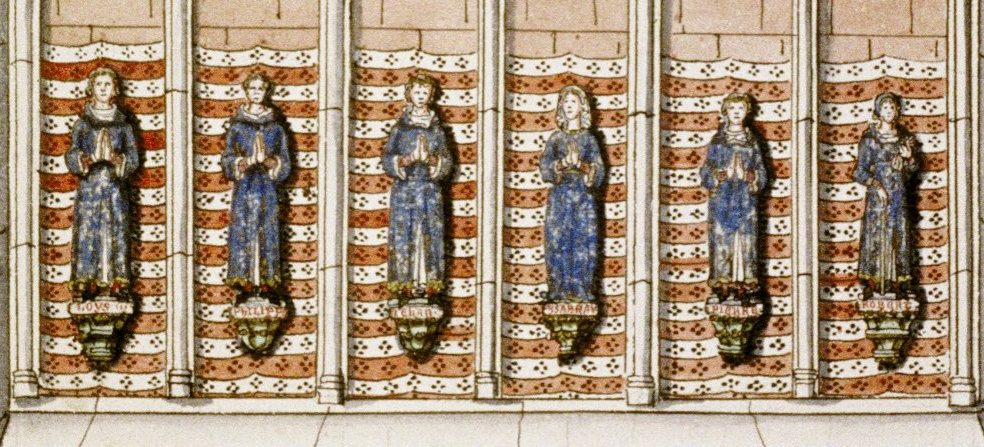
Louis, Philippe, Jean, Isabelle, Pierre et Robert, enfants de Louis IX, collection de François Roger de Gaignières, XVIIIe siècle.

Tous les rois de France qui se succèderont jusqu'au dernier, Louis-Philippe Ier en 1848, sont en lignée agnatique de Louis IX. La branche des capétiens directs se poursuit avec son fils Philippe III jusqu'à Charles IV en 1322, les dynasties des Valois, Valois-Orléans et Valois-Angoulême à partir de son petit-fils Charles de Valois jusqu'à Henri III en 1589, et les dynasties des Bourbon et d'Orléans à partir de son fils Robert de Clermont jusqu'à Charles X en 1830 puis Louis-Philippe en 1848. Il en est de même de la dynastie de Bourbon-Anjou, régnante en Espagne à partir de 1700, jusqu'à l'actuel Felipe VI, et de la dynastie de Bourbon-Parme (Nassau) incluant l'actuel Henri, grand-duc de Luxembourg. Au XVe siècle, l'expression « prince du sang » apparut pour qualifier les membres des lignages descendants de saint Louis qui appartiennent donc au lignage royal français et sont aptes à succéder à la Couronne en cas d'extinction de la famille royale, c'est-à-dire du roi, de ses fils, et des fils de ses fils. Elle succéda aux expressions « princes des fleurs de lys » et « princes du sang de France ».

## Postérité

### Musique
- Le Roi Louis, chant médiéval.
- Motet de St Louis H.320, de Marc-Antoine Charpentier[68].
- Cantate pour le jour de la fête de Saint Louis, pour soprano, cordes et continuo de Jean-Philippe Rameau.
- Louis IX en Égypte, opéra de Jean-Baptiste Moyne, livret de Nicolas-François Guillard et Andrieux, le 15 juin 1790.
- Saint Louis Roi de France, opéra oratorio de Darius Milhaud sur un poème de Paul Claudel (1970)[69].

### Filmographie
- 1912 : La Vie et la Mort de Saint Louis produit par l'Union des Nouvelles Marques Cinématographiques, acteur non inconnu.
- 1929 : Le Croisé de Dimitri Kirsanoff et Raymond Bernard avec Philippe Rolla.
- 1950 : Saint Louis, Ange de la Paix de Robert Darène, documentaire.
- 1970 : La Complainte de Jérusalem de Jean-Paul Carrère avec Marc Cassot.
- 1978 : Roger Stéphane et Roland Darbois, Le temps des cathédrales, d'après l’œuvre de Georges Duby (lire en ligne [vidéo]), chap. V (« Louis IX : roi, chevalier et saint »), durée : 50 min 27 s.
- 1982 : Saint Louis ou la Royauté bienfaisante de Jean-Claude Lubtchansky avec Didier Sandre.
- 1983 : La Chambre des dames de Yannick Andréi ave Raymond Didier.
- 2001 : Knights of the Quest de Pupi Avati avec Marcus J. Cotterell.
- 2012 : Paris, la ville à remonter le temps de Xavier Lefebvre et Alexis Barbier-Bouvet avec Vladimir Perrin.
- 2014 : Saint Louis, sur la Terre comme au Ciel de Xavier Lefevre avec Vladimir Perrin.
- 2018 :
  - Blanche de Castille: la reine mère a du caractère de David Jankowski et Benjamin Lehrer avec Julien Delanoë.
  - Dominique Adt, co production France Télévision (replay), direction scientifique dr pr Philippe Charlier (légiste et anthropologue) : Saint Louis, le roi Dispersé ; documentaire sur la recherche de la raison éventuelle de la mort de Louis IX.

### Télévision
L'émission Secrets d'Histoire, intitulée Saint Louis, sur la terre comme au ciel, lui est consacrée. Le documentaire revient notamment sur sa participation à deux croisades successives, la fondation de la ville fortifiée d'Aigues-Mortes, mais également sur les réformes qu’il mena afin de modifier en profondeur les institutions judiciaires du royaume,.
L' émission Quand l' histoire fait dates nommé La mort de Saint Louis lui est consacré.

### Bande dessinée
- Christian Goux (dessinateur) et Louis-Bernard Koch, Avec Saint Louis, Paris, Triomphe, coll. « Le vent de l'histoire », 2010, 40 p. (ISBN 978-2843783838).
- Mathieu Mariolle et Alex Nikolavitch, Saint Louis, Grenoble/Paris, Glénat BD, coll. « Ils ont fait l'Histoire », 2015, 56 p. (ISBN 978-2723496254).

### Sources primaires

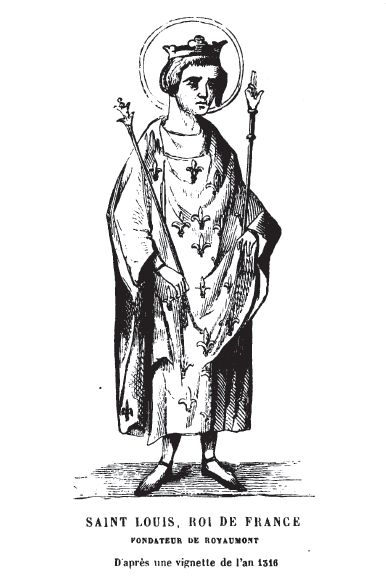
Saint Louis, d'après une vignette de 1316. Gravure tirée d'H. Duclos, L'Abbaye de Royaumont, 1867.

- Philippe Mouskes, Chronique rimée de Philippe Mouskès, Bruxelles, Reiffenber, 1836.
- Matthieu Paris, Chronica majora, Londres, Henry Luard, 1872.
- Salimbene de Adam, Cronica, Bari, Scalia, 1966.
- Primat de Saint-Denis, Les grandes chroniques de France, Paris, J. Viard, 1920.
- Guillaume de Nangis, Chronicon, Paris, Géraud, 1843.
- Le Ménestrel de Reims, Récit d'un ménestrel de Reims au XIIIe siècle, Natalis de Wally, 1876.
- Enseignements de saint Louis :
  - Henri François Delaborde, Le texte primitif des enseignements de Saint Louis à son fils, 1912.
  - David O'Connell, Les Propos de Saint Louis, Paris, Gallimard-Julliard, 1974.
- Gloria laus, bulle pontificale de canonisation de saint Louis.
- Jean de Joinville :
  - Natalis de Wailly, Histoire de Saint Louis, suivie du Credo et de la lettre à Louis X, Paris, Éditions Mme veuve de Jules Renouard, 1868, XLIV-411 p. [lire en ligne].
  - Jacques Monfrin (éd.), Vie de Saint Louis, Paris, Le Livre de poche, coll. « Lettres gothiques », 2002, 639 p. Édition bilingue ancien français-français contemporain.
- Jules Viard, Les Grandes Chroniques de France : publiées pour la Société de l'Histoire de France par Jules Viard, t. 7 : Louis VIII et Saint Louis, Paris, Librairie ancienne Honoré Champion, 1932, XIX-296 p. (lire en ligne).
- Jacques Le Goff, Éric Palazzo, Jean-Claude Bonne, Marie-Noël Colette, Le Sacre royal à l'époque de saint Louis d'après le manuscrit latin 1246 de la BnF (avec la collaboration de Monique Goullet), Paris, Gallimard, coll. « Le temps des images », 2001, 338 p. [compte rendu en ligne].

### Bibliographie

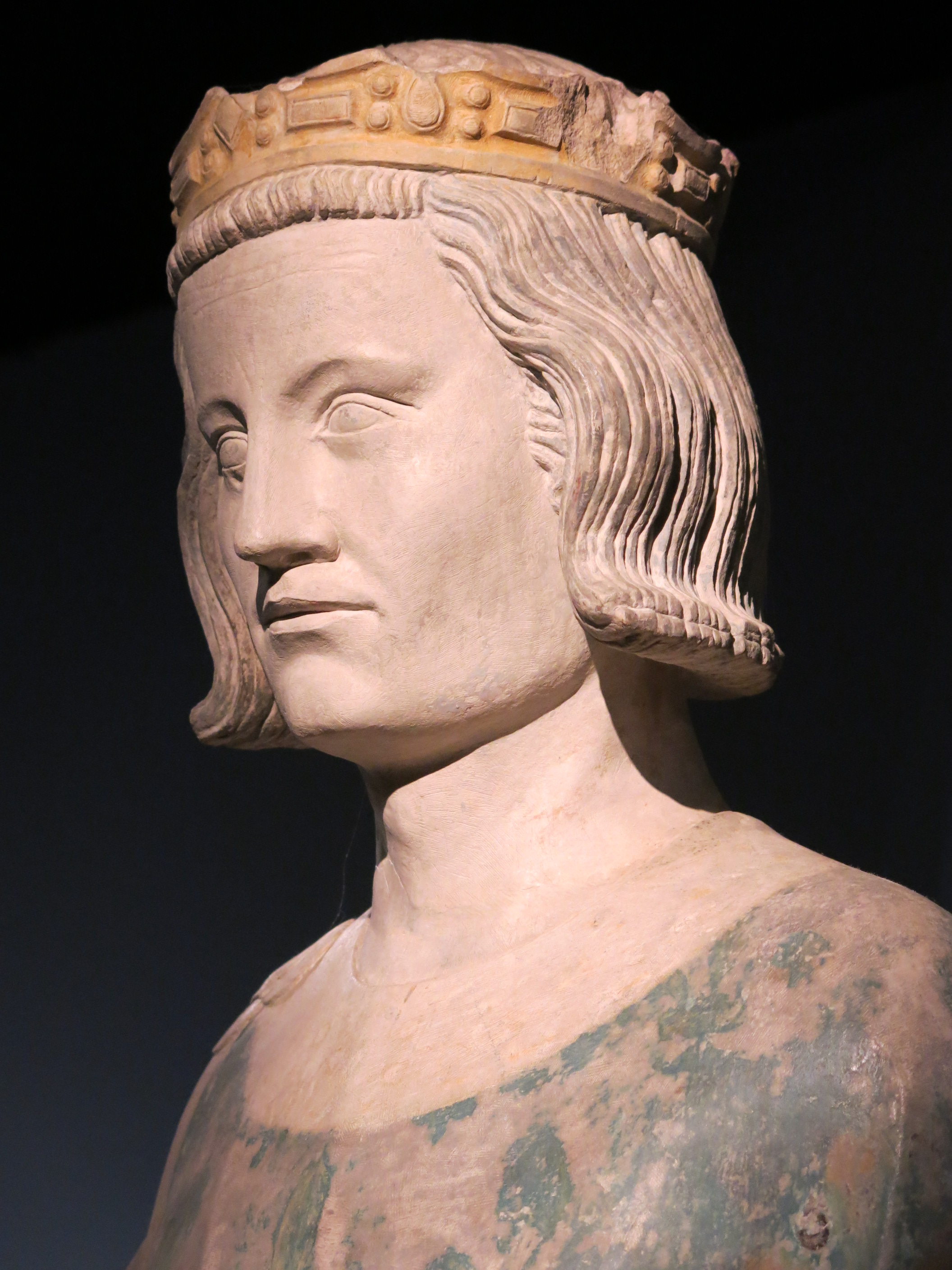
Saint Louis,
statue polychrome,
début du XIVe siècle.

#### Biographies

##### Moyen Âge
- Guillaume de Nangis (trad. du latin), Chronique du règne de Saint Louis, 1226-1270, Clermont-Ferrand, Paleo éd., 2010, 110 p. (ISBN 978-2849095720).
- Guillaume de Saint-Pathus, Vie et vertus de Saint-Louis, Brive-la-Gaillarde, Paraclet, 2009, 192 p. (ISBN 9782357360136).

##### XVIIesiècle
- Louis-Sébastien Le Nain de Tillemont, Vie de Saint Louis roi de France, Julien de Gaulle (éd.), Paris, Jules Renouard et Cie, 1847-1851, vol. 1, vol. 2, vol. 3, vol. 4, vol. 5, vol. 6.

##### XIXesiècleà nos jours
- Louis-François de Villeneuve-Bargemont, Histoire de Saint-Louis, roi de France, vol. 3, 1839, 686 p. (lire en ligne).
- Charles Victor Langlois, Histoire de la France au Moyen Âge : IIIe siècle-1492 : Saint Louis, Philippe le Bel : les derniers Capétiens directs, 1226-1328, Paris, Jules Tallandier, 1978, 448 p. (lire en ligne). Réimpression de la 2e partie du tome III de L'Histoire de France depuis les origines jusqu'à la Révolution, Ernest Lavisse (dir.), Paris, Hachette, 1901.
- Jean Richard, Saint Louis : roi d'une France féodale, soutien de la Terre sainte, Paris, Fayard, coll. « Biographies historiques », 1983, 638 p. (ISBN 2-213-01168-0, BNF 34741331, présentation en ligne), p. 108, 215, 227. [p. 108] : « Il en est de même dans une autre affaire : la destruction par le feu des exemplaires du Talmud. Un Juif rochelais, converti au christianisme, s’était persuadé que ce livre, qui régissait la vie de ses coreligionnaires, était le principal obstacle à leur conversion. À son instigation, le pape Grégoire IX dénonça les docteurs juifs comme coupables de s’être détournés de la loi de Moïse et de l’Écriture sainte, trésor commun des Juifs et des Chrétiens, pour suivre ces traditions qui les dénaturaient, et il invita Saint Louis à faire détruire ces livres. Le roi convoqua à une conférence qui se tint au Palais devant Blanche de Castille, le 24 juin 1240, quatre rabbins célèbres et leurs accusateurs. Les premiers furent confondus et, en juin 1242, une vingtaine de charretées d’exemplaires du Talmud furent livrés au feu. Le zèle du roi pour la conversion des Juifs, dont nous avons d’autres témoignages, sans aller jusqu’à la conversion forcée, ne reculait pas devant l’emploi de moyens de coercition. »
 [p. 215] : « Mais confiscations et expulsions ne visaient sans doute que les usuriers juifs, car la présence de nombreux Juifs reste certaine, et l’ordonnance elle-même prescrit la restitution aux communautés juives de leurs synagogues et de leurs cimetières. Quant à l’ordonnance de 1254[17], elle reprenait les termes de celle de 1230, rappelait la condamnation du Talmud, considéré comme blasphématoire à l’égard de la foi chrétienne, et interdisait aux Juifs de prêter à intérêt dans l’avenir, en les incitant à vivre du travail de leurs mains ou du métier de marchand[LM 1]. »
- Jacques Le Goff, Saint Louis, Paris, Éditions Gallimard, coll. « Bibliothèque des histoires », 1996, 976 p. (ISBN 2-07-073369-6, BNF 35801658, présentation en ligne), [présentation en ligne],  Réédition : Jacques Le Goff, Saint Louis, Paris, Éditions Gallimard, coll. « Folio. Histoire » (no 205), 2013, 1264 p., poche (ISBN 978-2-07-041830-5).
- Gérard Sivéry, Saint Louis et son siècle, Paris, Éditions Tallandier, coll. « Figures de proue », 1983, 672 p. (ISBN 2-235-01398-8).
- Gérard Sivéry, Louis IX : le roi saint, Paris, Historia / sélection du Reader's Digest, coll. « La France au fil de ses rois », 2002, 159 p. (ISBN 978-2847343861).
- Dom Prosper Guéranger, Saint Louis et la papauté : bulle de canonisation du 11 août 1297, Saint-Macaire, Association Saint-Jérôme, 2008, 192 p. (ISBN 978-2951784543, lire en ligne).
- Joël Blanchard, Saint Louis, Paris, Presses de la Renaissance, coll. « Les grandes figures de la spiritualité chrétienne », 2017, 140 p. (ISBN 978-2750913076).

#### Aspects particuliers
- (en) Robert Branner, St. Louis and the court style in Gothic architecture, A. Zwemmer, 1965.
- (en) Robert Branner, Manuscript Painting in Paris during the reign of Saint Louis. A Study of Styles, University of California Press, 1975.
- Louis Carolus-Barré et Henri Platelle, Le procès de canonisation de Saint Louis (1272-1297). Essai de reconstitution, Rome/Paris, École française de Rome / diff. de Boccard, coll. « Publications de l'École française de Rome », 1994, 325 p. (ISBN 2-7283-0300-2).
- Louis Carolus-Barré, « Les enquêtes pour la canonisation de saint Louis et la bulle Gloria laus, du 11 août 1297 », Revue d'histoire de l'Église de France, vol. 57, no 158,‎ 1971.
- Marie Dejoux, Pierre-Anne Forcadet, Vincent Martin et Liêm Tuttle, La Justice de Saint-Louis, PUF, 2024.
- Marie Dejoux (dir.), Saint Louis après Jacques Le Goff. Nouveaux regards sur le roi et son gouvernement, Presses universitaires de Rennes, coll. « Histoire », 2025 (ISBN 978-2-7535-9676-4, lire en ligne).
- Georges Duby, Histoire de la France des origines à nos jours, Paris, Larousse, coll. « In Extenso », 2003, 1258 p. (ISBN 2-03-575200-0).
- Gaston Duchet-Suchaux et Michel Pastoureau, « Louis », dans La Bible et les saints : Guide iconographique, Paris, Flammarion, 1990 (ISBN 2-08-011725-4), p. 206-207.
- René Grousset, Histoire des croisades et du royaume franc de Jérusalem , vol. III : 1188-1291 L'anarchie franque, Paris, Perrin, 1936 (réimpr. 2006), 902 p., p. 488  (ISBN 2-262-02569-X).
- Xavier Hélary, La dernière croisade, Paris, Perrin, 2016, compte rendu en ligne sur le site d’Histoire et Images médiévales.
- William Chester Jordan, La prunelle de ses yeux : Convertis de l’islam sous le règne de Louis IX, Paris/14-Condé-en-Normandie, Editions de l’EHESS, 2020, 174 p. (ISBN 978-2-14-027451-0, présentation en ligne)
- Edmond-René Labande, « Saint Louis pèlerin », Revue d'histoire de l'Église de France, t. 57, no 158, 1971. p. 5-18 (lire en ligne).
- Albert Lecoy de La Marche, La France sous Saint Louis et sous Philippe le Hardi, Paris, Ancienne maison Quantin, coll. « Bibliothèque d'histoire illustrée », 1886, 205 p. (lire en ligne).
- Albert Lecoy de La Marche, Saint Louis : son gouvernement et sa politique, Tours, Mame & fils, 1900 (réimpr. 1888, 1889, 1891, 1894, 1900, 1905, 1924) (1re éd. 1887) (BNF 34021559, lire en ligne), chap. XVII (« L’industrie et le commerce sous Saint Louis »), pp. [214], [p. 336]. [p. 214] : « Il prit part également à la condamnation du Talmud, dont les livres furent brûlés par ordre du pape, avec le concours du roi. »
 [p. 336] : « On ne peut entendre autrement cette anecdote, si l’on a quelque bonne foi ; car sans cela elle serait en contradiction flagrante avec le caractère de saint Louis et avec ses procédés réels à l’égard des juifs […] les contraignant de payer le double du cens dû par les étrangers ordinaires ou les aubaines, et à porter sur leurs habits un signe distinctif : une rouelle d’étoile de couleur différente. » […] « L’ordonnance de 1254, pour la réformation générale du royaume, renouvelle l’interdiction des trafics illicites, familiers aux disciples de Moïse, de leurs blasphèmes, de leurs sortilèges, de leurs livres hétérodoxes, comme le Talmud, leur enjoint, sous peine de bannissement, de vivre du travail de leurs mains ou d’un commerce ordinaire (de laboribus manuum suarum vel de negociationibus sine terminis vel usuris) »
- Jacques Le Goff, « Mon ami le saint roi : Joinville et Saint Louis (réponse) », Annales. Histoire, Sciences Sociales, no 2, 56e année,‎ mars-avril 2001, p. 469-477 (lire en ligne).
- Georges Minois, Le culte des grands hommes : des héros homériques au star system, Éditions Louis Audibert, 14 octobre 2005, 569 p. (ISBN 978-2-84749-061-9).
- Roland Mousnier, La monarchie absolue en Europe : du Ve siècle à nos jours, Paris, Presses universitaires de France (PUF), 1982, 245 p. (ISBN 2-13-037331-3, lire en ligne).
- Paulin Paris, Mémoire sur le cœur de saint Louis et sur la découverte faite dans la Sainte-Chapelle, Paris, Éditions Techener, 1844, 48 p.   (Wikisource). — Ce mémoire a d'abord paru dans L’Institut : journal des sciences et des sociétés savantes, no 96 (décembre 1843).
- Hervé Pinoteau, Saint Louis : son entourage et la symbolique chrétienne, Lathuile, Éditions du Gui, 2005, 240 p. (ISBN 2-9517417-4-X).
- Jean Richard, « L'adoubement de Saint Louis », Journal des savants, Paris, De Boccard, nos 3-4,‎ juillet-décembre 1988, p. 207-217 (lire en ligne).
- Paul Salmona (dir.) et Juliette Sibon (dir.), Saint Louis et les juifs : politique et idéologie sous le règne de Louis IX, Paris/Paris, Éditions du patrimoine (Centre des monuments nationaux), coll. « Idées et débats », 2015, 213 p. (ISBN 978-2-7577-0446-2).
- Natalis de Wailly, « Mémoire sur la date et le lieu de naissance de Saint Louis », Bibliothèque de l'École des chartes, Paris, Librairie A. Franck, 6, 27e année, t. 2,‎ 1886, p. 105-127 (lire en ligne).

### Sources additionnelles
- Alain Erlande-Brandenburg, Royaumont : abbaye royale, Paris, Les Éditions du Huitième Jour, 2004, 114 p. (ISBN 978-2-914119-35-1).
- Pierre-Anne Forcadet, Conquestus fuit domino regi : le recours au roi d’après les arrêts du Parlement de Paris (1223-1285), De Boccard, Paris, 2018  (ISBN 978-2-7018-0445-3).
- (it) Laurence de Finance, La Sainte Chapelle : Palais de la Cité, Paris, Éditions du Patrimoine, Centre des monuments nationaux, 1999, 64 p. (ISBN 2-85822-317-3, ISSN 1159-1722, BNF 37049439).
- Palémon Glorieux, Aux origines de la Sorbonne : Robert de Sorbon, l’homme, le Collège, les documents, Paris, J. Vrin, coll. « Études de philosophie médiévale », 1966, 348 p. (ISBN 978-2-7116-0303-9, lire en ligne).
- Jean-Michel Leniaud et Françoise Perrot, La Sainte-Chapelle, Paris, Éditions du Patrimoine, Centre des monuments nationaux, 2007, 213 p. (ISBN 978-2-85822-920-8, BNF 41108769).
- Béatrice Philippe (auteur), Annie Kriegel (collaboratrice) et Daniel Roche (postface) (préf. Pierre Emmanuel), Être juif dans la société française du Moyen Âge à nos jours, Bruxelles, Paris, éditions Complexe (OCLC 38242827), puis Hachette (OCLC 610336465), coll. « Bibliothèque complexe », 1997, 3e éd. (1re éd. 1979 c/o éditions Montalba (OCLC 6303565), 1981 (BNF 34670216)), 471 p., édition revue et augmentée (BNF 37173124, lire en ligne), De l'an mille à l'expulsion de 1394, « L'étau juridique », pp. [47], [48], [49]  [« Le procès du Talmud »], [431] [« Chronologie »].
- Gérard Sivéry, Marguerite de Provence : Une reine au temps des cathédrales, Paris, Fayard, 1987, 301 p. (ISBN 2-213-02017-5, présentation en ligne).
  - Blanche de Castille, Paris, Fayard, 1990, 293 p. (ISBN 2-213-02508-8, présentation en ligne).
  - Philippe III le Hardi, Paris, Fayard, 200, 358 p. (ISBN 2-213-61486-5, présentation en ligne).
- Zina Weygand (préf. Alain Corbin), Vivre sans voir : les aveugles dans la société française, du Moyen Âge au siècle de Louis Braille, éditions Créaphis, 2003, 374 p., texte remanié à partir d'une thèse de doctorat en histoire à l'université Paris-Sorbonne en 1998 ; titre original de soutenance : « La cécité et les aveugles dans la société française : représentations et institutions du Moyen Âge aux premières années du XIXe siècle » (ISBN 9782913610255, BNF 39031803).
- (en) Jennifer R. Davis, « The Problem of King Louis IX of France : Biography, Sanctity and Kingship », Journal of Interdisciplinary History (en), The Massachusetts Institute of Technology, vol. 41, no 2,‎ automne 2010, p. 209-225 (ISSN 0022-1953, DOI 10.1162/JINH_a_00050).
- Louis Isidore Nachet (avocat), De la liberté religieuse en France, ou essai sur la législation relative à l'exercice de cette liberté, Paris, Landois et Bigot, 1830 (réimpr. 1833, 1838, 1846), ouvrage couronné par la Société de la morale chrétienne (OCLC 555763669, BNF 36341901, lire en ligne), En France, chap. XI (« Des Juifs »), p. 12, 19, 127-131, 209.
- Raymond Léopold Bruckberger, « Joinville », dans Tableau de la littérature française, t. 1 : De Rutebeuf à Descartes, Paris, Gallimard, 1962, p. 110-130.